# Monuments a Bombers
Llista dels Monuments a Bombers a ciutats de tot el món, ordenats per països:

## Alemanya
| Alemanya     | Alemanya | Alemanya |
| ------------ | --- | -------- |
| Achern       | El monument als bombers de l'estat Baden-Württemberg, a Achern, Ortenau, es va erigir en memòria dels membres dels bombers morts a la primera guerra mundial i en l'exercici del servei. Es va construir el 1936, obra de l'escultor de Karlsruhe Karl Dietrich (1883–1954) a partir d'un disseny de l'arquitecte Franz Sales Kuhn (1864–1938) de Heidelberg. Es tracta d'un obelisc de 13 metres d'alçada, fet amb granit de Bühlertal, amb l'escut dels onze districtes de l'estat, rematat amb unes flames estilitzades. Sobre el pedestal hi ha un bomber de granit de 3,70 metres d'alçada que aboca aigua d'una galleda sobre una casa en flames, basat en les conegudes representacions de Sant Florià, patró dels bombers. Es va finançar amb les donacions dels bombers de Baden. |          |
| Berlin       | La primera 'Font de foc' a la plaça Mariannenplatz, a Berlin, es va inaugurar el 17 de novembre de 1902. Obra de l'urbanista Ludwig Hoffmann i l'escultor Friedenau Valentino Casal. La font commemorativa consistia en una secció central de quatre metres d'alçada amb un sarcòfag, flanquejada als laterals per dos pilars de marbre. Els relleus al sarcòfag mostraven escenes dramàtiques de la vida laboral dels bombers, l'escultor era August Vogel. L'aigua de la font brollava de dos caps de lleó. El 1958, la font, que va quedar molt malmesa durant la Segona Guerra Mundial, va ser enderrocada. Tanmateix, es va crear un relleu amb flames estilitzades el 1960 molt a prop de Waldemarstrasse per commemorar els morts dels bombers de Berlín.                           |          |
| Berlin       | El 1981 es va inaugurar la segona font a la plaça Mariannenplatz, a Berlin. Està formada per un llac octogonal i un grup d'escultures de bronze de Kurt Mühlenhaupt, amb les quals es presenta de manera divertida el treball del cos de bombers. Les escultures representen un comandament i dos bombers que llencen aigua al llac. El nas de grans dimensions dels actors ajuda a caricaturitzar l'escena. |          |
| Gelenau      | Memorial als 5 bombers voluntaris que van morir el 30 de maig de 1882 a causa d'una riuada a Gelenau. El monument de pedra va ser obra de l'escultor Burkhardtsdorfer, es va col·locar al lloc de l'accident el 26 d'agost de 1883. Els cascos dels 4 bombers es reprodueixen a les 4 cantonades del monument, mentre que el casc del comandant està sobre un pilar. |          |
| Hamburg      | Al cementiri d'Ohlsdorf, a Hamburg, s'hi va instal·lar el 1953 un fossar d'honor per als bombers. Al mig hi ha un pilar de 2,4 metres d'alçada que representa una flama ardent. Entre els bombers enterrats al voltant del pilar hi ha 3 dels 4 bombers que van morir en un incendi d'una fàbrica el 4 de juny de 1938. |          |
| Havelberg    | El 10 de febrer del 2001 l'Associació d'Amics del Museu de Bombers de Berlín, coincidint amb el 150è aniversari del Cos de Bombers de Berlín, va regalar una alarma d'incendis històrica (alarma de Charlottenburg) a la ciutat de Havelberg, per a commemorar l'incendi que va destruir gran part de Havelberg el 6 de febrer de 1870, que va ser extingit per 159 bombers de Berlín, sota el comandament de Carl Ludwig Scabell, director de Bombers de Berlín, que havien arribat a Havelberg en tren i recorrent penosament els últims 10 km sota una tormenta de neu. |          |
| Laufen       | El monument als bombers de Laufen és una creu metàl·lica, formada per dues escales, sobre una gran roca, on hi han també un casc, una destral i una mànega, i una placa amb la inscripció: En memòria dels companys morts del cos de bombers voluntaris de Laufen. Està situat prop del parc de bombers voluntaris de Laufen. |          |
| Meinersen    | A l'est de Meinersen, prop de la carretera B188, hi ha el memorial als 5 bombers que van morir en els incendis forestals del 8 al 17 d'agost de 1975 a les landes de Lüneburg, Eschede i Meinersen. Fins avui, és l'incendi forestal més gran conegut a la República Federal d'Alemanya, amb 7.418 hectàrees cremades. El memorial consisteix en una gran roca memorial i 5 més petites, que representen els 5 bombers morts. |          |
| Sangerhausen | Monument als 3 bombers que van morir en un incendi d'una fàbrica el 18 i 19 de novembre de 1911. |          |
| Schleusingen | A la ciutat de Schleusingen, Hildburghausen, es va inaugurar un memorial al bomber el 19 de maig de 2014, obra de l'escultor de Schleusinger Benedikt Solga. |          |
| Schönheide   | Monument als bombers voluntaris caiguts a la Primera Guerra Mundial (1914-1918) a Schönheide, Saxònia. |          |
| Schwerin     | El 'Memorial als bombers caiguts' està ubicat en la façana d'una casa de la muralla de Schwerin. Inaugurat el 29 d'octubre de 1928, és tracta d'una escultura de pedra que representa un bomber. L'octubre de 2017 l'associació de ciutadans la va restaurar, ja que la pedra estava en mal estat de conservació, i el propietari de la casa va fer posar una marquesina de vidre per protegir-la de la pluja. |          |

## Argentina
| Argentina        | Argentina | Argentina |
| ---------------- | --- | --------- |
| Acassuso         | El 'Monument al bomber voluntari' va ser inaugurat el 30 d'octubre de 1967, davant del parc de bombers d'Acassuso, Buenos Aires. L'estàtua de formigó armat, d'1,80 metres d'alçada, és obra de l'escultor Roberto Campo, i està basada en la fotografia que Steve Lasker va fer al bomber Richard Scheidt traient un nen mort a l'incendi d'una escola a Chicago, l'1 de desembre de 1958, on van morir 92 nens i 3 monges. D'aquesta escultura se n'han fet més de 160 reproduccions, que estan exposades, entre d'altres, a les ciutats i pobles argentins de: Arrecifes, Avellaneda (cementiri), Cacharí, Cañuelas, Carhué, Carlos Casares, Carmen de Areco, Casbas, Coronel Pringles, Dudignac, Ensenada, General Lamadrid, General Roca, General Rodríguez, La Banda, La Cuesta, Luján, Marcos Paz, Necochea, Punta Alta, Quilmes (cementiri), Rawson, Río Negro, San Jerónimo, Santa Fe, Tigre, Trelew, Villa María, etc. (Nota: la imatge que il·lustra aquesta entrada correspon al monument situat al parc Dominico, Villa Dominico, Buenos aires). |           |
| Buenos Aires     | El 'Monument al bomber voluntari' al carrer Caminito a La Boca, Buenos Aires, és obra d'Ernesto Scaglia, de 1958. L'escultura de bronze, de mida real, representa un bomber amb una nena al braç. |           |
| Florencio Varela | El 'Monument al bomber voluntari' de Florencio Varela, Buenos Aires, està situat a l'avinguda San Martín y Mitre, al lloc on va morir un bomber en acte de servei. |           |
| General Pico     | Monument en record dels 2 bombers voluntaris que van morir en acte de servei el 15 d'agost de 1999. Està situat a la cruïlla dels carrers 26 i 109 de General Pico. |           |
| Lomas de Zamora  | El 'Monument al bomber voluntari' de Lomas de Zamora, Buenos Aires, es va inaugurar el 31 de juliol de 1981. Obra de l'artista lomense Alberto Gallardón, el 30 de gener de 2017 va ser restaurat pel seu fill, Eduardo 'Tito' Gallardón, en la celebració del 107è aniversari de l'Associació de Bombers Voluntaris de Lomas de Zamora. |           |
| Monte Cristo     | El monument 'Homenatge al Coratge' de l'artista Nes Budano, es va inaugurar el 3 de gener de 2021, a la nova plaça Cuerpo de Bomberos Voluntarios de Monte Cristo, entre els carrers Esteban Echeverría i Intendente Ianiello de Monte Cristo. |           |
| Monte Grande     | A la plaça Mitre de Monte Grande, al partit d'Esteban Echevarria, de Buenos Aires, hi ha el monument dedicat als bombers. El 17 de gener de 2020 s'hi van col·locar 2 plaques en honor del caps de bombers voluntaris d'Esteban Echevarria, morts en acte de servei en 2010 i 2016. |           |
| Olavarria        | El 28 de novembre de 1999 es va inaugurar el 'monument als bombers voluntaris d'Olavarria', en commemoració dels 50 anys del cos de bombers d'Olavarria, Buenos Aires. Obra de l'escultor José Finet, el monument es troba al sector Parque Mitre de la ciutat. |           |
| Puerto Madryn    | El 'Monument als màrtirs bombers voluntaris' està ubicat a la plaça San Martín de Puerto Madryn, en record dels 25 bombers, d'entre 11 i 22 anys, que van morir en un incendi forestal a Chubut el 29 de gener de 1994, a 15 km de la ciutat. Inicialment l'estàtua era la mateixa que hi ha a molts altres llocs (veure Acassuso) però en acte vandàlic la van malmetre. El 21 de gener de 2015 es va substituir per una nova, que representa un bomber amb ales d'àngel amb un nen en braços. Els 'Bomberitos de Madryn' tenen també un monument al km 1.523 de la ruta 3, de Puerto Madryn a Chubut, prop d'on van morir, consistent en un monòlit i 25 oliveres, iniciativa del cap de bombers i els pares dels nois. També es va erigir el monument en la seva memòria a l'espai 'Gloria a las victimas del viento y el fuego' a la plaça Pablo Mamani, davant del mercat central de Buenos Aires. |           |
| Quilmes          | El monument als Bombers Voluntaris del Partit de Quilmes, de Buenos Aires, es va inaugurar el 5 de juny de 2009, a la plaça San Martín. S'hi representen els noms i els escuts dels 4 parcs de bombers del districte: Quilmes, Bernal, La Florida i San Francisco Solano. |           |
| Rauch            | El 'monument al bomber voluntari' de Rauch, Buenos Aires, està situat a l'esplanda de la terminal d'autobusos. Cada 2 de juny, dia del bomber a Argentina, s'hi fa una ofrena floral. |           |
| Verónica         | El 2 de juny de 2018 es va inaugurar el 'Monument del bomber voluntari' a la cantonada dels carrers 26 i 31 de Verónica, Buenos Aires. Obra de l'artista Christian Fernández Glazer, el monument està realitzat amb material reciclat. |           |
| Wilde            | Davant del parc de bombers voluntaris Dominico-Wilde, a la ciutat de Wilde, Buenos Aires, es va inaugurar el 2 de juny de 2011 l'estàtua al bomber, obra de l'escultor Juan Carlos Macias, feta amb ferros soldats, d'1,40 metres d'alçada. |           |

## Austràlia
| Austràlia   | Austràlia | Austràlia |
| ----------- | --- | --------- |
| Adelaida    | Al cementiri de Cheltenham, Adelaida, hi ha el monument als 2 bombers morts en l'incendi del vaixell City of Singapore, el 26 d'abril de 1924. Erigit el 1927, consisteix en la figura de marbre d'un bomber, a mida real. |           |
| Adelaida    | La 'Font al bomber Gardner', es va erigir per subscripció pública el 10 d'octubre de 1887, en memòria de J. A. H. Gardner, que va morir el 24 de desembre de 1886 en un incendi, on també va morir el seu company Albert Clark. La font està coberta per un dosser de marbre blanc, sobre 4 columnes de marbre blau. |           |
| Brisbane    | La 'Font Memorial Mooney', erigida al carrer Eagle de Brisbane, entre 1878 i 1880, com a font decorativa dissenyada per l'enginyer William Holloway Chambers, amb el nom de 'Font del carrer Eagle'. Però amb la mort del bomber voluntari James Mooney en un incendi al carrer Queen, el 1877, popularment es va donar el seu nom a aquesta font. En una restauració feta el 1988 s'hi va col·locar una placa amb el nom de James Mooney i d'altres bombers morts en acte de servei.                          |           |
| Cairns      | El memorial del servei d'incendis i salvament de Queensland forma part dels Jardins Memorials situats just al costat del cenotafi de l'avinguda de l'Esplanada de Cairns. |           |
| Canberra    | El 'Memorial nacional dels serveis d'emergència', inaugurat el maig de 2018 a la vora del llac Burley Griffin, als jardins del Parker Way, a Canberra, honora tots els membres dels serveis d'emergència d'Austràlia. Consta d'un mur commemoratiu amb un fris tridimensional que recull una col·lecció d'imatges que reflecteixen la diversitat del personal dels serveis d'emergències que treballen i registra algunes de les seves experiències. Un altre mur té inscrits els 528 morts en acte de servei. |           |
| Geelong     | Aquest memorial als bombers es troba en un dels emblemàtics bol·lards al llarg del passeig marítim de Geelong, Victoria, al lloc on va cremar el vaixell Lightning el 1869. El monument està dedicat als 5 bombers voluntaris de Geelong West que van morir a l'incendi de Linton el 2 de desembre de 1998. |           |
| Geelong     | El memorial als bombers de Geelong, Victoria, situat al parc West, està dedicat als 5 bombers voluntaris de Geelong West que van morir a l'incendi forestal a Linton, el 2 de desembre de 1998. Obra de Noel Essex, el monument de pedra amb un forat pentagonal, complementa el memorial de Linton, que encaixa exactament amb aquest monument. |           |
| Linton      | El memorial als bombers de Linton, Victoria, commemora els 5 bombers voluntaris de Geelong West que van morir a l'incendi forestal, el 2 de desembre de 1998. El monument, erigit al lloc de la tragèdia, és de granit vermell de Calca, encaixa perfectament amb el memorial de Geelong. |           |
| Melbourne   | El 'Memorial als bombers caiguts' de Melbourne està situat als jardins de l'edifici dels Bombers Metropolitans (MFB), al carrer Burnley de Richmond. Obra de Tim and Deborah Edwards, es va inaugurar el 4 de desembre de 2011. |           |
| Melbourne   | El 'Memorial als serveis d'emergència de Victòria' es va completar el 2020 als jardins 'Treasury Gradens' de Melbourne, en substitució del 'Mur Memorial als bombers' que hi havia a l'escola de bombers del CFA (Country Fire Authority) a Fiskville, que es va tancar el 2015. El nou memorial està dedicat als 6 serveis d'emergències de Victòria, i s'ha construït amb roques i falgueres victorianes per conformar un 'memorial jardí'.                                                                  |           |
| Millicent   | El 'Memorial del Dimecres de Cendra' és una estàtua de fusta, obra d'Anthony 'Ant' Martin, situada al Parc del Centenari de Millicent, en commemoració dels voluntaris que van ajudar en els 'focs forestals del dimecres de Cendra', que van devastar els estats Victoria i Austràlia Meridional el 16 de febrer de 1983. Tallada del tronc d'un arbre, representa un voluntari amb una mànega. |           |
| Perth       | El 'Memorial dels bombers' situat al jardí botànic Kings Park de Perth, commemora els bombers d'Austràlia Occidental ferits o morts. Erigit el 20 de juliol de 2000, consisteix en dues estàtues de bronze de dos bombers afligits per la pena que senten en perdre un company, i units per un arc d'arbre cremat, una pedra esculpida en forma de flama i cinc pedres per simbolitzar la Creu del Sud. |           |
| Tarrawingee | L'obelisc en memòria dels 10 bombers que van morir en l'incendi forestal el 22 de desembre de 1943, està situat al costat de la carretera Great Alpine, a 4 km a l'oest de Tarrawingee, a l'Est de Wangaratta. |           |

## Àustria
| Àustria   | Àustria | Àustria |
| --------- | --- | ------- |
| Mining    | Monument als bombers, al cementiri de Mining, Alta Àustria, creat per Thomas Furtner el 2016. |         |
| Mondsee   | Antiga estàtua al bomber davant del parc de bombers de Mondsee. |         |
| Neidling  | Estàtua de pedra representant a Sant Florià, patró dels bombers, davant del parc de bombers voluntaris de Neidling. |         |
| Viena     | El 1935 el famós escultor Josef Josephu va inaugurar una estàtua de Sant Florià davant del parc principal de bombers de Viena, a la plaça Am Hof. El 1945 l'edifici va ser bombardejat i només quedà en peus l'estàtua de Sant Florià, amb un lleuger dany. Ara l'estàtua està al Museu dels Bombers i és el símbol del cos de bombers de Viena. |         |
| Viena     | El 'Monument als bombers assassinats pel feixisme' es troba a la façana sud-oest de l'armeria civil al centre de Viena, va ser dissenyat per l'escultor Mario Petrucci. Mostra un bomber decapitat amb el cap al braç dret i està dedicat als resistents Georg Weissel, Ludwig Ebhart, Josef Schwaiger, Rudolf Haider, Hermann Plackholm i Johann Zak. La base del monument va ser el cos de bombers de la ciutat de Viena. La inauguració de la pedra commemorativa per part de l'alcalde Theodor Körner va tenir lloc en una solemne cerimònia el 27 d'octubre de 1947. |         |
| Villach   | Escultura del bomber, davant de l'antic parc de bombers a la plaça Hans Gasser de Villach, inaugurada l'1 de juliol de 2017 per als 16 Jocs Internacionals de Bombers. Obra de l'artista Georg Mühlegger, l'estàtua de bronze representa un bomber amb una mànega. |         |
| Voitsberg | Davant del parc de bombers voluntaris Krems, a Voitsberg, es va inaugurar el 8 de novembre de 2014 una estàtua de fusta, obra de l'artista Günther Friedrich, que representa a Sant Florià, patró dels bombers. |         |

## Bèlgica
| Bèlgica        | Bèlgica | Bèlgica |
| -------------- | --- | ------- |
| Brussel·les    | El Manneken-Pis és el símbol del folklore de Brussel·les. Durant certs esdeveniments, rep una disfressa particular, de 9 a 18 h. El Manneken-Pis també es diu "Petit Julien". La seva estàtua és visible a la intersecció de la rue de l'Etuve i la rue du Chêne, a pocs passos de la Grand-Place. Ha estat disfressat de bomber en diverses ocasions: el 22 de març de 2017, amb casc blanc i jaquetó groc, com els bombers de Brussel·les, en commemoració del primer aniversari dels atemptats a Brussel·les; el 10 de setembre de 2017, de bomber d'Herquegies amb motiu del 5è aniversari de la presentació de disfresses; el 22 de març de 2018, en commemoració del segon aniversari dels atemptats a Brussel·les; el 4 de desembre de 2020, amb casc blanc i jaquetó taronja, coincidint amb el dia de Santa Bàrbara, patrona dels bombers. |         |
| Geraardsbergen | A la ciutat de Geraardsbergen hi ha l'estàtua del Manneken Pis, que es disputa amb la de Brussel·les per la seva major antiguitat, i que també es vesteix amb diferents disfresses, entre elles la de bomber. |         |
| Lieja          | A la façana del parc de bombers de Lieja hi ha el 'Monument a la memòria dels bombers morts, víctimes del deure'. Es tracta de l'emblema intercomunal d'incendis i la llista dels 16 bombers morts, sota la inscripció 'Morts víctimes del deure'. |         |
| Sint Gillis    | 'El bomber' és una estàtua de bronze situada davant de l'Ajuntament de Sint-Gillis (Saint Gilles en francès), obra de Victor De Haen, representa un bomber amb uniforme i una destral a la ma, a principis del segle xx. |         |
| Wingene        | El 'Monument dels Bombers' de Wingene es va inaugurar a finals del 2003. Va ser realitzat per Marnix Deroo i Alexander Demeyer. |         |

## Belarús
| Belarús | Belarús | Belarús |
| ------- | --- | ------- |
| Brest   | El monument 'als socorristes-bombers' es va inaugurar el 25 de juliol de 2014 a Brest, al carreró dels fanals de ferro forjat (carrer Gogol). És obra del taller creatiu de ferrers de Brest 'Nail'. L'autor del projecte és Alexander Chumakov. La composició és una paret de la casa, coberta de foc, amb una finestra oberta, per on el bomber puja a l'assalt per una escala manual.                               |         |
| Lyuban  | A finals de febrer de 2020 es va col·locar l'estàtua 'A tú, rescatador' al jardí públic de la plaça Central del poble de Lyuban. Representa un bomber amb una nena en braços. El monument es va convertir immediatament en objecte de discussions i acudits a causa de les estranyes expressions de la cara del socorrista i la nena. Hi ha qui creu que el bomber s'assembla a Darth Vader, protagonista d'Star Wars. |         |
| Minsk   | 'Bombers' és un monument erigit davant de la principal universitat del Ministeri de Situacions d'Emergència: Institut de Comandament i Enginyeria. Obra d'Anatoly Petrovich Lis, es va erigir el 1984. |         |
| Minsk   | Al Museu del Bomber i el Salvament d'Emergències de Minsk, al carrer Gorodskoy Val, es va inaugurar l'1 de juny de 2019 el monument al bomber, de l'escultor Yuri Anushko, que representa un bomber del segle xix-principis del XX amb un ganxo a la mà, recolzat en una bomba d'aigua. Darrere hi ha una llanterna amb una campana.                                                                                   |         |

## Brasil
| Brasil        | Brasil | Brasil |
| ------------- | --- | ------ |
| Curitiba      | A la plaça Rui Barbosa de Curitiba es va inaugurar el 12 de desembre de 2012 l'estàtua que simbolitza el centenari dels bombers de Paranà. De 2 metres d'alçada, l'estàtua de bronze representa a dos bombers en acció, un de 1912 i l'altre de 2012. |        |
| Erechim       | L'estàtua en honor dels bombers de tot el món, a Erechim, es va inaugurar el 20 de desembre de 2017, en celebració del 50è aniversari dels bombers militars d'Erechim. L'escultura a mida real mostra un soldat rescatant el superhome i portant-lo a les espatlles. El monument va ser dissenyat i construït pel soldat Dair Gutowski. L'estàtua pesa aproximadament 4 tones i va ser esculpida amb un ganivet de cuina.                                                                        |        |
| Nova Friburgo | El 'Monument al bomber heroi' a Nova Friburgo, Rio de Janeiro, es va inaugurar el 30 d'octubre de 2014, en honor dels bombers militars morts en accident de trànsit el 2008, i dels 918 morts (429 d'ells eren de Nova Friburgo) que va causar l'esllavissament de terres causat per les pluges el 2011. El monument fa 4,5 metres d'alçada i està fet de ferro d'1 cm de gruix, fixat a una base de formigó. L'autor és l'artista plàstic João Batista Felga de Moraes, nascut a Nova Friburgo. |        |
| Santo André   | El 'Monument al bomber', inaugurat el 10 de març de 1980 en el centenari del cos de bombers, està al jardí de l'edifici de comandament de la 8a brigada de bombers de Santo André, a l'avinguda Prestes Maia. Obra de Luiz Morrone (1906 - 1998), es compon d'una estàtua de bronze d'un bomber amb un nen en braços, en una base de marbre i un pedestal amb l'escut de la corporació a dalt.                                                                                                   |        |
| Santos        | A la confluència de l'Avinguda Senador Feijó i el carrer Bittencourt, a Santos, São Paulo, hi ha una petita piràmide de granit negre, coronada amb una flama de bronze, en homenatge als bombers de Santos, el 26 de gener de 1963. L'edifici del davant va ser el parc de bombers de Santos, ara transformat en la seu de l'Ajuntament. |        |

## Bulgària
| Bulgària   | Bulgària | Bulgària |
| ---------- | --- | -------- |
| Novi Iskar | El monument al bomber Bogdan Lichev es va inaugurar el 14 de setembre de 2018, el dia del bomber, al carrer Stoe Djurov 2, districte de Kumaritsa, davant de l'edifici del parc de bombers de Novi Iskar. Bogdan Lichev va morir sobtadament el novembre de 2015, als 33 anys. Va ser el cap de bombers durant 3 anys, va fundar el club 'el jove bomber' i era molt estimat per la gent per la seva dedicació amb els menuts. El monument simbolitza un bomber que sempre està de guàrdia i vetlla per la gent. Va ser sufragat amb donacions voluntàries en menys de dos mesos. |          |

## Canadà
| Canadà        | Canadà | Canadà |
| ------------- | --- | ------ |
| Calgary       | El monument 'Murs de la memòria/Llanterna de llum' dedicat als bombers i policies morts en acte de servei, es va inaugurar el gener del 2006 a la plaça dels Homenatges a la Policia i Bombers, davant de l'ajuntament de Calgary, Alberta. El monument té una alçada de 3 pisos, amb murs a la base amb els noms dels morts en acte de servei, i una torre d'acer i vidres de colors. |        |
| Chéticamp     | El memorial als bombers de Chéticamp, Nova Escòcia, situat davant de l'església de Saint-Pierre, en memòria dels bombers al servei de la parròquia de Chéticamp des dels inicis de la brigada de voluntaris el 1953. |        |
| Edmonton      | La plaça del Memorial del bombers d'Edmonton, Alberta, està al cor del Old Strathcona. L'estàtua, 'El Rescat', de l'artista local, Danec Mozdanski, representa el rescat d'una jove d'una casa en flames. El campanar acull la campana cerimonial i porta les plaques en honor dels noms dels bombers caiguts d'Edmonton. |        |
| Kelowna       | Els bombers i bomberes de Kelowna, British Columbia, han dedicat un monument als seus predecessors, morts en acte de servei. El monument es va inaugurar l'11 de setembre de 2011, en el 10è aniversari dels atemptats a Nova York, davant del parc de bombers nº 1. Es tracta d'una estàtua de bronze que representa un bomber del segle passat rescatant una nena, mentre un bomber actual l'espera a baix de l'escala. |        |
| Kitchener     | El 'Memorial als bombers caiguts' està situat al parc del Centre Cívic de Kitchener, Ontario. Va ser erigit el novembre de 2005 en memòria dels bombers caigut de Kitchener i voltants. Obra de l'artista Timothy Schmalz, és una gran escultura de bronze. |        |
| London        | El 'Memorial de London als bombers caiguts' és un monument dedicat als bombers morts en acte de servei des de 1855, situat davant del parc de bombers nº 1 de London, Ontario. Va ser erigit per l'Associació de Bombers Professionals de London i la Ciutat de London. Les parets de granit negre del monument estan gravades amb els noms dels 21 bombers de London morts en acte de servei, amb la Creu de Malta al capdamunt, que mostra el logotip del LPFFA per una banda i l'escut dels bombers de London per l'altra. |        |
| Lunenburg     | Al costat de l'Ajuntament de Lunenburg, Nova Escòcia, hi ha el memorial de granit negre, en memòria dels bombers voluntaris de Lunenburg, erigit el 9 d'octubre de 1988. |        |
| Moncton       | Al parc Victoria de Moncton, Nova Brunswick, hi ha el memorial al bombers de Moncton morts en acte de servei, instal·lat l'any 2000. |        |
| Mont-real     | El 'Monument als bombers morts' està ubicat al boulevard Saintt-Joseph Est, Mont-real, Quebec. Obra de Jean-Pierre Busque, és una escultura de bronze que representa a dos bombers afligits. Es va instal·lar el 2013. |        |
| Mont-real     | El 'Monument als Bombers Catòlics de Mont-real', Quebec, està ubicat al cementiri de Notre-Dame-des-Neiges de Mont-real. Es va instal·lar el 1875 en memòria dels bombers morts en acte de servei. Dalt de la columna hi ha l'estàtua d'un bomber dret. |        |
| Ottawa        | El 'Monument als bombers canadencs' es troba al cor de la capital canadenca, a LeBreton Flats, lloc del gran incendi d'Ottawa de 1900. Aquest monument nacional està dedicat a tots els bombers del Canadà. El monument té tres punts d'interès: un pal d'incendis de 18 metres d'alçada, l'estàtua de bomber de 6 metres d'alçada i el mur commemoratiu. L'enorme bomber de bronze i el pal d'incendis representen els 200.000 bombers del Canadà. Van ser fets a partir d'equipaments de llautó reciclats procedents de parcs de bombers de tot el país. El Mur Memorial, fet de granit, és un mapa abstracte del Canadà. Honora a tots els bombers canadencs morts en acte de servei des de 1848. El monument va ser creat el 2012 per l'artista de Vancouver Douglas Coupland i l'arquitecta paisatgista Mary Tremain, sòcia de PLANT Architect Inc. de Toronto. |        |
| Ottawa        | El 'Monument als bombers' està ubicat a la plaça Festival, davant de l'ajuntament d'Ottawa, Ontario. |        |
| Peterborough  | El memorial dels bombers caiguts 'El seu sacrifici: la nostra gratitud', al parc Del Crary, a Peterborough, Ontario, obra de Myros Trutiak i Yolanda VanderGaast, es va inaugurar l'11 de setembre de 2009, amb motiu del centenari del cos de bombers de Peterborough. L'obra, de bronze i acer inoxidable, representa un bomber estirant una mànega. |        |
| Québec        | Inaugurat el 20 de juny de 2016, el Memorial dels Bombers es troba al Boulevard Langelier, a la cantonada de Boulevard Charest i Rue Saint-Vallier de Québec. El memorial consta de 14 esteles, en acer i vidre, que saluden els bombers que van morir en servei, i també de l'obra 'Missió complerta', una escultura de bronze amb la imatge d'un bomber que dona la benvinguda a dos nens. |        |
| Saint John    | El 'Memorial als Bombers' de Saint John, Nova Brunswick, és una base de pedra, de tres nivells, rematada amb la campana d'alarma contra incendis de la ciutat del 1872, i una placa de granit que conté la imatge gravada amb làser del gran incendi que va assolar Saint John el 1877, en honor dels deu bombers de St. John caiguts en acte de servei. |        |
| Saskatoon     | L'estàtua als bombers de Saskatoon, Saskatchewan, es va dedicar el 1990 en el 10è aniversari d'un incendi a l'hotel Queen, en què dos bombers van perdre la vida. L'1 de juny de 2020 es va col·locar una placa a l'hotel, en record dels 2 bombers. |        |
| Sherwood Park | El 'Memorial als bombers d'Strathcona', erigit el 18 d'octubre de 2002, està situat al costat del parc de bombers nº 1 del comtat d'Strathcona, a Sherwood Park, Alberta. |        |
| Tarrawingee   | Un obelisc memorial a Tarrawingee, Victoria, commemora els deu bombers que van perdre la vida a prop mentre lluitaven contra un desastrós incendi el 22 de desembre de 1943. |        |
| Toronto       | El Memorial de Bombers d'Ontario es troba a Queens Park, a la cantonada nord-est de College & University de Toronto, Ontario. El monument commemora els bombers caiguts que han sacrificat la seva vida protegint la vida, les propietats i el medi ambient a tota la província. La base del monument és una creu de Malta vermella, símbol internacional de la lluita contra incendis. L'escultura de bronze mostra un bomber rescatant un nen del perill. El monòlit de granit negre representa un edifici. El nom, el rang i la data de mort dels bombers caiguts a Ontario es troben a els murs de granit negre que l'envolten. |        |
| Toronto       | El monument 'L'última alarma' està dedicat als bombers de Toronto, Ontario, caiguts en acte de servei. Obra de Yolanda vanderGaast, es va erigir l'any 2000, al costat del parc de bombers a prop de la platja urbana de Queens Quay. L'estàtua representa un bomber rescatant un nadó entre les flames. |        |
| Toronto       | El 'Memorial 911' de l'Associació de bombers professionals de Toronto, Ontario, s'erigí en una illa del riu Humber Oest. |        |
| Vancouver     | L'estàtua de la Unitat de Cremats dels Bombers de Vancouver, va ser erigida per l'Associació de Bombers Professionals de la Colúmbia Britànica. L'estàtua de bronze representa un bomber amb un nen. L'Autor és l'escultor Norm Williams. |        |
| Victoria      | 'La darrera alarma' és una estàtua de bronze, inaugurada el 13 de febrer de 2013, a Victoria, en homenatge als bombers morts en acte de servei a la província de la Colúmbia Britànica. |        |
| Waterford     | El 'Memorial als bombers de Waterford' està ubicat davant del parc de bombers nº 3 del comtat de Norfolk, a Waterford, Ontario. Hi ha la inscripció: Associació de Bombers de Waterford. Dedicat als bombers del passat, present i futur |        |
| Windsor       | El 27 d'octubre de 2019 es va inaugurar el Memorial de Bombers de Windsor, al passeig marítim del centre de Windsor. Consisteix en l'estàtua de bronze de dos bombers rescatant un nen, i un mural de marbre negre. |        |
| Winnipeg      | El 'Monument commemoratiu dels bombers' de Winnipeg està situat al cementiri de Brookside, Winnipeg. Aquest monument commemora els bombers locals que van dedicar la seva vida als seus conciutadans, inclosos els que van morir en el compliment del deure. |        |

## Colòmbia
| Colòmbia | Colòmbia | Colòmbia |
| -------- | --- | -------- |
| Armènia  | El 'Monument als bombers' està ubicat a la glorieta del Sinaí, al sud d'Armènia. Obra de l'artista local Sigifredo Ocampo Gómez, dedicada als 12 bombers de la ciutat que van morir al terratrèmol de 1999. L'estàtua, de formigó armat, representa un bomber amb un nen als braços i un gos. |          |
| Palmira  | El 'Monument als bombers' de Palmira està situat al parc dels Bombers, davant l'edifici del cos de bombers voluntaris. |          |

## Corea del Sud
| Corea del Sud | Corea del Sud | Corea del Sud |
| ------------- | --- | ------------- |
| Busan         | El 'Parc Memorial 119' es va crear a l'exterior del Centre de Seguretat 119, a Busan, en memòria dels 6 bombers morts en acte de servei des de 1945 a 2012. |               |
| Cheonan       | La 'Torre de consolació dels bombers' és un monument situat a l'Escola Central de Bombers, a Cheonan, en memòria dels 6 bombers morts a l'incendi a Hongje-dong, Seül, el 4 de març de 2001. El monument, de pedra, d'11,9 metres d'alçada, es va finalitzar el 15 de maig de 2002.               |               |
| Icheon        | El 5 de juny de 2015 es va inaugurar el monument als bombers morts, al parc de bombers de Seolbong, a Icheon. |               |
| Taebaek       | El memorial 'No ho oblidaré' als bombers morts es va erigir a Taebaek, província de Gangwon, el 17 de juliol de 2015, per a commemorar els bombers professionals i voluntaris morts a Gangwon, inclosos els 5 bombers que van morir un any abans en accident d'helicòpter tornant d'un salvament. |               |

## Costa Rica
| Costa Rica | Costa Rica | Costa Rica |
| ---------- | --- | ---------- |
| San José   | El 'Monument al bomber', obra de l'escultor Edgar Zúñiga, està situat al parc General José María Cañas, davant de l'estació de tren al Pacífic, a San José. |            |
| San José   | El 'Monument als bombers caiguts' està ubicat a l'acadèmia Nacional de Bombers, a San Antonio de Desamparados, San José. Obra de l'escultor Edgar Zúñiga, es va inaugurar el 5 de desembre de 2013, en el marc de la Setmana del Bomber 2013. Es compon de diferents peces, la més alta de 5 metres, i el bomber de 2 metres. Simbolitza l'absència i el pas amb actitud combatent a 'l'estació del cel'. |            |
| San José   | El monument al bomber a l'accés de l'acadèmia Nacional de Bombers, a San Antonio de Desamparados, San José. Obra de l'escultor Edgar Zúñiga, instal·lat el 2002, representa un bomber baixant per una escala amb un nen en braços. |            |

## Croàcia
| Croàcia | Croàcia | Croàcia |
| ------- | --- | ------- |
| Kornat  | A l'illa de Kornat hi ha el 'Memorial als bombers de Kornat' en honor dels 12 bombers que van morir en un incendi forestal el 30 d'agost de 2007. L'obra, de l'artista Nikola Bašić, consisteix en 12 creus fetes amb mur de pedra seca amb una alçada mitjana d'1,2 m i una amplada mitjana de 0,6 m. La vertical de les creus fa 25 metres de longitud, la longitud de l'horitzontal és de 14,5 m. Les creus estan escampades pel pendent (d'un 25% de mitjana) de la muntanya, perpendicularment als estrats, que generalment coincideixen amb les capes geològiques del terreny. Cada creu te una pedra, que correspon a la posició antropomòrfica del cor, amb la inscripció d'un dels bombers morts, dades personals i versos de familiars, amics, etc. |         |
| Zagreb  | El monument 'Grup naval en acció' és una estàtua de bronze de dos bombers en acció al pati dels Bombers de Zagreb. Es va col·locar amb motiu del 100è aniversari dels Bombers, el 2010. Obra de l'escultora croata Marija Reberski |         |
| Zagreb  | Đuro Deželić, que va ser tinent d'alcalde de Zagreb, va establir el servei d'extinció d'incendis de Croàcia el 1868. Deželić també és l'autor dels versos de l'Himne del Foc, amb els versos 'Apaga el foc, salva el teu germà'. La seva estàtua esta col·locada al carrer que porta el seu nom. |         |

## Cuba
| Cuba     | Cuba | Cuba |
| -------- | --- | ---- |
| L'Havana | El 'mausoleu als bombers' està ubicat al cementiri de Colom, a l'Havana. Es va inaugurar el 24 de juliol de 1897 com a panteó dels 25 bombers que van morir el 17 de maig de 1890 en un incendi d'una ferreteria de l'Havana. Obra de l'escultor català Agustí Querol i Subirats, el mausoleu és de marbre blanc, d'uns 10 metres d'alçada, hi ha les efígies esculpides dels bombers morts, també les figures que simbolitzen l'abnegació, el dolor, l'heroisme i el martiri. Dalt de la columna central hi ha el grup escultòric que simbolitza l'àngel de la fe conduint un bomber a la immortalitat. |      |

## Dinamarca
| Dinamarca   | Dinamarca | Dinamarca |
| ----------- | --- | --------- |
| Copenhaguen | 'El Bomber' és una estàtua de bronze en una fornícula a l'angle sud-est de l'ajuntament de Copenhaguen. L'autor de l'obra va ser l'escultor danès Anders Jensen Bundgaard (Ersted, Aarestrup 1864 - København 1927). |           |

## El Salvador
| El Salvador  | El Salvador | El Salvador |
| ------------ | --- | ----------- |
| San Salvador | El 'Monument al Cos de Bombers del Salvador' es va erigir a la seu central d'aquest Cos a San Salvador el 2006, en commemoració del 133è aniversari de la seva fundació. Consisteix en una estàtua de bronze que representa un bomber amb una mànega davant d'un mur de pedra amb la inscripció: 'Disciplina, Honor, Abnegació'. |             |

## Equador
| Equador    | Equador | Equador |
| ---------- | --- | ------- |
| Guayaquil  | El 10 d'octubre de 2018, coincidint amb la commemoració del dia clàssic del bomber equatorià, es va inaugurar una escultura als bomber al carrer 9 d'Octubre, davant del parc de la companyia bombers 'Nueve de octubre' número 11. L'estàtua representa un bomber baixant per una escala, rescatant a una nena d'un incendi.                    |         |
| Manta      | El 'Monument als bombers' de Manta es va inaugurar el 3 de novembre de 2020 a la rotonda de la Ruta del Spondylus, anomenada 'redondel de los Eléctricos'. Consta d'un cub de 5 metres d'alçada, amb revestiment acrílic simulant un incendi, i 3 escultures de bombers de 3 metres d'alçada dins d'un llac amb raigs d'aigua i jocs de llums.   |         |
| Portoviejo | A la cruïlla de l'avinguda Manabi i el carrer Francisco Pacheco de Portoviejo hi havia una escultura de formigó representant un bomber, que es va danyar a causa d'un terratrèmol el 16 d'abril de 2016 i es va retirar per a la seva restauració. Al mateix lloc hi ha un carro antic de bombers, que es va instal·lar el 10 d'octubre de 2007. |         |

## Eslovàquia
| Eslovàquia | Eslovàquia | Eslovàquia |
| ---------- | --- | ---------- |
| Prešov     | L'11 de maig de 2018 es va inaugurar un monument al parc de bombers de Prešov, en memòria als dos bombers que van morir un any abans, quan efectuaven pràctiques de rescat suspensos sobre una corda sota l'helicòpte, que es va estavellar per causes encara desconegudes. |            |

## Eslovènia
| Eslovènia | Eslovènia | Eslovènia |
| --------- | --- | --------- |
| Velenje   | El monument 'Al bomber caigut', en memòria dels bombers de Velenje caiguts a la Segona Guerra Mundial, és una pedra en forma de lletra T, que es va fer el 1958 per als constructors de la ciutat, i que es va descartar. L'escultor Ciril Cesar la va transformar el 1972, li va donar una nova imatge estilitzada, va afegir una corona de llorer de ferro forjat amb la inscripció 'Bomber caigut' a les cintes de la corona i va esculpir els noms de sis bombers caiguts a la part superior de la pedra. |           |
| Vihre     | El monument als bombers de Vihre, al municipi de Krško, era un pou d'aigua que es va excavar el 1949, i cobrir amb una construcció de fusta. Va ser el primer acte col·lectiu del poble després de la guerra, i era un símbol dels bombers voluntaris de Vihre, que el porten representat al seu escut. El 4 de desembre de 2021 va ser destruït per un acte vandàlic. |           |

## Espanya
| Espanya              | Espanya | Espanya |
| -------------------- | --- | ------- |
| Badalona             | En el mes de març de l'any 1977 va ser inaugurat a Badalona, Barcelonès, un monument als bombers a prop del parc de bombers de la ciutat. L'obra, realitzada per l'artista local Diego García Ortega, està tallada en pedra i té més d'un metre i mig d'alçària i representa a una mare bressolant el seu fill als peus d'un àngel protector encarnat en un bomber. Als peus del relleu una placa en marbre resava: «Duerme tranquila ciudad, tus bomberos te velan — Homenaje a los bomberos de Badalona. Año 1977». |         |
| Barcelona            | El Monument al Bomber va ser inaugurat en un acte solemne el 26 de gener de 1967 per l'alcalde de la ciutat de Barcelona, Josep Maria de Porcioles, en un petit jardí situat en un xamfrà dels carrers Provença i Villarroel, a prop del Parc Central dels Bombers de Barcelona. L'escultura va ser una iniciativa de Ràdio Nacional d'Espanya. En enderrocar-se el parc de l'Eixample, l'escultura es traslladà a l'entrada del Parc de Llevant del carrer Castella. El 2016, amb la inauguració de la remodelada caserna del Poble-Sec, convertida ara en l'Espai Bombers, Parc de la Prevenció de Barcelona, el conjunt escultòric va ser traslladat instal·lant-se a l'entrada de l'Espai Bombers, on es troba actualment ubicat. L'estàtua del Monument al Bomber va ser tallada per l'escultor i pintor català Sebastià Badia i Cerdà, deixeble del cèlebre Manolo Hugué -gran representant del noucentisme català de primers del segle XX- que es va inspirar en la figura de Francesc Gascón Albero, bomber de Barcelona. L'obra representa un bomber salvant a una nena d'un suposat sinistre. És de pedra granítica, anomenada 'pedra de la Sènia', i portada d'Ulldecona, que es caracteritza per tenir una gran resistència a les inclemències del temps. Mesura 1,80 m d'alçada i pesa prop de 5 tones. El 8 de març de 1999, dia de la celebració de Sant Joan de Déu, patró dels Bombers, i a iniciativa del Cau del Jubilat, en aquells moments secció de l'Agrupació Cultural i Esportiva dels Bombers de Barcelona, se li va oferir una placa commemorativa, encastada en una pedra de Montserrat, amb la inscripció 'Bombers de Barcelona en homenatge als companys morts al servei dels ciutadans'. Amb això, es va voler commemorar no només als bombers de Barcelona, sinó als de qualsevol altra població o país. |         |
| Bilbao               | Al centre de la Plaça del Bomber Etxaniz (Etxaniz Suhiltzailearen Kalea, en basc) de Bilbao, Biscaia, hi ha un monòlit dedicat a Antonio Etxaniz, que va ser cap de bombers de Bilbao, i a dos companys més, que van morir tots tres el 7 de juny de 1867 en un incendi en una impremta. El 1868 es va construir en el seu honor un quiosc o glorieta, que posteriorment es va substituir per un monòlit de pedra. |         |
| Casavieja            | Monument al bomber forestal, realitzat en bronze, obra de l'escultor Luis Martin de Vidales. Es va inaugurar el 16 de juliol del 2017, al parc 'Las Lagunillas' de Casavieja, Àvila, en memòria de tots els morts en incendis forestals. Hi van participar els familiars de Javier Tirado, bomber forestal del BRIF, que va morir en un incendi a Casavieja el 2005. També hi eren els familiars dels 5 bombers morts a l'incendi d'Horta de Sant Joan el 2009. |         |
| Fornelos de Montes   | El 2018 es va col·locar una estàtua de pedra a la plaça de l'església de Fornelos de Montes, Pontevedra, en homenatge als 2 bombers forestals morts en l'incendi del 12 d'agost de 2010. Realitzada per l'Escola de Cantería, és el resultat d'un conveni entre la Diputació de Pontevedra i l'Ajuntament de Fornelos de Montes. El monument, de més de 2 metres d'alçada i 4.200 kg de pes, representa un bomber forestal en acció. |         |
| Gondomar             | El 25 de febrer de 2018 es va inaugurar l'escultura A Barrena, de l'escultor David Leirós a la plaça A Paradela de Gondomar, Pontevedra, dedicada a tots els que van col·laborar en l'extinció d'incendis forestals l'octubre anterior, professionals i veïns del poble. L'obra, de gairebé 6 metres d'alçada, està esculpida d'un cedre que el temporal havia fet caure mesos enrere. |         |
| Horta de Sant Joan   | Un monòlit de pedra amb una placa al mirador dels Ports a Horta de Sant Joan, Terra Alta, rememora els 5 bombers morts en l'incendi forestal del 2009. Es va instal·lar el 8 de novembre de 2009. També es va aixecar un modest monument al mateix lloc de l'accident, format per 5 talls d'una olivera cremada en el mateix incendi, cadascun amb el nom d'un dels bombers morts, i sostinguts per rodons d'acer, coronant una torxa alçada en l'aire que també reivindica el foc tècnic com a eina de gestió. |         |
| Jerez de la Frontera | Escultura realitzada pels alumnes de l'Escola d'Art de Jerez de la Frontera, Cadis, inaugurada el 17 d'abril del 2009. Realitzada amb xapa metàl·lica pintada, representa una escala, flames i un extintor. Està ubicada sota el pont de la via del tren, enfront del parc de bombers de Jerez de la Frontera. |         |
| Las Rozas de Madrid  | Monument inaugurat el 10 d'abril del 2008, davant de la seu de la Direcció General d'Emergències, a La Rozas de Madrid, commemorant el 50è aniversari del Cos de Bombers de la Comunitat de Madrid i com homenatge als bombers caiguts en acte de servei. És obra de l'artista Vicente Palacios Llorente, i representa a dos bombers entre tres columnes rebentades i una escala, i un bomber ajuda l'altre, que ha tingut un accident fatal. |         |
| Madrid               | Davant del parc de bombers nº 12 'Latina' de Madrid, a l'Av. de los Poblados, es va erigir el 'Monument al bomber' l'any 2000, en la celebració del centenari de la Societat Benèfica del Cos de Bombers de l'Ajuntament de Madrid. |         |
| Móra d'Ebre          | Al parc de bombers de Móra d'Ebre, Ribera d'Ebre, el 14 de desembre de 2019 es va inaugurar un monòlit amb una placa en record dels 4 bombers morts a l'incendi forestal de Nonasp, en la commemoració dels 25 anys de l'incendi. |         |
| Nonasp               | Monument erigit al lloc on van morir 4 bombers el 14 de setembre de 1994 en un incendi forestal originat a Nonasp i que es va estendre cap a la Pobla de Massaluca. Els 4 bombers, 1 del parc de Móra d'Ebre i 3 del parc de Flix, van morir atrapats dins el camió. El monument consisteix en una piràmide de 4 costats, un per cada bomber mort, i una estàtua que representa un bomber recollit per un àngel. |         |
| Oviedo               | Estatua de pedra, obra de Chus Afores, que representa un bomber, amb una placa amb la inscripció 'A la memoria de Eloy Palacio Alonso en reconocimiento a los bomberos'. Es va inaugurar el 13 de febrer del 2019 a la glorieta del 'Camino del Rubín' d'Oviedo, Astúries. A la inauguració va parlar el fill d'Eloy Palacio, bomber mort en acte de servei, queixant-se de l'actuació del consistori amb la seva família. |         |

## Estats Units d'Amèrica
| Estats Units d'Amèrica | Estats Units d'Amèrica | Estats Units d'Amèrica |
| ---------------------- | --- | ---------------------- |
| Albany                 | El 'Memorial de Bombers Caiguts de l'Estat de Nova York' homenatja els homes i les dones del servei de bombers que han mort en el compliment del deure a l'Estat des del 1811. El monument es troba en un parc entre el Justice Building i The Egg, a Albany, Nova York. Construït el 1998, consta d'una estàtua de bronze davant d'un mur de granit amb el nom d'uns mil vuit-cents bombers que van donar la vida per salvar d'altres. L'estàtua, de 3 metres d'altura, representa dos bombers que rescaten un company ferit i és obra de l'artista Robert Eccleston de Schuyler Falls. En concepte, els bombers arrosseguen el seu company lluny del mur de la mort. |                        |
| Amherst                | El 'Memorial als bombers municipals' de Amherst, Nova York, dedicat el juliol de 1973 als bombers caiguts en acte de servei, és una pedra de granit. Davant hi ha un altre pedra amb el nom dels bombers morts. |                        |
| Anderson Township      | El 'Memorial als bombers' d'Anderson Township, Ohio, es va inaugurar l'11 de juny de 2005 al parc Beech Acres, en honor de tots els bombers d'Anderson i dels caiguts en acte de servei. L'element principal del monument és l'estàtua de bronze que representa un bomber amb un nadó en braços. |                        |
| Annapolis              | El memorial 'Entre el matí i la mitja nit' es va erigir l'11 de juny de 2006, a Annapolis, Maryland, en memòria del bombers i sanitaris de l'estat de Maryland morts en acte de servei. Obra de l'escultor Rodney Carroll, l'estàtua de bronze representa un bomber i una sanitària corrent just abans de morir, mentre a baix la seva família els acomiada. |                        |
| Arlington              | Al 'Parc del Herois' d'Arlington, Texas, es va erigir el 17 de maig de 2008 el 'Pati del Record', rodejat del mur memorial, amb una font al centre, un pilar de pedra, en record els bombers i policies morts en acte de servei d'Arlingon. |                        |
| Arlington              | El 'Memorial als bombers d'Arlington' està dedicat als bombers professionals i voluntaris del Comptat d'Arlington, Virginia. L'estàtua de bronze, que representa un bomber agenollat amb una destral, es va col·locar el 2014 davant del parc de bombers número 1 d'Arlington, a la carretera South Gleve, 500. |                        |
| Atlantic City          | El memorial de l'Onze de Setembre als socorristes caiguts està situat al costat del passeig marítim d'Atlantic City, Nova Jersey. La primera part del monument presenta dues escultures de granit que inclouen un casc de bombers i una insígnia de la policia. La segona és una escultura figurativa que representa un bomber agenollat, un agent de policia i un gos de rescat. |                        |
| Austin                 | El 'Monument als bombers voluntaris' commemora els bombers texans morts en acte de servei. Es va instal·lar el 1896 al recinte del Capitoli de l'Estat de Texas a Austin, Texas, per l'Associació Estatal de Bombers de Texas, i es va modificar el 1905. Es compon d'una escultura de bronze d'un bomber que duu un nen al braç esquerre i una llanterna al dret, dissenyada per J. Segesman. L'estàtua descansa sobre una base de granit dissenyada per Frank Teich, amb plaques de granit amb els noms dels voluntaris inscrits. |                        |
| Austin                 | La 'Torre Buford' es va construir el 1930 com a torre de pràctiques de l'antic parc de bombers, a Austin, Texas. El parc es va traslladar, i el 1978 la senyora Effie R. Kitchens, vídua del constructor de la torre, la va fer restaurar i col·locar un carilló. L'estructura va rebre el nom del capità James L. Buford, un bomber d'Austin que va morir en acte de servei el 17 de juny de 1972 mentre intentava rescatar un noi de 15 anys durant una inundació del Shoal Creek. |                        |
| Baltimore              | El 'Monument als bombers' de Baltimore, Maryland, es va erigir el 1990 en memòria dels bombers de Baltimore. Obra de l'escultor Tylden Streett, l'escultura de bronze d'un bomber amb una destral està situada davant de la seu de bombers de Baltimore. |                        |
| Barstow                | Al parc de bombers 361 de Barstow, California, un casc de bomber gegant, protegit per una àguila, commemora els 343 bombers de Nova York que van fer l'últim sacrifici al World Trade Center l'11 de setembre de 2001. |                        |
| Bartow                 | L'escultura 'El Bomber' es va erigir el 2011 en memòria dels bombers voluntaris de Bartow, Florida, i dels seus 96 anys de servei a la ciutat. Esculpida per l'artista de Tampa Harrison Covington, està al jardí del parc de bombers. El grup de bombers voluntaris es va dissoldre el 2009, quan els estàndards de formació es van fer més estrictes, i van ser substituïts pels bombers professionals. L'escultura de bronze, de 3,6 metres d'alçada, representa un bomber al costat d'un noi. |                        |
| Bass River             | A un costat de la carretera E. Greenbush, a Bass River, Nova Jersey, hi ha el memorial als bombers morts en diferents incendis forestals. Es va construir el 1976, en el 40è aniversari de la mort de 5 bombers a l'incendi a Warren Grove. El 1982 s'hi va posar un altre placa per la mort el 22 de juliol de 1977 de 4 bombers d'Eagleswood, a poques milles d'aquí. |                        |
| Bastrop                | El monument 'Honrant el desinterès i l'heroisme dels bombers voluntaris' de Bastrop, Texas, està situat l'esquerra del parc de bombers, al carrer Chesnut. L'escultura s'alça damunt d'un pilar de maó. El bomber de l'escultura surt per una porta amb una destral a la mà dreta i un nen petit ficat al braç esquerre. |                        |
| Baytown                | El monument 'Un alè de valor' està situat al parc del Bicentenari, de Baytown, Texas. Obra d'Edd Hayes, l'escultura de bronze a mida natural d'un bomber que rescata una nena mentre li dona aire del seu equip respiratori. L'estàtua esta dedicada a cinc bombers caiguts de la zona de Baytown. |                        |
| Beaumont               | El 'Memorial a la Seguretat Pública' de Beaumont, Califòrnia, està davant de l'Ajuntament. Instal·lat el 19 d'octubre de 2012, en un jardí de roses, consta de tres lloses de granit on s'honoren els noms dels agents de policia i dels bombers que van morir en compliment del deure o van servir la comunitat durant la seva vida. El monument també compta amb dues estàtues de bronze, d'un bomber i un policia. |                        |
| Belle Fourche          | El memorial als bombers de Belle Fourche, Dakota del Sud, està situat davant del parc de bombers voluntaris de Belle Fourche. Es va erigir en el 110 aniversari del servei, dedicat als que han servit a l'àrea dels 3 estats. |                        |
| Belmar                 | El 'Memorial als bombers voluntaris' de Belmar, Nova Jersey, es va erigir el 1959 al parc Three Acre. Fet de maons, té una campana a l'obertura del centre. |                        |
| Belmot                 | Davant del palau de justícia del comtat d'Allegany, a Belmont, Nova York, hi ha el memorial al bombers del comtat d'Allegany. |                        |
| Benton                 | El memorial als bombers caiguts del comtat Saline està situat al jardí dels jutjats de Saline, a Benton, Arkansas. En una esplanada hi ha l'estàtua d'un bomber amb un broquet i una destral. |                        |
| Binghamton             | El 'Memorial als bombers' va ser erigit al parc Southside de Binghamton, Nova York, prop de la presa del riu Susquehanna, on van morir ofegats els tres bombers en intentar rescatar 2 joves de la crescuda del riu, el 28 de setembre de 1975. |                        |
| Bloomingdale           | Al pati del parc de bombers de Bloomingdale, Nova Jersey, hi ha el memorial al cos de bombers, erigit el 10 de gener de 2010, en el centenari de la seva fundació. La peça central és una pedra commemorativa de color negre. Darrere de la pedra hi ha un pal de bandera i una passarel·la amb llambordes commemoratives que porten el nom dels bombers i l'any de la seva mort. |                        |
| Boise                  | El 'Memorial als bombers caiguts d'Idaho' està situat a Boise, Idaho, en un parc al costat del riu. El memorial es va inaugurar el 17 d'agost de 2008. La plaça presenta una estàtua de bronze de mida real, que representa a dos bombers, obra de l'artista Agnes Vincent 'Rusty' Talbo, i un mur memorial amb el nom dels bombers morts en acte de servei. |                        |
| Bolivar                | Una campana de 1882, que havia estat al parc de bombers Bradley Hose Company, està ara davant del parc de bombers de Bolivar, Nova York, en memòria dels bombes caiguts en acte de servei. |                        |
| Boston                 | El 'Memorial al bomber' és una estàtua situada al cementiri de Forest Hills, Jamaica Plain, Boston, Massachusetts. El monument va ser creat per John A. Wilson el 1909. Sobre una elevada base de granit, un bomber de mida més gran del real en bronze, vestit per al servei però en un moment de contemplació. |                        |
| Boston                 | El 'Memorial dels bombers caiguts de Massachusetts' és un monument commemoratiu al barri de Beacon Hill de Boston, a l'estat de Massachusetts. El memorial es va erigir l'11 de setembre de 2007 i el setembre de 2014 mostrava 870 noms. Obra de l'artista local Bob Shure dels estudis Skylight, l'estàtua de 3 metres d'alçada representa a 3 bombers sobre una creu de Malta de marbre. |                        |
| Boston                 | L'incendi de l'Hotel Vendome, el 17 de juny de 1972, va ser la pitjor tragèdia contra incendis de la història de Boston. Nou bombers van morir quan l'edifici es va esfondrar durant les últimes etapes d'extinció de l'incendi. El 17 de juny de 1997, el 25è aniversari de l'incendi, es va dedicar un monument al centre comercial Commonwealth Avenue, a pocs metres del lloc del foc. El monument compta amb un casc i un abric de bomber de bronze sobre un arc baix de granit fosc. |                        |
| Bradford               | El 'Monument als bombers' de Bradford, Pennsilvania, està situat al cementiri Bradford's Oak Hill. Construït el 1908, és una estàtua, que representa un bomber amb una mànega, sobre una columna de granit. |                        |
| Brownsburg             | El 'Memorial de l'Onze de Setembre' es troba a Arbuckle Commons, a Brownsburg, Indiana. El monument presenta una biga que es va recuperar del World Trade Center de Nova York després del seu col·lapse. Es va col·locar el 2019. La biga d'acer de 750 kg se situa de la mateixa manera que hauria estat al World Trade Center i apunta en direcció a Nova York. |                        |
| Bryan                  | El monument als bombers caiguts de Bryan, Texas, és un obelisc gris, erigit el 1907 al cementiri de Bryan City, en memòria dels bombers morts de la Comanyia nº 1, que el 1996 es va traslladar al recinte de la biblioteca pública Clara B. Mounce. |                        |
| Buffalo                | El 'Monument als bombers voluntaris' original va ser erigit el 1870 al cementiri 'Forest Lawn' de Buffalo, Nova York, dedicat als bombers voluntaris de la ciutat. L'estàtua de marbre, que representa un bomber, obra de l'escultor William Lautz, es va traslladar anys més tard a la seu dels bombers de Buffalo. El 1901 l'Associació Benvolent de Bombers la va substituir per l'estàtua de bronze actual, sobre un pedestal de granit, on hi ha gravat el nom de 7 bombers voluntaris morts en acte de servei al segle xix. Al voltant del monument hi ha unes 100 tombes d'altres bombers. |                        |
| Burbank                | Davant de la seu de policia i bombers de Burbank, Califòrnia, hi ha l'escultura 'Els Guardians',en honor dels policies i bombers. Obra de l'artista Shiela Cavalluzzi, es va erigir el 9 de gener de 1998. |                        |
| Burlington             | El 'Memorial als bombers' de Burlington, Nova Jersey, està situat al carrer High, prop del parc de bombers. Dedicat als bombers morts en acte de servei dels 6 parcs de bombers de la ciutat, es va instal·lar el 30 de maig de 1988. El monument és una réplica d'una campana, sobre un pedestal. |                        |
| Charleston             | El ' Memorial als bombers caiguts' està situat al jardí del parc de bombers de Charleston, Carolina del Sud. Es compon d'una campana, una estàtua d'un bomber i una glorieta transformada en memorial dels 9 bombers que van morir el 2007 en un incendi d'un magatzem. |                        |
| Charleston             | Al monestir Mepkin Abbey, a Charleston, Carolina del Sud, hi ha el memorial commemoratiu dels 9 bombers que van morir el 2007 a l'incendi del Sofa Super Store. Obra de J.R. Kramer, de Remark Studio, està format per un anell de nou blocs, que representen els 9 bombers, on els familiars poden seure a pregar, i dipositar flors al bloc circular central. El monument ha rebut el premi de la Societat Americana d'Arquitectes del Paisatge. |                        |
| Charlotte              | El memorial als bombers de Charlotte, Carolina del Nord, es va erigir al cementiri Elmwood, el 10 d'octubre de 1883, pels bombers voluntaris de Charlotte, en honor dels seus companys morts en acte de servei. L'estàtua de granit representa un bomber de finals del segle xix, sobre un alt pedestal de granit. |                        |
| Chattanooga            | La 'Font del bomber', a la plaça de la Font, davant dels jutjats de Chattanooga, Tennessee, es va erigir el 9 de juny de 1888, just un any després de la mort del cap de bombers i un bomber per una explosió en l'incendi en una botiga a la cantonada dels carrers 4th i Market. La font està coronada per l'estàtua d'un bomber amb una mànega de la que surt aigua. |                        |
| Chicago                | El 'Memorial als bombers voluntaris de Chicago' es va erigir el 1864 al cementiri Rosehill de Chicago, Illinois. Va ser dissenyat per Leonard Volk. L'estàtua d'un bomber s'alça damunt d'una alta columna, al voltant de la base de la qual hi ha una mànega d'incendis. |                        |
| Chicago                | Al cementiri Oak Woods de Chicago, Illinois, hi ha el memorial als 17 bombers morts a l'incendi de l'edifici 'càmera frigorífica' de la Fira Mundial de Chicago, el 10 de juliol de 1893. L'edifici de 5 plantes, construït per la Fira, contenia una fàbrica de gel, càmeres frigorífiques per la carn, i una pista de gel. Va quedar completament destruïda, cremant altres instal·lacions properes. |                        |
| Chicago                | El 'Memorial als 21 caiguts' és un monument erigit el 2004 a l'avinguda Exchange de Chicago, Illinois, en memòria dels 21 bombers que van morir el 22 de desembre de 1910, en l'incendi de la companyia Nelson-Morris Meat Packing, en col·lapsar les 7 plantes de l'edifici. Obra de l'artista S. Thomas Scarff representa a 3 bombers en acció, sobre una base de granit amb els noms de tots els caiguts. Els diners per al monument es van recaptar amb la venda del llibre que va escriure el bomber jubilat Bill Cosgrove sobre l'incendi. |                        |
| Chicago                | El 'Parc Memorial' de Chicago, Illinois, dedicat als bombers/paramèdics del departament de bombers de Chicago caiguts, es va inaugurar l'11 de setembre de 2002, al South Ft. Dearborn Drive. Va ser dissenyat per l'artista paisatgista Natalie Gongaware, de Clauss Brothers. A la plaça commemorativa del memorial, amb forma de llàgrima, hi ha un monument de granit en forma de campana, un altre de bronze d'un casc i unes botes, i una campana de bronze. Maurice Moore Memorials va crear les peces commemoratives del granit. Les peces de bronze van ser creades pel bomber de Chicago John Alaniz. |                        |
| Chicopee               | El memorial als bombers caiguts de Chicopee, Massachusetts, situat davant del parc de bombers, es compon d'una campana commemorativa, fosa el 1897, sobre una base amb les plaques dels bombers de Chicopee morts en acte de servei. |                        |
| Cincinnati             | El 'Memorial als bombers del cos de Cincinnati' es va erigir el 30 de maig de 1968 al parc Garfield, a Cincinnati, Ohio, en honor dels bomber morts en acte de servei. El 6 d'octure de 2010 es va reinaugurar per incloure tots els bombers del Gran Cincinnati i Nord Kentucky. |                        |
| Clayton                | El 'Memorial als policies i bombers del comtat de Saint Louis' es va inaugurar el 8 de novembre de 2000 a Clayton, Missouri. Les estàtues de bronze d'un policia i un bomber, estan sobre una font de granit negre. |                        |
| Cleveland              | El 'Memorial als policies i bombers' de Cleveland, Ohio, es va erigir el 2002 al barri de Westpark, en honor dels policies i bombers morts en acte de servei. El monument va ser sufragat pels policies i bombers que viuen al barri. |                        |
| Cleveland              | El 'Memorial als Bombers' de Cleveland. Ohio, erigit el 2007 davant de l'estadi Cleveland Browns, és una colorida estàtua de fibra de vidre de dos bombers que apaguen grans flames, creada per l'escultor nacional Luis Jiménez. |                        |
| Clyde                  | Dues peces d'acer de les Torres Bessones formen part d'un monument commemoratiu al cos de bombers de Clyde al comtat de Haywood, North Carolina. |                        |
| Cody                   | El 'Memorial als bombers de Blackwater' es va erigir l'agost de 1939 en memòria dels 15 bombers que van morir a l'incendi forestal de Blackwater, al Bosc Nacional Shoshone, el 18 d'agost de 1937. El memorial, construït al costat de la carretera, a 61 km a l'oest de Cody, Wyoming, és un mur de 21,6 metres de llarg, amb la inscripció: Memorial als bombers. |                        |
| Colman                 | Davant del parc de bombers de Colman, Dakota del Sud, hi ha una estàtua de bronze, que representa un bomber de mida real, amb una destral a l'espatlla. |                        |
| Colorado Springs       | El 'Memorial dels bombers caiguts', erigit a Colorado Springs, Colorado, fa honor al sacrifici fet pels membres de l'Associació Internacional de Bombers (IAFF) que han donat la seva vida en el compliment del seu deure. |                        |
| Columbus               | El 'Memorial als bombers' de Columbus, Ohio, està situat al parc Battelle Riverfront. Es va inaugurar el 13 d'abril de 1958. Consisteix en una flama eterna, rodejada de 4 columnes que suporten una campana d'incendis i 4 creus de Malta, dissenyat pel tinent Ed Nothacker i construït sota la supervisió del coordinador del projecte Joe Pishitelli. El 16 d'octubre de 1988 s'hi va afegir un monument de granit negre, gravat amb els noms de tots els bombers de Columbus morts en acte de servei. |                        |
| Columbus               | Davant del parc de bombers de Columbus, Texas, hi ha un memorial en marbre negre i gris, dedicat als bombers voluntaris de la comunitat. Al centre hi ha l'emblema dels bombers voluntaris de Columbus. |                        |
| Coos Bay               | El 'Memorial als bombers' de Coos Bay, Oregon, va ser dissenyat pels bombers de Coos Bay per honrar la memòria dels 3 companys que van morir el 25 de novembre del 2002, en un incendi d'un edifici comercial. Obra de l'artista Mack Holman, el memorial inclou maons amb missatges personals dels amics. |                        |
| Coralville             | El 'Memorial als bombers d'Iowa' està situat a Coralville, Iowa. Erigit el 10 d'abril de 1994 per l'Associació de Bombers d'Iowa, consta d'una estàtua de bronze, 5 murs memorials i una flama eterna. |                        |
| Darien                 | El 'Monument als bombers voluntaris' de Darien està situat en un jardí al costat del cementiri Spring Grove de Darien, Connecticut. Es tracta d'una escultura de bronze representant un bomber amb una nena en braços, sobre un pedestal de pedra, instal·lat el 7 d'octubre de 2000. |                        |
| DeBary                 | El 30 de setembre de 2017 es va inaugurar a DeBary, Florida, el 'Memorial als bombers caiguts', erigit a iniciativa d'un noi de 14 anys, Dylan Basalari, que amb el seu projecte 'Eagle Scout' va recaptar els diners necessaris per a la plataforma de formigó, un monument amb la pregària dels bombers, un altre monument amb els noms dels bombers locals caiguts i per a maons gravats. |                        |
| Deer Park              | Davant del parc de bombers voluntaris de Deer Park, Texas, hi ha el monument als bombers morts en acte de servei a Deer Park. |                        |
| Delta Charter Township | Davant del parc de bombers de Delta Charter Township, Michigan, hi ha el memorial als bombers de la ciutat. Erigit el 2003, l'escultura de bronze d'un bomber amb un nen està sobre un pedestal. |                        |
| Denton                 | El Memorial de Bombers del Comtat de Denton, Texas, es troba al Parc Memorial dels Bombers situat darrere del Complex d'Administració del Comtat de Denton. |                        |
| Denton                 | Un memorial als bombers que van morir l'11 de setembre es troba en forma de campanar davant del Museu de Bombers de Denton al parc de bombers Central Fire, al carrer E Hickory, Denton, Texas. Va ser dissenyat per Millie Giles. La campana, de 1884, va estar en 3 parcs de bombers successius. |                        |
| Denver                 | El 'Memorial als bombers' erigit per l'ajuntament de Denver, Colorado, el 1913, en memòria de tots els bombers morts en acte de servei, és un obelisc de pedra situat al cementiri Fairmount, a Denver. |                        |
| Denver                 | Davant del parc de bombers nº 1 de Denver, Colorado, hi ha una estàtua que representa un bomber contemplatiu amb el casc a la ma. A sota hi ha dues plaques amb els noms dels bombers morts en acte de servei des de 1881. |                        |
| Derby                  | El monument 'Responent a l'alarma' està al jardí davant del parc de bombers 81, a la cantonada dels carrers Madison i N. Woodlawn de Derby, Kansas. Obra de l'escultor John Parsons, del 2019, representa a dos bombers de mida real corrent cap el foc. L'escultura de bronze està situada damunt d'un pedestal octogonal de 1,2 metres d'alçada i 2,4 metres d'amplada. |                        |
| Detroit                | Al cementiri Mt. Elliot de Detroit, Michigan, hi ha el monument al bomber, en la parcel·la que va adquirir l'Associació de Fons per Bombers de Detroit el 1866, on hi ha enterrats 88 bombers, 12 d'ells morts en acte de servei. El 1890 es va erigir l'estàtua de granit que representa un bomber. |                        |
| Dover                  | El 'Memorial dels Bombers Caiguts de Delaware' està situat al parc Legislative Mall de Dover, Delaware. Consta d'una estàtua de bronze que representa un bomber, obra del bomber escultor Scott Wise; un vell obelisc que mostra els noms dels bombers que van perdre la vida; i dos murs amb noms més recents. |                        |
| Dublin                 | El memorial 'Els Protectors' està situat al Centre Cívic de Dublin, California. Dedicat als policies i bombers, l'escultura representa un bomber i un policia de la mà d'un nen cadascú. A la banda del bomber hi ha una placa titulada 'El sacrifici final'. |                        |
| Eastpointe             | Davant del parc de bombers d'Eastpointe, Michigan, hi ha el monument 'El protector', una petita estàtua d'un bomber amb una nena en braços. |                        |
| Edmonds                | Els bombers d'Edmonds, Washington, van inaugurar el Memorial 9/11 el divendres 11 de setembre de 2015. La peça central del memorial és una biga d'acer d'una tona recuperada del World Trade Center de la ciutat de Nova York pels atacs terroristes de l'11 de setembre del 2001. També s'inclouen a l'estructura noves estructures d'acer inoxidable i vidre per honorar les prop de 3.000 persones mortes durant l'atac terrorista, inclosos 434 bombers i 60 policies. El memorial conserva l'escultura de bomber existent, en honor dels bombers locals que han mort en acte de servei, així com el pal de bandera del bomber caigut, que vola a mitja asta durant tres dies per cada bomber mort en acte de servei a tota Amèrica. |                        |
| Edwardsville           | Davant del parc de bombers d'Edwardsville, Illinois, hi ha l'estàtua dels bombers dalt de l'escala. |                        |
| Elkhart                | El 'Memorial als bombers i policies' a Elkhart, Indiana, és un gran monument de marbre negre, dedicat als bomber i policies morts en acte de servei. A un costat hi ha l'estàtua d'un bomber i a l'altre la d'un policia amb un nen. |                        |
| Elmira                 | El memorial als bombers d'Elmira, Nova York, obra de l'escultor John G. Segesman, de l'any 1903, per l'Elmira Exempt Fire Association, està al cementiri Woodland. És una estàtua de bronze que representa un bomber amb un nen a un braç i un fanal a l'altre, sobre un pedestal de granit. |                        |
| Emmitsburg             | El 'Memorial Nacional del Bombers Caiguts', construït a Emmitsburg, Maryland, el 1981, és un monument de pedra de 2 metres d'alçada, coronat per una creu de Malta esculpida, el símbol tradicional del servei de bombers. A la base del monument, una flama eterna simbolitza l'esperit de tots els bombers: passat, present i futur. Les plaques que envolten el monument mostren els noms dels homes i dones del servei de bombers que han mort en acte de servei a les seves comunitats des del 1981. |                        |
| Evanston               | Davant de la seu del Comtat Uinta, a Evanston, Wyoming, hi ha un obelisc en memòria dels bombers morts en acte de servei. |                        |
| Falston                | El cementiri Highview Memorial Gardens, a Falston, Maryland, hi ha el memorial als herois caiguts de la policia i bombers. |                        |
| Fenton                 | El 'Memorial als herois de Fenton' en honor del bombers morts en acte de servei i als policies, veterans, víctimes del 9/11, està situat al parc de la ciutat de Fenton, Missouri. |                        |
| Filadèlfia             | El 'Memorial de la flama viva' es va erigir el 1976 a la plaça Franklin de Filadèlfia, Pennsylvania, dedicat al bombes i policies morts en acte de servei. Obra de l'escultor Reginald E. Beauchamp. |                        |
| Floral Park            | El 'Parc memorial als bombers' de Floral Park, Nova York, està als jardins del parc de bombers i de l'Ajuntament. El 1973 s'hi va col·locar la campana d'incendis de 1875 que hi havia a l'Avinguda Kinston. A pocs metres de la campana s'hi va erigir el memorial al 9/11, amb un tros de biga de la torre 2 del World Trade Center. |                        |
| Forsyth                | El 'Mur memorial a la Seguretat Pública de Georgia' es va inaugurar el 10 de juny de 1977 al pati central de l'Escola de Seguretat Pública de Georgia, Forsyth, en honor dels membres dels cossos de seguretat pública morts en acte de servei a Georgia. |                        |
| Fort Collins           | El 'Memorial als bombers voluntaris' de Fort Collins, Colorado, es va instal·lar el 1909 al cementiri Grandview. Consisteix en una estàtua de granit sobre un pedestal on hi ha dues plaques, una dedicada als bombers voluntaris i l'altra al Cap de Bombers de Fort Collins, Clifford Carpenter que va morir en l'incendi d'una llibreria i altres locals el 29 de juny de 1965. Davant del monument hi ha una gran campana. |                        |
| Fort Worth             | Davant de la seu dels bombers de Fort Worth, Texas, hi ha el monument 'Salva el futur'. Obra de l'artista Jack Bryant, l'estàtua de bronze representa un bomber salvant un nadó. |                        |
| Fort Worth             | El 'Memorial als policies i bombers' de Fort Worth, Texas, està situat al parc Trinity, al carrer 7 Oest. Obra de l'arquitecte Randy Gideon i de l'escultor Jack Wilson, l'escultura de bronze d'un bomber, un policia i un cavall està davant de dos murs amb els noms dels bombers i policies morts en acte de servei. Es va inaugurar el 5 de juny de 2009, en memòria de 95 herois caiguts. |                        |
| Frankfort              | El 'Memorial als bombers caiguts de Kentucky' està situat a Frankfort, Kentucky. El monument, de 5,8 metres d'alçada, consisteix en una creu de malta, símbol dels bombers als EUA, d'acer inoxidable, sobre un obelisc de marbre negre, i els murs laterals de marbre negre amb els noms dels bombers morts en acte de servei. |                        |
| Gilbert                | El 'Memorial a la Seguretat Pública' de Gilbert, Arizona, està situat davant de les oficines de Bombers i de Policia. El monument està dedicat als policies i bombers de Gilbert. L'estàtua representa un bomber lliurant un nen a un policia. |                        |
| Glendale               | 'Un homenatge als bombers' és una escultura de maó en baix relleu davant del parc de bombers nº 157 de Glendale, Arizona. Obra de Jay Tschetter, es va inspirar en la tragèdia de l'edifici federal d'Oklahoma City i inclou imatges del primer parc de bombers i el camió de bombers de Glendale. |                        |
| Glendale               | El 'Memorial a la seguretat pública' de Glendale, Arizona, es va erigir el 4 de gener de 2011, al Centre Cívic de Glendale, en memòria de 2 bombers i 2 policies morts en acte de servei. Obra de l'artista Hai Ying Wu, el monument de bronze de 4,5 metres d'alçada compta amb dos agents de policia i dos bombers que rescaten un nen, connectats per una flama eterna. |                        |
| Glendive               | El 'Parc memorial als bombers' de Glendive, Montana, està a la intersecció dels carrers South Power i South Douglas. Consta de les estàtues d'un bombers i el seu dàlmata, i una estela de granit al centre. Darrera hi ha els pals de dues banderes. |                        |
| Glenwood Springs       | El Glenwood Fire Memorial a Glenwood Springs, Colorado, homenatja els 14 bombers que van morir lluitant contra un incendi al South Canyon, a la muntanya Storm King, el 6 de juliol de 1994. L'incendi havia començat el 2 de juliol per la caiguda d'un llamp, i en 10 dies van cremar 856 Ha. |                        |
| Gloucester             | El 'Memorial als bombers Commons' està situat en un petit jardí al costat del parc de bombers 82 de Chews Landing, un barri del municipi de Gloucester, Nova Jersey. L'escultura, anomenada 'Bomber i nen', obra de l'escultor John Giannnotti, representa un bomber rescatant una nena. La imatge va ser cedida pels bombers de Lakeland, Gloucester. |                        |
| Golden                 | El 'Monument al bomber forestal' es va inaugurar el 25 d'abril de 2018 a la fàbrica de cervesa Coors, a Golden, Colorado, amb els fons recaptats en la campanya 'Protegiu el nostre oest' de l'Associació de Bombers de Wildland, juntament amb Coors. L'escultura es va inspirar en un dels 14 bombers que van morir a l'incendi South Canyon, a la muntanya Storm King a l'oest de Glenwood Springs. |                        |
| Granbury               | El 'Memorial als bombers' de Granbury, Texas, es va erigir el 2007, en el centenari del cos de bombers voluntaris de Granbury. Està dedicat a tots els bombers, professionals i voluntaris, locals, estatals i nacionals. Està a l'entrada del Parc Memorial de bombers Jim Burks, en la 'Pista de Senderisme i Ciclisme de Granbury', amb jocs infantils. |                        |
| Grapevine              | El 'Memorial 343 FDNY' es va erigir el 2013, a Grapevine, Texas, en honor dels 343 bombers morts l'11 de setembre de 2001 al WTC de Nova York. Obra de l'escultor Dean Tharpson, l'estàtua de bronze representa un bomber agenollat davant d'un obelisc de granit negre amb la inscripció '343 FDNY' i el nom dels 343 bombers morts. Es va col·locar al costat d'un memorial més gran dedicat a les tripulacions dels 4 avions que es van estavellar aquell dia. El 2015 es va erigir un altre memorial, similar al dels bombers, dedicat al policies mort en aquell atac. |                        |
| Haddonfield            | La font dedicada als bombers de Haddonfield, Nova Jersey, havia estat al jardí de la família Twitchell, i la van donar a la ciutat, però va quedar arraconada en un magatzem municipal. El 1964, els obmers del parc nº 1 de Haddon va reparar la font i la van instal·lar al Library Point, i des d'aleshores s'encarreguen del seu manteniment. La font té a dalt una àguila daurada i a la base hi ha una placa de dedicació als bombers voluntaris de Haddonfield. |                        |
| Hamilton               | El memorial als bombers caiguts, a Hamilton, Ohio, està dedicat als bombers caiguts del comtat de Butler. Obra de l'escultor George Danhires, l'escultura de bronze representa un bomber amb un nadó en braços. |                        |
| Hartsville             | L'11 de setembre de 2011, el cos de bombers de Hartsville, Pennsilvània, va dedicar un monument commemoratiu de l'11 de setembre. El memorial homenatja els bombers morts en els atacs a la ciutat de Nova York i conté dues columnes que representen el World Trade Center juntament amb una peça d'acer del World Trade Center. |                        |
| Haverhill              | El 'Monument al bomber' de Haverhill, Massachusetts, es va erigir el 30 de maig de 1889 al cementiri Hilldale, i posteriorment es va traslladar al cementiri Linwood. Obra de Calvin H. Weeks, l'estàtua de marbre de Carrara representa un bomber amb una mànega. |                        |
| Hayward                | A la cantonada del parc de bombers nº 1 de Hayward, Califòrnia, hi ha una campana en memòria del bombers del passat, presents i futurs. |                        |
| Hayward                | El 'Memorial als herois caiguts del comtat d'Alameda' està situat al cementiri Lone Tree, a Hayward, Califòrnia. Erigit el 2008, està dedicat als policies i bombers del comtat d'Alameda morts en acte de servei. |                        |
| Herreid                | El 'Memorial als bombers' de Herreid, Dakota del Sud, situat davant del parc de bombers voluntaris, és un mur de granit negre d'1,5 metres d'amplada i d'alçada, amb el nom dels antics bombers de Herreid i al davant hi ha una estàtua de bronze que representa un bomber equipat. |                        |
| Hoboken                | El 'Monument als bombers' de Hoboken, Nova Jersey, obra de l'escultor Caspar Buberl, es va instal·lar el 30 de maig de 1891 al parc de la plaça de l'Església, per commemorar la fi del Cos de bombers Voluntaris, que a partir d'aquell any va passar a ser una professió remunerada. El monument consta d'una estàtua de zinc, de 2,5 metres d'alçada, d'un bomber amb un nen en pijama a un braç i un fanal a l'altre, sobre un pedestal de granit de 6 metres d'alçada. |                        |
| Houston                | Al cementiri Glenwood de Houston, Texas, hi ha el monument als bombers, erigit el 1888. L'estàtua de marbre representa un bomber sobre un al pedestal. El 1976 l'estàtua es va portar al parc de bombers del carrer Bagby i al cap d'uns anys va tornar al cementiri Glenwood. |                        |
| Houston                | Al districte Cypress-Fairbanks de Houston, Texas, hi ha el monument dedicat als bombers voluntaris de 'Cy-Fair'. Es troba al Lone Star College-Centre d'educació de serveis d'emergència Cy-Fair, prop del parc de bombers nº 11. El monument, que representa un bomber salvant un nen, es va erigir el 2003. |                        |
| Indianapolis           | La 'Plaça del memorial dels bombers caiguts' d'Indianapolis, Indiana, està davant de l'edifici del sindicat de bombers. La idea de la plaça va sorgir el 1992, amb la mort de 2 bombers en un incendi, i el 1996 es va acabar de construir. Unes columnes de pedra estan coronades per una au fènix de bronze. |                        |
| Irvine                 | El memorial als bombers 'El Tribut' està situat a la seu del 'Orange County Fire Authority', a Irving, Califòrnia. Inaugurat el 23 d'octubre de 2004, realitzat per De L'Esprie, és una escultura de bronze que representa a dos bombers rescatant un nen i un bomber veterà parlant a un jove. |                        |
| Jackson                | El 'Memorial als bombers caiguts' de Jackson, Mississippi, està situat davant del Parc Central de Bombers de la ciutat, construït el 1904. Consisteix en una estàtua de bronze col·locada l'any 2000, que representa un bomber carregant una nena, que porta un peluix a la ma. A la base del monument hi ha la llista dels bombers morts en acte de servei. |                        |
| Jacksonville           | El 'Mur memorial al bombers caiguts' de Jacksonville, Florida, està situat al parc Metropolità, davant del parc de bombers nº 3 i del museu del foc. El memorial, inaugurat el 29 de juny de 1987, honora els 22 bombers de Jacksonville morts en acte de servei. |                        |
| Jacksonville           | El 'Mur memorial i font als bombers' de Jacksonville, Illinois, es va inaugurar el 8 d'octubre de 2016. Estan situats davant del parc de bombers de Jacksonville. |                        |
| Jersey City            | El 'Memorial Farrier', erigit el 1931, està situat al Lincoln Park, a Jersey City, Nova Jersey. Sota l'estàtua d'un bomber amb un nen, hi ha una curta columna dedicada als bombers voluntaris de Jersey City. |                        |
| Kansas City            | La 'Font memorial dels bombers' es troba en un turó del parc Penn Valley amb vistes al centre de Kansas City, Missouri. Es va erigir el 1991 per commemorar els bombers de la ciutat morts en acte de serevei. La font també es coneix com 'Lets we forget' (Oblidem-nos-en). Al costat de la font hi ha una llista dels bombers caiguts. |                        |
| Katy                   | Davant del parc de bombers de Katy, Texas, hi ha l'estàtua donada pels mateixos bombers, el 2004, a tots els membres del cos, passats, presents i futurs. Representa un bomber a mida real amb una destral a l'espatlla. |                        |
| Kingdom City           | El 'Memorial als bombers' està situat a Kingdom City, Missouri, en honor del bombers morts en acte de servei. Inaugurat el 18 de maig de 2002, l'estàtua original del 'bomber agenollat' estava a l'aeroport de JFK de Nova York l'11 de setembre de 2001. La Junta de la Fundació del Memorial de Bombers de Missouri va decidir dedicar-la als bombers de Nova York, i es va col·locar a la 8a avinguda amb el carrer 41 de la Ciutat de Nova York. |                        |
| Kingman                | Davant del parc de bombers nº 1 de Kingman, Arizona, hi ha el 'Mohave Center Plaza of Valor', monument en record els 11 bombers morts en la catàstrofe ferroviària (BLEVE d'un contenidor de propà), el 5 de juliol de 1973. El monument va ser erigit el 1980 per l'Associació d'estalvis i préstecs de Mohave. |                        |
| La Quinta              | El 'Memorial als bombers' està situat al parck del Centre Cívic de La Quinta, Califòrnia. Es tracta d'una roca amb una insígnia dels bombers metàl·lica, amb la inscripció: Bombers, Departament de Protecció Contra Incendis Forestals. Obra de l'escultor Mark Leichliter. |                        |
| Lafayette              | El memorial als bombers de Lafayette, Luisiana, està davant del parc de bombers. Es va erigir el 1970. Consisteix en un memorial de granit i una estàtua d'un bomber. La gent considerava l'estàtua atractiva i acostumaven a disfressar-la. Per a evitar-ho s'hi va construir una tanca al voltant. |                        |
| Lakewood               | El 'Memorial als bombers caiguts de Colorado' és un monument de bronze, sobre un pedestal de granit rosa, que representa a un bomber que ajuda un company ferit, mentre dos bombers més segueixen extingint l'incendi. Està situat als jardins del llac Kountze, a Lakewood, Colorado. |                        |
| Lee's Summit           | El parc temàtic de bombers Bryan C. Pottberg, a Lee's Summit, està dedicat al bomber Pottberg, que va morir en acte de servei durant un exercici de rescat aquàtic. Al parc és el resultat d'una associació entre el LS Firefighters Local 2195, Jackson County Parks and Recreation i Lee's Summit Parks and Recreation. El memorial a Pottberg inclou una escultura d'un bomber i una nena, i un mur amb l'escut de bombers. |                        |
| Lehi                   | Davant del parc de bomber nº 81 de Lehi, Utah, hi ha el memorial al bomber, erigit el 2001 en commemoració del centenari del cos. Sota de la campana hi ha una placa amb la llista dels caps de bombers des del 1901 din el 2001, i els bombers amb més de 5 anys de servei. |                        |
| Leominster             | El 'Memorial als bombers que han dedicat la seva vida a la dels altres' està ubicat a la plaça del Monument, a Leominster, Massachusetts. |                        |
| Libby                  | El memorial del Cos de Bombers de Voluntaris de Libby, Montana, és a prop del centre de visitants del comtat del riu Kootenai. El monument consta d'una estàtua de bronze que representa un bomber agenollat amb una mànega, un cobert de fusta i 3 murals amb els noms dels membres del cos ja morts. |                        |
| Lincoln                | El 'Memorial als bombers de Nebraska' està al cementiri Wyuka, a Lincoln, Nebraska. |                        |
| Little Rock            | El 'Memorial als bombers caiguts d'Arkansas' està situat a la plaça del Capitoli de l'Estat d'Arkansas, a Little Rock, Arkansas. Es va inaugurar el 22 de març del 2014, tot i que es recollien fons des del 1985. Dissenyat per l'artista Paula Haskins, el monument consisteix en quatre estàtues que representen els orígens dels bombers, els bombers sanitaris, els bombers forestals, i els bombers moderns. |                        |
| Los Angeles            | El 'Memorial als bombers de Los Angeles' es va erigir el 14 d'octubre de 1944, al jardins Park Center, al costa de l'Ajuntament de Los angeles, California, didicat als bombers mors en acte de servei. |                        |
| Los Angeles            | El 'Mur memorial' erigit als jardins de la seu del Comandament i Control dels bombers del Comtat de Los Angeles, Califòrnia, està dedicat als bombers morts en acte de servei al comtat. |                        |
| Louisville             | Davant de la seu dels bombers de Louisville, al carrer Jefferson Oest de Louisville, Kentucky, hi ha el memorial als bombers morts en acte de servei. L'escultura 'Flama memorial als bombers' de l'artista Garry R. Bibbs, d'acer inoxidable, que es va instal·lar el 1995, consisteix en una flama abstracta que salta d'una base de pedra mentre una mànega i una escala es remolinen al seu voltant en un intent de controlar la flama. |                        |
| Louisville             | El memorial als bombers de Louisville, Kentucky, està situat al parc de la plaça Jefferson. L'estàtua de bronze, de 1995, representa un bomber que ha rescatat un nen i de la mà porta un altre nena. |                        |
| Mammoth Lakes          | Davant del parc de bombers nº 1 de Mammoth Lakes, Califòrnia, hi ha l'estàtua de bronze d'un bomber amb una corda i una destral, obra del bomber jubilat Paul Olesniewicz. |                        |
| Manchester             | El 'Jardí del Memorial dels Bombers de Manchester' es va inaugurar l'11 de setembre del 2002 en memòria de 'Tots els que van respondre a l'Alarma Final'. Situat al parc de bombers núm. 5, 331 Tolland Turnpike, Manchester, Connecticut, el jardí és una barreja de monuments al costat de la bandera americana. Actualment, el jardí conté nou memorials diferents. El primer memorial de Nova York es va dedicar l'11 de setembre de 2002 i consta de dos postes d'alarma que representen les torres bessones del World Trade Center. El Memorial de Worcester, Massachusetts, consisteix en una porta ornamental amb els noms dels sis bombers de Worcester morts en un incendi de magatzem el 3 de desembre de 1999. Una pedra i un arbre de flors dedicats al bomber Pat Brooks de West Hartford, que va morir en acte de servei el 12 de novembre de 2002. L'11 de setembre de 2005, es va dedicar un Memorial als quatre bombers del sud de Manchester que van morir en acte de servei. En el seu honor un hidrant d'incendis raja aigua permanentment. El memorial als 9 de Charleston, Carolina del Sud, consisteix en pedres de granit a la gespa, que formen un '9', en honor dels 9 bombers morts el 18 de juny del 2007. La peça central del jardí és una pedra memorial, gravada amb l'àguila i la bandera dels Estats Units. L'11 de setembre de 2011 s'hi va afegir un troç de columna del World Trade Center. |                        |
| Margate                | A l'entrada del 'Parc dels bombers' de Margate, Florida, hi ha el memorial als bombers, erigit el 16 de novembre de 1966, amb l'estàtua de bronze d'un bomber amb un nen en braços |                        |
| Meadville              | Al parc Diamond, de Meadville, Pennsylvania, hi ha el memorial als bombers voluntaris, erigit el 1915. L'estàtua de bronze representa un bomber amb un megàfon, sobre un pedestal de granit. |                        |
| Medina                 | El memorial als bombers morts en acte de servei de Medina, Nova York, és una estela de granit negre, que es va erigir el 28 de setembre de 2013. Està situat davant del parc de bombers de Medina. |                        |
| Memphis                | El 'Mur memorial' de Memphis, Tennessee, està ubicat al mur exterior del 'Museu del foc' al que va ser el parc de bombers nº 1, a l'avinguda Adams, al centre de Memphis. El mur és una impressionant escultura de maó d'alt relleu, de 6 metres d'alçada i 7,5 d'amplada, dedicada a tots els bombers de Memphis que han perdut la vida en acte de servei. |                        |
| Merchantville          | Davant del parc de bombers Niagara, a Merchantville, Nova Jersei, hi ha la campana memorial, dedicada el 15 d'abril de 1955 als bombers morts. |                        |
| Middleport             | Gran campana exposada a l'exterior del parc de bombers voluntaris de Middleport, Nova York, dedicada als Bombers de Middleport morts en acte de servei. La campana es va fabricar el 1912. Originalment la campana es trobava a l'església episcopal de Middleport. L'Església va llogar l'ús de la campana com a alarma d'alerta contra incendis per la suma de 25 dòlars / any. El 1952 es va traslladar al lloc actual. |                        |
| Milwaukee              | 'L'última alarma' és una obra d'art públic de l'artista Robert Daus. Inaugurada el 13 d'octubre de 1996, es troba davant del parc de bombers de Milwaukee, al centre de Milwaukee, Wisconsin, a la cantonada dels carrers 7th i Wells. L'escultura consta de botes, jaqueta, guants i casc de bronze apilats perfectament. L'escultura està muntada sobre un pedestal de granit negre, amb els noms inscrits dels bombers morts en acte de servei. |                        |
| Milwaukee              | Davant de l'antic parc de bombers número 10 de Milwaukee, Wisconsin, hi ha una estàtua de bronze d'un bomber assegut en un banc,. |                        |
| Moorestown             | El memorial als bombers de Moorestown, Nova Jersei, està davant del parc de bombers nº 1 de Moorestown. Consisteix en una campana de 1892, i una petita escultura d'un bomber amb una placa dedicada als bombers morts en acte de servei. |                        |
| Motley                 | Davant del parc de bombers de Motley, Minnesota, hi ha un mur de maons amb una placa de dedicació als bombers passats, presents i futurs de Motley, i una campana en una obertura del mur. |                        |
| Naperville             | L'estàtua 'Escala de llum' es va inaugurar el 7 de desembre de 2020, en un jardí del carrer Jefferson de Naperville, Illinois. Coincidint amb el 50è aniversari de la mort de 3 bombers de Naperville en accident de trànsit. Obra de l'artista de Naperville Paul Kuhn, l'escultura del bomber té dos grans feixos de llum projectats des de la base que de nit fan que el bomber pugi per una escala. |                        |
| Nashua                 | A la cruïlla dels carrers Concorde i Manchester de Nashua, Nou Hampshire, l'Associació d'Ajuda als Bombers de Nashua va erigir un 'Memorial als bombers'. |                        |
| Nashville              | El 'Memorial als bombers' de Nashville, Tennessee, va ser erigit al costat del Centre Schermerhorn, per l'Associació Internacional de Bombers (IAFF) el 2007, 200 anys després de la creació del parc de bombers voluntaris que hi havia hagut en aquest lloc. Obra dels escultors RC (“Bobby”) Hunt i Richard Thompson, l'escultura de bronze representa un bomber amb una destral. |                        |
| New Lenox              | El memorial al bomber de New Lenox, Illinois, es va erigir el 2009. L'estàtua de bronze, l'Heroi Caigut, obra del bomber jubilat i escultor Paul Olesneiwicz, fa 1,2 metres d'alçada i es va instal·lar sobre una base de maó i formigó. |                        |
| Newport                | El 'Memorial als bombers de Kentucky del Nord' està ubicat al costat de la 'Campana de la Pau Mundial', a Newport, Kentucky. L'escultura de bronze representa un bomber amb un nen als braços i 2 nens més, sobre un pedestal on hi ha inscrits els noms dels bombers morts en acte de servei. |                        |
| Nova Orleans           | El 'Monument als bombers' de Nova Orleans, Louisiana, està a l'entrada del cementiri Greenwood. Erigit el 1887 per l'Associació Caritativa i Benvolent de Bombers, que va construir el cementiri el 1852. Dissenyat i construït per Charles Orleans, en el 50è aniversari de l'Associació, el monument, de 14 metres d'alçada, en forma de capella amb l'estàtua de marbre d'1,8 metres alçada, que representa un bomber amb una mànega, obra d'Alexander Doyle i esculpit per l'artista Nicoli. |                        |
| Nova York              | El 1834 es va erigir el monument als 2 bombers morts en el seu primer dia de servei, al cementiri que hi havia al carrer St Lukes Pl de Nova York, que el 1898 es va convertir en el parc públic James J Walker, mantenint-se el monument en aquest indret. Va ser erigit per la Companyia Bomba Àguila nº 13. |                        |
| Nova York              | El 'Memorial dels Bombers' és un monument inaugurat el 5 de setembre de 1913, situat a Riverside Drive al 100th Street de Manhattan, Nova York. El monument va ser dissenyat per H. Van Buren Magonigle (1867-1935), i les seves escultures s'atribueixen a Attilio Piccirilli (1866-1945). El monument comprèn una gran escala, una plaça balustrada, una font i el monument central. Fet de marbre de Knoxville, el monument és una estructura semblant a un sarcòfag amb un gran baix relleu de cavalls que arrosseguen un carro-bomba al foc (l'original va ser substituït per una rèplica de bronze als anys 50); al sud i al nord hi ha grups escultòrics al·legòrics que representen "Deure" i "Sacrifici", per als quals es diu que va posar la famosa model Audrey Munson (1891-1996). |                        |
| Nova York              | El 'Mur memorial del FDNY' és un baix relleu situat a la façana del parc de bombers 10, al carrer Liberty de Manhattan, Nova York, just davant del lloc del World Trade Center. Obra de l'artista Joseph Petrovics, finançat pel bufet d'advocats Holland and Knight, l'empresa Rambusch Company i el Departament de Bombers de Nova York (FDNY), el mur de bronze mesura 17 metres de llargada i 1,8 metres d'alçada. Es va inaugurar el 10 de juny de 2006. |                        |
| Nova York              | Baix relleu dedicat als bombers del Batalló 9 que van morir el 9 de setembre de 2001, situat a la façana del parc de bombers del l'Autobomba 54, Autoescala i Batalló 9, a la 8a avinguda de Manhattan, Nova York. |                        |
| Nova York              | El 'Memorial als bombers' a la Ritz Plaza, al carrer 48 Oest de Manhattan, Nova York, homenatja els membres de la Autobomba 54, Autoescala 4, Batalló 9 que van morir l'11 de setembre del 2001. |                        |
| Nova York              | El 'Mur del record de Brooklyn' situat al parc MCU, és un homenatge als rescatadors que van morir l'11 de setembre de 2001. És un mural de granit amb imatges gravades de 346 bombers, 37 oficials de l'autoritat portuària, 23 agents de policia de Nova York, 3 agents de Nova York, 1 patrulla de bombers, primers auxilis i 1 gos de rescat K-9 anomenat Sirius. Obra de l'artista Sol Moglen, nascuda i criada a Brooklyn. |                        |
| Nova York              | Al parc de bombers Autobomba 205 de Brooklyn, Nova York, 2 artistes i 1 bomber van pintar la porta amb un mural en homenatge als 8 bombers del parc que van morir en l'atemptat de l'11 de setembre de 2001, representats pels 8 estels dibuixats. Posteriorment l'obra va ser donada al Museu i Memorial Nacional 11 de setembre. |                        |
| Nova York              | 'El bomber agenollat' és una estàtua que va encarregar l'Associació de Bombers de Missouri i emesa a Parma, Itàlia. El 9 de setembre de 2001 va arribar a l'aeroport JFK de Nova York, amb destinació a Missouri. Just quan estava a punt de sortir de Nova York, van començar els atacs terroristes contra el World Trade Center, que van aturar tots els viatges aeris als Estats Units. En lloc de deixar Nova York després dels atacs, l'estàtua es va presentar a la Federal Law Enforcement Foundation com un regal per a tots els novaiorquesos. Amb el finançament de la família Milstein, es va muntar sobre una base de granit i es va exposar temporalment davant del Milford Plaza Hotel de la família els mesos posteriors als atacs. El 23 de setembre de 2011 es va recol·locar davant del Banc d'Estalvis dels Emigrants, propietat dels Milstein. |                        |
| Ocala                  | El 'Memorial al bomber caigut de Florida' està situat al campus de l'Escola de Bombers de l'Estat de Florida, a Ocala, Florida. Inaugurat l'11 de gener de 1992, l'escultura de bronze és obra de l'escultor Don Murray, fill de bomber, i representa un bomber amb el cap inclinat. |                        |
| Ocean City             | El 'Memorial dels Bombers' d'Ocean City, Maryland, es va inaugurar l'11 de setembre de 2006, en el 5è aniversari dels atemptats terroristes. El monument és un regal de la Companyia de Bombers Voluntaris d'Ocean City als ciutadans i visitants de la ciutat. L'estàtua és un bomber de bronze, d'1,80 metres d'alçada, sobre un bloc de granit negre. |                        |
| Ocean Grove            | Al 'parc del bomber' d'Ocean Grove, Nova Jersey, hi ha el memorial als bombers, que consisteix en un campana de 1895, instal·lada el 1959 sobre un pedestal, en memòria dels bombers morts. El recinte està tancat per una reixa metàl·lica. |                        |
| Oklahoma City          | El 'Memorial als bombers caiguts d'Oklahoma' està davant del parc de bombers Central, al carrer 5 d'Oklahoma City, Oklahoma. Es tracta de l'escultura de bronze d'un bomber mirant la llista dels 17 bombers morts en acte de servei. Els bombers van vendre 1.300 samarretes per aconseguir fons per a la construcció del monument. |                        |
| Oklahoma City          | El 'Memorial dels Bombers Caiguts i Vius d'Oklahoma' es troba al Museu de Bombers de l'Estat d'Oklahoma, a Oklahoma City. El Memorial, Just another day', homenatja tots els bombers d'Oklahoma des dels inicis de lAssociació de Bombers de l'Estat d'Oklahoma el 1894. Va ser esculpit per l'artista Shahla Rahimi Reynolds d'Oklahoma City. |                        |
| Omaha                  | 'El protector' és una escultura de bronze de l'artista Matthew Placzek, obra central del memorial als bombers morts en acte de servei d'Omaha, Nebraska. Inaugurat l'11 de setembre de 2009, al parc Lewis and Clark a la vora del riu Missouri. |                        |
| Owego                  | La 'Font del bomber Baker' es troba a la plaça del jutjat d'Owego, Nova York. La font va ser donada al poble d'Owego i als seus bombers el 1914 per Frank M. Baker com a record del seu fill, George Hobart Baker, que va morir en un accident automobilístic el 1913. Tots dos homes havien estat membres i enginyers en cap dels Bombers d'Owego. La font, que representa un bomber que sosté un nen en un braç i un fanal a l'altre, va ser restaurada el 2019. (L'estàtua és una reproducció de la que hi ha a Slatington) |                        |
| Owego                  | Al parc Draper d'Owego, Nova York, entre el riu Susquehanna i el carrer Front, hi ha el memorial als bombers i policies morts en acte de servei. Consisteix en una estela de marbre negre amb els emblemes dels bombers i de la policia, amb la llista dels bombers i policies. |                        |
| Paso Robles            | El memorial 'Recompensa al Valor' està situat davant de l'edifici de seguretat pública del Paso Robles, California. Obra de l'artista Vel Miller, es va inaugurar el gener de 2005. L'estàtua de bronze representa un bomber entregant un nen a una policia. |                        |
| Pawtucket              | 'El monument Collyer' és un monument històric als bombers, a la cantonada de l'avinguda Mineral Spring i el carrer Main, a Pawtucket, Rhode Island. El monument va ser construït el 1890 per l'escultor Charles Parker Dowler en honor de Samuel Smith Collyer, un cap de bombers de Pawtucket mort en acte de servei. L'escultura de bronze a mida real, s'aixeca damunt d'un pedestal de granit, que té una placa de bronze que representa l'accident mortal, mentre que al revers hi ha una inscripció. El monument representa un exemple significatiu d'obra monumental de l'època i un primer exemple d'orgull cívic local. El monument es va afegir al Registre Nacional de Llocs Històrics el 1983. |                        |
| Paxton                 | El memorial als bomber de Paxton, Massachusetts, està davant del complex de Seguretat Pública (parc de bombers i comissaria de policia). Es tracta d'una estàtua en forma de banc on hi ha un bomber assegut i la inscripció: En honor del compromís del bombers de Paxton des de 1903. |                        |
| Payson                 | Davant del museu Rim Country, a Payson, Arizona, hi ha l'estàtua de bronze d'un bomber forestal sobre una pedra amb una placa amb el nom dels bombers morts en els incendis forestals de la zona, des de 1961 fins 1990. |                        |
| Phoenix                | A l'entrada del cementiri Greenwood Memory Lawn, de Phoenix, Arizona, hi ha el 'Campanar dels bombers', erigit el 1910 en memòria dels bombers voluntaris morts. |                        |
| Phoenix                | El 'Memorial als bombers caiguts d'Arizona' es va inaugurar el 18 d'octubre de 2015, a Phoenix, Arizona, al Capitoli de l'estat, en memòria dels 119 bombers morts en acte de servei. El memorial inclou un campanar, 10 estàtues de bronze de mida real representant bombers, i un mur amb el nom dels morts. |                        |
| Pierre                 | El 'Memorial als bombers caiguts de Dakota del Sud' va ser erigit per l'Associació de bombers de Dakota del Sud, a Pierre. |                        |
| Piscataway             | Memorial als bombers voluntaris de Piscataway, Nova Jersey. Consisteix en una escultura de pedra que representa un bomber agenollat, davant d'un mur amb el nom inscrit dels bombers morts en acte de servei a Piscataway, una campana amb un casc de bomber a sobre, i una creu de Malta amb el símbol de la ciutat. Es va inaugurar el 9 d'octubre de 1993. |                        |
| Pittsburgh             | El 'Memorial als bombers de Pennsylvania Occidental' està dalt del turó de Troy Hill, amb vistes al riu Allegheny, a Pittsburgh, Pennsylvania. Una placa a la base diu que va ser erigit pels bombers de Troy Hill, quan el 2005, després de 130 anys de servei, la ciutat de Pittsburgh va tancar el parc de bombers. |                        |
| Pittston               | El 'Monument als bombers' es va construir en memòria dels dos bombers que van morir el 15 de març de 1993 en un incendi al centre de Pittston, Pennsilvània. El monument de granit es va inaugurar durant la setmana de prevenció d'incendis, l'octubre de 1994. |                        |
| Pittston               | El 'Pont del carrer de l'aigua' (Water Street Bridge) sobre el riu Susquehanna entre West Pittston, Pennsilvània i Pittston, Pennsilvània, va ser construït el 1914 per la Penn Bridge Company de Beaver Falls, Pennsilvània. El 2008 es va canviar el nom per 'Pont commemoratiu dels bombers' per recordar els dos bombers que van morir a prop d'allà. Es tracta d'un pont d'acer de 5 voltes. |                        |
| Point Pleasant         | El memorial als bombers està situat a la cantonada fora del parc de bombers nº 1 d'Ocean Pleasant, Nova Jersey. Es compon de: dos bancs dedicats, un pedestal amb un gravat a un costat i una pregària a l'altre i un monument tipus porta amb un cercle de ferro vermell al centre. Els noms dels antics bombers estan gravats als muntants de la 'porta'. |                        |
| Poplar Bluff           | El 'Memorial als bombers caiguts' de Poplar Bluff, Missouri, està situat en una jardinera davant del parc nº 1 de bombers. |                        |
| Portland               | L'estàtua del bomber a Portland, Maine, tallada en granit blanc de North Jay, Maine, va ser dissenyada i creada per Edward Souther Griffin el 1898. Instal·lada el 1898 a la cruïlla Western Promenade i West Street, es va traslladar cap al 1902 a la parcel·la de l'Associació d'Assistència als Bombers, al cementiri de Evergreen, finalment el 1987 es va dur al parc de bombers central, a la cantonada de Pearl Street amb Congress Street. |                        |
| Portland               | El 'Memorial a David Campbell' és un parc públic situat a Portland, Oregon. Es va inaugurar el 1927, per incloure un monument commemoratiu en honor del bomber David Campbell, que va ser el cap de bombers de Portland i va morir en acció mentre lluitava contra un incendi en una planta de distribució d'Union Oil. Es va afegir al Registre Nacional de Llocs Històrics dels Estats Units el 24 de setembre de 2010. |                        |
| Portsmouth             | El 'Memorial dels bombers' a Portsmouth, New Hampshire, mira cap enrere i cap endavant en el temps i el servei. |                        |
| Powell                 | El monument 'El voluntari - foc 11 de servei' éstà situat al parc de bombers nº 1 de Powell, Wyoming. Obra de l'escultor James Marsico, que va ser bomber voluntari de Powell durant 8 anys, representa un bomber amb una mànega i un jove assenyalant el camí. Està dedicat en memèria de 2 bombers i de tots els bombers voluntaris. |                        |
| Prineville             | El 'Monument als bombers forestals', al parc Ochoco Creek, al centre de Prineville, Oregon, es va erigir el 1996 a la memòria de nou membres dels Prineville Hot Shots, que formaven part dels 14 bombers que van morir el 6 de juliol de 1994, mentre lluitaven contra l'incendi de la muntanya Storm King, a prop de Glenwood Springs, Colorado. El monument va ser concebut pels pares dels bombers morts i realitzat per l'escultor David R. Nelson. |                        |
| Raleigh                | El 'Memorial de Bombers Caiguts de Carolina del Nord' es va inaugurar el 6 de maig de 2006. Està ubicat al centre de la plaça Nash de Raleigh, Carolina del Nord. L'escultura central 'Heroisme i sacrifici' està formada per quatre bombers de bronze de mida natural, un dels quals està atrapat sota una biga caiguda, un company li sosté el cap i demana ajuda, un altre intenta aixecar la feixuga biga i el quart manté les flames allunyades amb una mànega. |                        |
| Rantoul                | A l'antiga base de les forces aèries de Chanute, a Rantoul, Illinois, es va erigir el 2006 un monument al bomber militar mort en acte de servei. El monument està inclòs en la Fundació del Patrimoni dels Bombers Militars, que es va fundar a finals dels anys 80, amb l'inici del museu de bombers. |                        |
| Reading                | El 'Monument al bombers voluntaris' de Reading, Pennsilvània, es va erigir en honor de la fundació de la companyia Rainbow Volunteer Fire Company, el 17 de març de 1773, dia de Sant Patrici, el primer cos de bombers voluntaris del país. Està ubicat al parc de l'avinguda Perkiomen. |                        |
| Richardson             | El memorial 'Sempre us recordarem' dedicat als policies i bombers morts en acte de servei, està al parc Memorial, al cementiri Restland, a Richardon, Texas. Obra de l'escultor Robert Hogan, l'escultura de bronze de dos àngels que sostenen un policia i un bomber morts, està sobre un pedestal de pedra. |                        |
| Riverton               | El 'Memorial als bombers caiguts de Wyoming' està situat a l'Acadèmia de Bombers de Wyoming, a Riverton, Wyoming. Erigit el 1990, hi ha inscrits el nom dels 56 bombers morts en acte de servei des de 1920. |                        |
| Roanoke                | Davant del Museu del Transport de Virgínia, a Roanoke, Virgínia, hi ha una estàtua de bronze que representa un bomber agenollat, sobre un pedestal, en honor dels bombers de Roanoke morts en acte de servei. |                        |
| Rochester              | El memorial 'L'última alarma' de Rochester, Minnesota, està situat a la vora del llac Silver, on dos bombers van morir intentant rescatar un nen que es va ofegar a les aigües gelades, el 24 de desembre de 1953. El memorial, erigit el 24 de desembre de 2003, està dedicat a tots els bombers morts en acte de servei. |                        |
| Rochester              | Al cementiri Mt Hope, a Rochester, Nova York, hi ha un monument de 15 metres d'alçada erigit el 1880 al bombers caiguts. |                        |
| Rochester              | El memorial 'L'última alarma' de Rochester, Nova York, es va erigir el 9 d'octubre de 1997 en memòria dels bombers caiguts. L'estela té per una banda l'escut dels bombers de Rochester i per l'altra la llista dels bombers de Rochester morts en acte de servei. |                        |
| Rochester              | El 'Memorial als bombers del Comtat Beaver' a Rochester, Pennsilvània, està situat al parc Rochester Riverfront, a la vora del riu Ohio. |                        |
| Roscommon              | El 'Memorial als bombers de l'estat de Michigan' es va erigir el 1994 al mig del bosc al sud de Roscommon, Michigan. Consta d'una estàtua de bronze que representa un bomber sobre una base on hi ha el nom dels bombers de l'estat morts en acte de servei. El tercer cap de setmana de setembre s'hi celebra un festival de bombers. |                        |
| Sacramento             | Al cementiri històric de Sacramento, Califòrnia, hi ha la parcel·la dels bombers voluntaris. N'hi ha uns 40 dels temps anteriors als bombers professionals. Al lloc hi ha una gran campana d'incendis, coberta per un dosser octogonal amb 8 pilars. |                        |
| Sacramento             | El 'Memorial dels Bombers de Califòrnia' està situat als terrenys del Capitoli de l'Estat de Califòrnia, a Sacramento. La peça central del Memorial és un impressionant mur amb els noms de més de 1.300 bombers de Califòrnia que han mort en acte de servei des del 1850. El Mur Memorial està emmarcat per dues estàtues de bronze que representen als bombers en acció. Una estàtua presenta quatre bombers que treballen junts. L'altre mostra un bomber angoixat que porta el seu 'germà caigut' lluny de les flames. |                        |
| Saint Louis            | El 'Memorial als bombers', erigit el 1994 al parc Poelker de Saint Louis, Missouri, és obra de l'escultor R. P. Daus. Es tracta d'una estàtua de bronze d'un bomber que porta una nena, damunt d'una base de granit. La base té la inscripció: 'Dedicat als bombers de Saint Louis passats, presents i futurs'. |                        |
| Saint Maries           | El memorial a l'incendi forestal del 1910 a St. Maries, Idaho, és una llosa de granit que es va erigir el 1914, envoltada de les tombes dels 54 bombers que van morir en l'incendi el 20 d'agost de 1910. |                        |
| Saint Paul             | El 'Memorial al bomber caigut de Minnesota' es va erigir al Capitoli de l'Estat de Minnesota, a Saint Paul, el setembre de 2012. Integra l'estàtua d'un bomber salvant una nena, que anteriorment estava situada a l'aeroport de Minneapolis, i aquí està envoltada per una estructura de ferro, que s'oxida per crear una pàtina rovellada, en un procés que és anàleg a la ràpida oxidació del foc. El pesant monòlit horitzontal està suportat per 86 fines columnes, que representen els anys que han mort bombers en acte de servei. El terreny s'aixeca, presentant als visitants un mur de pedra fosa inscrita amb els noms dels 791 departaments de bombers de Minnesota. |                        |
| Salisbury              | El 'Memorial de bombers de Salisbury, Carolina del Nord, és un obelisc amb una campana d'incendis a sobre. Commemora els bombers de Salisbury morts en acte de servei. Es va erigir el 1944. Un pal de bandera al costat commemora els bombers morts a l'atac terrorista a Nova York l'11 de setembre de 2001. |                        |
| San Diego              | El 'Memorial als bombers i policies' de San Diego, Califòrnia, està situat al cementiri 'El Camino Memorial Park'. Cadascun dels dos serveis té una placa de granit amb els noms del membres morts en acte de servei. |                        |
| San Francisco          | La Torre Coit va ser erigida el 1933 al turó Telegraph, a San Francisco, Califòrnia, amb fons donats per Lillie Hitchcock Coit, membre honorària de la Companyia nº 5 de Bombers Voluntaris de Knickerbocker. La torre cilíndrica, de 55 metres d'alçada, amb un mirador a la part alta, es va erigir en honor dels bombers de San Francisco. |                        |
| San Francisco          | El 'Memorial dels Bombers Voluntaris' es troba al parc Washington Square, davant de l'avinguda Columbus de San Francisco, Califòrnia. Aquesta escultura de Haig Patigian va ser erigida el 1933 amb fons donats per Lillie Hitchcock Coit, membre honorària de la Companyia nº 5 de Bombers Voluntaris de Knickerbocker. L'escultura de bronze sobre una base circular, representa a tres bombers, un amb una dona en braços, un altre amb el que sembla un megàfon i el tercer amb una mànega. |                        |
| San Francisco          | El 'Memorial als bombers' a la plaça de la Primera Resposta, està situat a la cruïlla dels carrers 3 i China Basin, prop del parc de bombers nº 4 de San Francisco, Califòrnia. A la plaça hi ha 3 elements: una picea de Sèrbia (arbre que actua com a pal de bandera natural), una campana de bronze fos de 9.500 kg, i una estrella de 7 puntes de granit negre. |                        |
| San Jose               | Davant del parc de bombers nº 1 de San Jose, California, hi ha el memorial als bombers caiguts en acte de servei. Erigit el 2001, és una gran campana que penja d'un pòrtic de fusta. |                        |
| Sandy                  | Al jardins de l'ajuntament de Sandy, Utah, hi ha el monument en honor dels bombers morts l'11 de setembre de 2001 al World Trade Center. Les estàtues de bronze representen a tres bombers aixecant la bandera dels EUA. |                        |
| Santa Ana              | El monument als bombers del Comtat d'Orange es va inaugurar el 10 d'octubre de 1993. Ubicat als jardins del Orange County Walk of Honor, al Civic Center, el monument consisteix en 3 arcs de formigó de 3,6 metres d'alçada que sostenen una campana de llautó, i a sota una estàtua de bronze d'un bomber amb un nen en braços. |                        |
| Savannah               | Al passeig davant del parc de bombers de Savannah, Georgia, hi ha el memorial als bombers, que consisteix en la campana d'incendis Big Duke, i un obelisc de pedra amb els noms dels bombers morts en acte de servei. |                        |
| Sayre                  | L'estàtua als bombers de Sayre, Pennsilvània, està situada al parc Howard Elmer, al costat del memorial de guerra. Erigit el 10 d'octubre de 2009 per l'Associació de bombers de la Vall (La Vall Penn-York), l'estàtua representa un bomber amb una destral a les mans, sobre un pedestal de marbre negre amb l'emblema dels bombers. |                        |
| Seaford                | L'11 de setembre de 2017 es va inaugurar a Seaford, Delaware, el monument als bombers voluntaris i les dames auxiliars de Seaford. Ubicat al parc Kiwanis, consisteix en una piràmide d'acer inoxidable, coronada per uns tubs que simbolitzen flames, il·luminats per leds. |                        |
| Seattle                | El Memorial als bombers de Seattle, Washington, està dedicat als 31 bombers morts en acte de servei des de la fundació dels bombers de Seattle, el 1889. Les estàtues de bronze representen els 4 bombers que van morir en l'incendi d'un magatzem del districte internacional de Chinatown de Seattle, el 5 de gener de 1995, |                        |
| Shawnee                | Davant de l'edifici dels bombers i la policia de Shawnee, Kansas, hi ha el memorial 'Els Protectors' dedicat als bombers i policies morts en acte de servei. L'escultura de bronze representa un bomber amb un nadó en braços i un policia amb un nen de la mà. |                        |
| Sioux City             | El 'Memorial a la seguretat pública' es va erigir el 15 de maig de 2000, al costat de l'ajuntament de Sioux City, Iowa, davant de les oficines de policia i bombers. El monument circular, fet de maó en baix relleu, representa a bombers i policies en acció, amb la llista dels bombers morts en acte de servei. |                        |
| Slatington             | La 'Font de beure del bomber' és una font històrica d'aigua potable situada al carrer Main de Slatington, Pennsilvània. Es va construir el 1909 amb donacions dels veïns. Té 3,6 metres d'alçada, amb una estàtua de zenc, de 2,2 metres d'alçada, que representa un bomber voluntari amb un nen a la mà esquerra i un fanal a la dreta. El fanal s'encén a la nit. L'octubre de 1979 va ser danyada per un automòbil, i es va reconstruir el 19 de juliol de 1980. |                        |
| South Haven            | A l'entrada del centre de South Haven, Michigan, l'any 2000 es va col·locar el memorial al bomber, dissenyat pel cap de bombers Randy Van Wynen i construït pel paleta Willy Wildt. Fa 2,5 m d'alçada amb un emblema del servei de bombers a la part superior, de 360 kg, fet a mà amb granit negre. |                        |
| Sparks                 | Al Parc Memorial de Sparks, Nevada, hi ha el Memorial als bombers, instal·lat el 2005, amb una estàtua de bronze de l'escultor Gary Coulter, acabada per la seva esposa Debbie, en morir ell a causa d'un càncer. L'estàtua representa un bomber assegut plorant. |                        |
| Spotswood              | El monument al 'Cos de Bombers de Spotswood' està a la cruïlla de la carretera Manalapan i el carrer Snowhill de Spotswood, Nova Jersey. L'estàtua de granit representa un bomber sobre una base que suporta una campana. Als costats de la base hi ha els noms dels bombers morts en acte de servei. |                        |
| Springfield            | El 'Memorial als bombers d'Illinois' està al capitoli d'Illinois, a Springfiled. Erigit el 1993, en honor dels bombers morts en acte de servei, o que han actuat heroicament, les estàtues de bronze representen 4 bombers rescatant un nen. |                        |
| Stockton               | El 'Memorial als bombers' a Stockton, Califòrnia, dedicat als bombers morts en acte de servei, obra de l'artista Betty Saletta, es va col·locar l'11 d'octubre de 1988 al parc Mc Leod Lake. Actualment el monument s'ha retirat del lloc per a col·locar-lo en un altre emplaçament. |                        |
| Sunbury                | El 'Memorial del Cos de Bombers de Sunbury' està ubicat al carrer del Mercat, al costat de l'ajuntament de Sunbury, Pennsylvania. Està dedicat a tots els bombers voluntaris. |                        |
| Swedesboro             | Davant del parc de bombers de Woolwich, a Swedesboro, Nova Jersey, hi ha una campana memorial, dedicada a tots els bombers. Es va col·locar el 31 de maig de 1977. |                        |
| Syracuse               | El monument al cap de bombers Philip Eckel, que va perdre la vida l'1 de juny de 1886, en ser llançat des d'un carro tirat per cavalls mentre anava a combatre un incendi, es va erigir el 22 d'agost de 1900 a Syracuse, Nova York. El 2 de maig de 1979 es va traslladar al centre del Parc Memorial dels Bombers. L'estàtua de granit representa a Eckel a mida natural, i sota els seus peus hi ha la inscripció: Vinga nois! |                        |
| Syracuse               | Al Parc Memorial dels Bombers, a Syracusa, Nova York, hi ha el monument als vuit bombers que van morir en l'incendi de l'edifici Collins, el 2 de febrer de 1939. Sobre l'estàtua del bomber al mig hi ha la inscripció 'Per valor'. |                        |
| Tacoma                 | El 'Memorial dels Bombers Caiguts de Tacoma' està situat davant del parc de bombers, a Ruston Way al passeig marítim de Tacoma, Washington. Obra de l'escultor Larry Perkins, que l'ha titulat 'Totalment implicats'. també està dedicada a les víctimes i rescatadors dels atacs de 11 de novembre de 2001. |                        |
| Tallahassee            | El 'Monument memorial als bombers' dedicat als bombers morts a Florida, està al pati del capitoli de l'estat de Florida, a Tallahassee. Inaugurat l'1 d'abril de 2019, l'estàtua de bronze és obra de l'escultor Michael D. Jernigan. |                        |
| Texas City             | El monument de l'obelisc 'Guerra i Pau' commemora els 30 bombers que van perdre la vida durant el desastre de Texas City el 16 d'abril de 1947, l'accident industrial més mortal de la història dels Estats Units. L'accident es va originar per l'explosió de 2.100 tones de nitrat amònic al vaixell SS Grandcamp, atracat al port de Texas City. Amb l'explosió inicial i la posterior reacció en cadena de nous incendis i explosions en altres vaixells i instal·lacions properes d'emmagatzematge de petroli, va causar la mort d'almenys 581 persones. |                        |
| Texas City             | Aquest monument es va erigir per recordar el sacrifici del Cos de Bombers Voluntaris de Texas City, que va perdre tots els seus membres, excepte un, en el desastre industrial de la ciutat de Texas el 16 d'abril de 1947. Situat al Parc Memorial de Texas City, es tracta de l'estàtua d'un àngel sobre un pedestal amb la inscripció: En memòria dels bombers voluntaris de Texas City. Està al mig d'una font, amb sortidors al voltant de l'estàtua. |                        |
| Troy                   | Davant del parc de bombers voluntaris Eagle Mills, a Troy, Nova York, hi ha la ''Pregària al bomber', una àguila tallada sobre una roca, i una estela amb l'escut de bombers dedicat als morts en acte de servei. |                        |
| Tucson                 | El 'Memorial als bombers de Tucson', està davant del parc Central de bombers de Tucson, Arizona. El memorial consta de 5 estàtues de bronze, parets de granit i panells d'acer inoxidable amb una línia de temps gravada que mostra la història del cos de bombers de Tucson. El memorial i les estàtues van ser creades per Paul Olesniewicz, bomber retirat i escultor. |                        |
| Uniontown              | El Memorial del bomber del comtat de Fayette es troba a la gespa del jutjat del comtat de Fayette (61 East Main Street), Uniontown City, comtat de Fayette, Pennsilvània. Es va erigir el 14 d'octubre de 2007. |                        |
| Vacaville              | Davant de la comisaria de policia de Vacaville, Califòrnia, hi ha el memorial 9/11, erigit el maig de 2006, dedicat als bombers i policies morts a l'atemptat de Nova York l'11 de setembre de 2001, i als que segueixen prestan servei a la ciutat. El monument mostra un tros de biga de les torres bessones del World Trade Center. |                        |
| Ventura                | L'estàtua 'L'última alarma' va ser inaugurada el 13 de febrer de 2013 a l'Avinguda Victoria de Ventura, comtat de Ventura, Califòrnia, davant de la seu del Govern del Comtat, en honor dels bombers morts en acte de servei a la província de Columbia. |                        |
| Waco                   | El 'Memorial als bombers' situat al cementiri Oakwood de Waco, Texas, està dedicat als bombers voluntaris. L'estàtua d'un bomber amb una mànega i un hidrant està sobre una base hexagonal on hi ha escrits els noms del bombers morts. |                        |
| Washington DC          | El monument nacional del gos bomber titulat 'De les cendres a les respostes' es troba al racó del gatet del National Building Museum de Washington DC, Columbia, darrere del parc de bombers 2. El monument va ser idea de l'agent d'investigació de l'Oficina de Colorado, Jerry Means, després de la defunció del seu primer soci de Detecció canina d'accelerants (ADC), 'Erin'. L'estàtua de bronze a mida natural, obra del bomber i escultor de Colorado, Austin Weishel, representa un bomber i el seu company caní, un Labrador Retriever, a punt per treballar. |                        |
| Washington Township    | El 'Monument al cos de bombers vigilants' està situat a Washington Township, Pennsilvània. Erigit el 1909, el monument mesura 5 metres d'alçada, construït en granit sobre un pedestal de formigó. L'estàtua representa un bomber de començaments del segle xx, amb una nena en braços. |                        |
| Westminster            | Davant del parc de bombers núm. 1 de Westminster, Colorado, hi ha el memorial als bombers voluntaris. L'escultura de bronze 'Vés en compte papa' de Steve Boyce, es va erigir el 2003 en honor dels bombers voluntaris de 1934 al 2000. |                        |
| Westminster            | Davant de l'edifici de Seguretat Pública de Westminster, Colorado, hi ha el memorial als bombers i policies, erigit el 6 d'agost de 2012. |                        |
| White Plains           | El 'Memorial als bombers de White Plains', està situat al jardí davant de la seu dels bombers de White Plains, Nova York. En l'estela de marbre negre hi ha inscrita la pregària dels bombers, i els noms del bombers morts en acte de servei. |                        |
| Wichita Falls          | El monument als bombers morts en acte de servei de Wichita Falls, Nova York, està situat a la plaça del Memorial als bombers, dins del recinte del parc de bombers nº 1. Es tracta d'una campana construïda el 1891, entre dos pilars de granit rosa de Texas, on hi ha escrit el nom dels bombers caiguts. |                        |
| Windsor Locks          | A l'Acadèmia de Bombers de Connecticut, a Windsor Locks, hi ha el memorial als bombers caiguts de Connecticut, erigit el 12 de juny de 2001. Consisteix en una plaça amb la forma de la Creu de Malta, símbol universal del Servei, amb una pedra de granit negre al centre, de 3,6 metres de llarg i 1,8 metres d'alt, gravada amb el dibuix de 4 bombers apagant un incendi. A la base hi ha les plaques amb el nom de tots el bombers morts en acte de servei a l'estat. Al voltant hi ha 8 bancs que representen els 8 comtats de Connecticut. |                        |
| Wisconsin Rapids       | El 'Parc memorial als bombers de l'estat de Wisconsin' està situat al parc Ben Hansen, a la Segona avinguda Sud de Wisconsin Rapids, Wisconsin, a la riba del riu. La peça central del parc és l'estàtua de bronze de mida real, que representa a dos bombers que socorren a un company ferit. Darrera hi ha el mur memorial, amb 6 plaques de marbre amb el nom dels 268 bombers i bomberes morts en acte de servei. Seguint el camí s'arriba al campanar de l'última alarma, amb la campana del parc de bombers Superior, de 1892. Prop de l'entrada sud del parc hi ha el Centre de Visitants, construït a l'estil dels parcs de bombers de principis del segle xx. |                        |
| Worcester              | El 'Memorial al bomber Combs' situat al cementiri Hope de Worcester, Massachusetts, es va erigir el 15 de setembre de 1896, dedicat a l'enginyer en cap Simon E. Combs. Obra de l'escultor Arthur B. Hewett, l'escultura de granit, de 2,7 metres d'alçada sobre una base quadrada de granit de 1,6 metres d'alçada, representa un bomber amb una trompeta d'avís al braç esquerre. |                        |
| Worcester              | El memorial 'Els 6 de Worcester' està situat al parc de bombers del carrer Franklin, de Worcester, Massachusetts, inaugurat oficialment el 19 de novembre de 2008, al mateix lloc on hi havia la nau frigorífica que va cremar el 3 de desembre de 1999, i on van morir els 6 bombers. El monument, obra de l'artista Brian P. Hanlon, es compon de 3 peces: una escultura de bronze d'un bomber agenollat, un equip d'intervenció plegat i un casc a sobre de bronze sobre un pedestal, i un mur de granit amb les figures de 6 bombers en acció. |                        |
| Worcester              | Al parc de bombers de Webster Square, a Worcester, Massachusetts, es va inaugurar el 9 de desembre de 2019 una escultura en record del bomber Christopher Roy, mort un any abans en acte de servei. L'escultura de bronze representa un equip d'intervenció plegat rematat per un casc de l'escala 4, al costat d'una destral amb la fulla cap avall, la paraula 'Perseverança' gravada al mànec. |                        |
| York                   | El 'Memorial al bomber' està davant del parc de bombers de York, Pennsylvania. Es va erigir el 1900, 4 anys abans de construir-se el parc. L'estàtua de zinc, representa un bomber amb un nen al braç esquerre i una llanterna a la ma dreta. |                        |
| York                   | A principis del segle XX es va erigir al cementiri Prospect Hill de York, Pennsylvania, un monument a la Laurel Fire Company. El monument consisteix en una estàtua de zinc que representa un bomber amb un megàfon, sobre un pedestal de pedra. La companyia de bombers s'anomenava inicialment Sun Fire Brigade, però el seu símbol era una corona de llorer, per aquest motiu el 1790 va canviar el nom. |                        |
| York                   | EL 2015 es va inaugurar el 'Santuari dels Guardians' al cementiri Prospect Hill de York, Pennsylvania, en honor dels cossos de bombers, sanitaris i policia. El monument, fet de vàries capes de vidres de colors, representa les siluetes dels 'Guardians'. |                        |

## Estònia
| Estònia | Estònia | Estònia |
| ------- | --- | ------- |
| Kunda   | Al cementiri de Kunda es va erigir un monument dedicat als bombers de Kunda després de la Segona Guerra Mundial. El 2005 els bombers de Kunda el van restaurar, afent-hi un casc de coure, com els que portaven els bombers de l'època. El 2006 van robar el casc de coure i l'any següent hi van posar un de ferro.                                                         |         |
| Rakvere | Al cementiri de Rakvere hi ha un monument dedicat als bombers, inaugurat el 13 d'agost de 1912, coincidint amb el 35è aniversari de la formació del cos de bombers de Rakvere. Es tracta d'un obelisc de granit negre. |         |
| Tallin  | El monument als bombers del cementiri dels Bombers de Tallinn és un monument commemoratiu situat al cementiri dels Bombers de Tallinn. El 1935, l'arquitecte Karl Lüüs va dissenyar un monument de granit vermell i el conjunt circumdant per al cementiri, que es va inaugurar el 1927. El va dirigir ell mateix i tot el monument es va inaugurar el 13 de juliol de 1937. |         |
| Tallin  | El monument als bombers és un monument commemoratiu erigit en memòria dels bombers que van morir en acte de servei al carrer Mänsaku, al districte Kristiine de Tallinn. Es va erigir el 1983. Hi ha inscrit el nom de 10 bombers. |         |

## França
| França                 | França | França |
| ---------------------- | --- | ------ |
| Amplepuis              | Al cementiri d'Amplepuis, Rhône, hi ha un monument dedicat al col·lectiu dels bombers morts. |        |
| L'Auriòu de Liuron     | A L'Auriòu de Liuron (Loriol-sur-Drôme en francès) el 28 de novembre de 2012 es va inaugurar un memorial als 5 bombers morts a l'autopista, atropellats 10 anys abans mentre intervenien en un accident. El monument, obra de J P Rabit, es va erigir al costat de l'autopista A7, simbolitza unes flames rodejades de 5 pedestals cadascun amb un casc de bomber al damunt. |        |
| Belfort                | A l'avinguda del mariscal Foch de Belfort hi ha el monument commemoratiu del bombers morts a les guerres i en compliment del deure. |        |
| Calvi                  | Monument als 'bombers del cel' situat a l'entrada del parc de bombers de Calvi, Alta Còrsega. Està dedicat als tripulants d'aeronaus morts en l'extinció aèria d'incendis forestals a Còrsega. Es va inaugurar el 20 de maig de 2006. |        |
| Canéjan                | Memorial a Canéjan, dedicat a les 29 víctimes del poble (dels 400 habitants que tenia aleshores Canéjan) mortes a l'incendi forestal del 19 al 25 d'agost de 1949, on van cremar 50.000 hectàrees. |        |
| Cestàs                 | Memorial a Cestàs, dedicat a les 82 víctimes (forestals, voluntaris i militars) que van morir a l'incendi forestal del 19 al 25 d'agost de 1949, on van cremar 50.000 hectàrees. |        |
| Genay                  | Monòlit en homenatge als bombers voluntaris morts en acte de servei a Genay. |        |
| Gourin                 | Al parc de bombers voluntaris de Gourin, Morbihan, hi ha un monument de pedra en 'Homenatge als Bombers', on hi fan una ofrena floral el dia de Santa Bàrbara, patrona dels bombers francesos, el 4 de desembre. |        |
| Lió                    | Al cementiri de Loyasse, a Lió, es va erigir el 30 d'octubre de 1896 un monument als bombers morts. Obra d'Abraham Hirsch, arquitecte de la ciutat, situat a l'eix de l'entrada principal del cementiri, està compost per una estela de 5 metres d'alçada, sota la qual hi ha un ossari. S'hi guarden les restes de 16 bombers que han mort en incendis des del 1851. Des de llavors, els bombers de Rhône i Lió hi han estat convidats cada 4 de gener per honrar la memòria dels seus companys que van morir a Feyzin i d'altres víctimes del deure. El monument també està dedicat als 19 bombers que van morir la nit del 13 de novembre del 1930 en la 'catàstrofe de Fourvière', un barri de la ciutat, on hi va haver un corriment de terra que va esfondrar vàries cases. Quan els bombers portaven una hora rescatant víctimes, un segon corriment va ensorrar més edificis, enterrant els 19 bombers, 4 policies i 16 veïns, a més d'altres que van poder sortir amb ferides més o menys greus. |        |
| Marsella               | A la carretera que condueix a cala de Morgiou hi ha una estela que celebra la memòria dels dos bombers mariners que van morir mentre combatien el foc durant el terrible incendi del 18 d'agost de 1979. |        |
| Neufchâtel-en-Bray     | Monument als bombers morts, al parc de bombers de Neufchâtel-en-Bray. El monument consisteix en una estela de granit amb la forma d'una flama, on hi ha esgrafiat un casc de bomber i la inscripció: 'Als nostres companys desapareguts'. |        |
| Niort                  | Al cementiri Sablieres de Niort hi ha un memorial als bombers de Niort, una part del qual està dedicat als bombers morts a la segona guerra mundial. |        |
| Paris                  | Al cementiri Montparnasse de Paris hi ha un memorial construït el 1870 dedicat als bombers morts en acte de servei. |        |
| Paris                  | 'La torre d'exercici' és un monument d'homenatge als bombers, de l'artista xinès Wang Du. Es va inaugurar el 7 de gener de 2008, a la plaça Jules Renard, davant de l'edifici de l'Estat Major de la Brigada de Bombers de Paris. L'obra, d'acer inoxidable polit, representa una torre de pràctiques com la que tenen als patis dels parcs de bombers per a fer entrenament. Mesura 11 metres d'alçada i pesa 7 tones. |        |
| Saint Loup de Varennes | El 16 de juny de 2012 es va inaugurar a Saint Loup de Varennes el monument 'Valor' en honor dels bombers, obra de l'artista Julien Crelier, fet amb pedra de Buxy, que representa un casc de bomber sobre el globus terraqüi en flames. |        |
| Saint-Ouen             | Al cementiri de Saint-Ouen (Sena Saint-Denis) hi ha el monument funerari als bombers, que es compon d'una estela de pedra amb els noms dels bombers de Saint-Ouen que hi ha enterrats. L'estela està flanquejada per columnes clàssiques, coronada per un casc de bomber, i el conjunt enquadrat per dues torxes també de pedra. |        |
| Saint Victoret         | El 'Memorial dels soldats del foc' a Saint Victoret es va inaugurar el 7 de juny de 2008. Situat prop de l'aeroport de Marseille Marignane, es compon d'un hidroavió 'Canadair' sostingut per tres columnes, sota el qual hi ha una estela en homenatge als Bombers i la Seguretat Civil, un helicòpter també elevat per un suport, un camió de bombers i un camió dels bombers-mariners de Marsella. |        |
| Tarare                 | Monument als bombers morts, al cementiri de Tarare. |        |

## Geòrgia
| Geòrgia   | Geòrgia | Geòrgia |
| --------- | --- | ------- |
| Mtskhetha | El 2 d'abril de 2012, l'Ajuntament de Mtskhetha va inaugurar un jardí memorial amb un xiprer de fulla perenne per a cadascun dels 343 bombers que van morir en l'atac al World Trade Center, i una escultura de marbre en honor dels bombers morts l'11 de setembre de 2001 a Nova York i als bombers georgians morts en acte de servei. |         |

## Grècia
| Grècia      | Grècia | Grècia |
| ----------- | --- | ------ |
| Agrinion    | El 12 de novembre, dia de la Memòria dels bombers caigut a Grècia, se celebra una ofrena de flors al monument als bomber caiguts a Agrinion. Aquest dia es va establir el 2006 en memòria del primer bomber mort en acte de servei a Grècia, el 12 de novembre de 1942, a Tessalònica. |        |
| Esparta     | Al mont Taíget hi ha el monument al difunt comandant del servei de bombers d'Esparta, el tinent coronel Elias Gatsou. El 12 de novembre s'hi fa ofrena de flors en homenatge a tots els heroics bombers que van caure de servei.                                                       |        |
| Etilos      | Memorial erigit a la muntanya entre Etilos i Βαχός, l'11 de novembre de 2007, en record del bomber mort en l'incendi del 24 d'agost de 2007. |        |
| Iràklio     | El monument als bombers caiguts es va inaugurar l'11 de juliol de 2020, a la plaça Xipre, enfront del parc de bombers del barri Oasi, a Iràklio (abans Càndia), Creta. |        |
| Calamata    | El monument 'Els bombers caiguts són immortals' es va inaugurar l'11 de novembre de 2018, a la plaça Dioikitiriou, davant del Centre Laborista de Calamata. Obra de l'escultor Costas Doussis.                                                                                         |        |
| Kareas      | Els bombers de Kareas, un barri als afores d'Atenes, van erigir un monument, situat dalt de la muntanya, en honor dels 4 bombers morts el juliol de 1998 en l'incendi d'Ymittos, on hi van cada any a fer l'ofrena floral.                                                             |        |
| Pirgos      | Cada 12 de novembre, dia de la Memòria dels Bombers Caiguts a Grècia, se celebra una pregària commemorativa al 'Monument als bombers caiguts' de Pyrgos, |        |
| Tessalònica | Monument als bombers caiguts, inaugurat el 14 de maig de 2018, al parc de bombers del carrer 25 de març, a Tessalònica, en memòria dels 56 bombers morts en incendis. |        |

## Guatemala
| Guatemala      | Guatemala | Guatemala |
| -------------- | --- | --------- |
| Quetzaltenango | A la cruïlla del carrer 1 i l'avinguda 14 de Quetzaltenango, prop del parc de bombers voluntaris, 5a Companyia, hi havia una estàtua en honor dels bombers, per la que havia servit de model un bomber que posteriorment va morir en un incendi el 23 de novembre de 2017. El 22 de desembre de 2018 un conductor ebri va destruir el monument amb el seu automòbil. El 24 de gener de 2021 es va col·locar al mateix lloc una estàtua inspirada en el Major Carlos Alberto Juárez Izquierdo. |           |

## Hondures
| Hondures  | Hondures |  |
| --------- | --- |  |
| Choluteca | El juny del 2013 es va inaugurar una rotonda a Choluteca, a la cruïlla dels bulevards Enrique Weddle i Lidia Williams de Arias, en reconeixement dels 40 anys de la fundació del cos de bombers surenys, amb una escultura d'un bomber amb una mànega i un nen que abraça la seva cama. |  |

## Hongria
| Hongria       | Hongria | Hongria |
| ------------- | --- | ------- |
| Bak           | El 'Monument als bombers' de Bak és una estàtua de bronze que representa a Florià, el patró dels bombers. Va ser erigit pel poble amb motiu del centenari de la formació dels bombers voluntaris. Obra de Imre Makovecz, està ubicat davant de l'ajuntament. |         |
| Budapest      | El 3 de maig de 2017 es va inaugurar a Budapest, davant de l'edifici dels Bombers Professionals d'Újpest, un monument als bombers que van morir heroicament a la Revolució de 1956 i a la Guerra de la Independència. L'estàtua es va construir el 1942, però va ser danyada durant la guerra i es va conservar al museu del Foc, fins que el 2017, amb motiu del 60è aniversari de la Guerra d'Independència i Revolució, es va restaurar i traslladar a l'exterior. |         |
| Nyergesújfalu | El memorial al cos de bombers voluntaris de Nyergesújfalu és un obelisc de marbre vermell construït el 1925, amb motiu del seu 40è aniversari. |         |
| Oroszlány     | En celebració del centenari de la fundació de l'Associació de Bombers Voluntaris d'Oroszlányi, el 29 d'agost de 2011 es va inaugurar l'escultura creada per István Licskó, dedicada a les esglésies catòlica, reformada i luterana, situada a la plaça Szent Flòrian, al carrer Ó-Takács. |         |
| Szombathely   | El monument erigit per l'Associació de Bombers del Comtat de Vasvár es va inaugurar el 2 de setembre de 1934 a l'aleshores plaça Széna, en record dels bombers de Szombathely que van caure a la Primera Guerra Mundial. Als anys 50, l'espai, ara anomenat Ady, es va reordenar; en aquesta zona es va establir una estació d'autobusos i un parc de bombers, de manera que es va retirar el monument. De l'imponent monument només queda una placa de marbre que porta els noms dels bombers que van morir heroicament, que es va col·locar a l'entrada principal del parc de bombers. |         |

## Iran
| Iran    | Iran | Iran |
| ------- | --- | ---- |
| Hamadan | L'estàtua de "Àngel de la Salvació" es va instal·lar el 20 de desembre de 2017 davant del parc de bombers número 19 d'Hamedan per mantenir viva la memòria dels bombers de l'edifici Plasco. Representa un bomber amb una nena en braços fugint de les flames.                                                                                                 |      |
| Teheran | El monument als bomber de Teheran, obra de Hamid Kangrani, es va instal·lar a la plaça Hassanabad de Teheran, el 7 d'octubre de 1390 (2011 en el calendari gregorià). En aquesta plaça hi va haver el primer i més antic parc de bombers de Teheran. L'estàtua, de bronze, representa a dos bombers lluitant contra les flames i a un bomber rescatant un nen. |      |
| Teheran | A l'inici de la carretera del xeic Fazlollah, a l'entrada a Teheran, es va instal·lar una estàtua gegant d'un bomber el 26 de març de 2017. L'estàtua era monocolor (vermell) i el 2020 es va repintar amb els colors de l'equip de protecció dels bombers de Teheran.                                                                                         |      |
| Siraz   | Memorial al bomber sacrificat, instal·lat l'any 2014 davant del parc de bombers metropolità de Shiraz, al bulevard Zeinabieh. |      |

## Iraq
| Iraq   | Iraq | Iraq |
| ------ | --- | ---- |
| Bagdad | El 14 de març de 2018 es va inaugurar el 'Monument als bombers' al Centre de Defensa Civil d'Al-Ghazaliya, a Bagdad. Obra de l'escultor Hassan Al-Abadi, fet amb peces metàl·liques reutilitzades, representant un bomber amb una destral a les mans. |      |

## Irlanda
| Irlanda | Irlanda | Irlanda |
| ------- | --- | ------- |
| Bray    | El 28 de setembre de 2013 es va inaugurar el 'Memorial al bombers de Bray que han perdut la vida en servei'. Dissenyat per l'artista local, Ciarán Patterson, el monument es troba a l'entrada del carrer Father Colohan de la ciutat. |         |
| Kinsale | El Jardí del Record 11/9 de Kinsale va ser fundat per una dama de Kinsale, Kathleen Cait Murphy, que va treballar com a infermera durant més de 30 anys a la ciutat de Nova York. Durant aquest temps, va arribar a admirar la feina del bomber i es va sorprendre de la mort de 343 dels seus efectius l'11 de setembre. Com a resultat, va decidir proporcionar un monument commemoratiu a Irlanda, a la seva terra de Ringfinnan, Kinsale, amb un arbre per a cadascun dels bombers que van morir, així com un per al seu capellà, el pare Michael Judge, que era un amic seu. |         |

## Itàlia
| Itàlia       | Itàlia | Itàlia |
| ------------ | --- | ------ |
| Belluno      | L'11 de setembre de 2019 es va inaugurar el monument 'Al cos de bombers' a la nova seu dels bomber de Belluno. El bomber Dario Righes va esculpir l'emblema del cos i la vídua d'un company va regalar l'estàtua de bronze, obra de l'artista belluní Franco Fiabane. |        |
| Castelfranco | El 9 de maig de 2019 es va inaugurar a Castelfranco Veneto l'estàtua 'Els àngels guardians de la vida', obra de l'escultor Carlo Balljana. L'escultura de bronze,de prop de 2 mtres d'alçada, es va col·locar al centre històric, a la placeta dels bombers. |        |
| Como         | El monument 'Voluntat i compromís' realitzat pels bombers de Como, es va inaugurar el 9 de juny de 2013, davant de l'edifici del Comandament Provincial del Bombers, a via Valleggio. |        |
| Gènova       | Al cementiri monumental de Staglieno hi ha un panteó en memòria del bombers italians. |        |
| Lodi         | L'imponent monument 'Instint suprem' dedicat als bombers llombards es va inaugurar el 6 de juny de 2015 a Lodi, dins de la caserna de bombers. És un autèntic himne a la vida combinat amb un sentiment d'admiració per aquest benemèrit Cos de l'Estat. El grup escultòric, obra de l'escultor Antonio De Paoli, es divideix en una part frontal en alt relleu en què destaquen les dues figures humanes fetes de bronze amb la tècnica de fosa de "cera perduda" i la runa d'acer i dues parts laterals en baix relleu que també són treballades i cisellades ells en corten |        |
| Modena       | El 29 de novembre de 2008, es va inaugurar a Mòdena la primera estàtua d'Itàlia dedicada al 'bomber'. L'estàtua, feta per l'artista Mauro Vincenzi, caporal de bombers, es va col·locar a la intersecció de la via Corassori i el carrer Formigina. L'obra, feta de bronze de cera perduda, fa cinc metres d'alçada i pesa dues tones i mitja. Es recolza sobre una base de formigó troncocònica d'uns dos metres d'alçada. Consisteix en una part central formada per blocs geomètrics superposats que donen vida a un volum piramidal descompost i desigual que vol representar les dificultats que el Bomber troba cada dia en la seva feina. Des de la base cap al cim hi ha les representacions del sacrifici i l'abnegació dels bombers cap a la població. Des de la torre, situada a la part superior de l'estàtua, Santa Bàrbara, patrona del cos, surt amb vigor i expressivitat, oferint el braç estès a un bomber dedicat a una acció extrema.        |        |
| Ortona       | El 24 de setembre de 2009 es va inaugurar el monument al bomber a Ortona. L'escultura, feta amb pedra de 'Majella' blanca, és de l'artista local Palmerio Antonello. |        |
| Pavia        | Al cementiri de Pavia hi ha un monument en honor dels bombers morts en acte de servei, al que li porten flors el 4 de desembre, dia de Santa Bàrbara, patrona dels bombers. |        |
| Pistoia      | Els bombers de Massa i Carrara van instal·lar al centre de la ciutat de Pistoia el monument 'La flama del sacrifici', amb motiu de la 24a reunió nacional de l'Associació de Bombers celebrada a Pistoia, del 28 de maig al 4 de juny de 2017. L'autor de l'obra és l'escultor Fabio Bernardini, bomber de Massa i Carrara. Representa, en marbre blanc de Carrara, tant la fúria de les aigües, un element que sembla fluir del centre de l'obra, com l'infern dels focs. |        |
| Roma         | El 8 de desembre, dia de la Immaculada Concepció, els Bombers de Roma reten homenatge a la Mare de Déu. Cada any, ininterrompudament des del 1949, a primera hora del matí, amb ajuda d'una autoescala, el bomber de més edat de l'escamot col·loca una corona de flors al braç de l'estàtua de la Mare de Déu, col·locada damunt d'una columna de més de 30 metres d'alçada. A continuació un llarg so de sirena s'estén per la ciutat en senyal d'agraïment, devoció i protecció. L'estàtua està ubicada al costat de la plaça d'Espanya. La tasca d'aixecar la columna de marbre, sobre la qual es troba l'estàtua, va ser confiada el 1856 als Bombers Papals de Roma, coneguts pels seus treballs d'enginyeria i habilitat en fusteria. La maniobra va durar 30 minuts. També es va demanar als bombers que col·loquessin l'estàtua de bronze de la Immaculada Concepció a la part superior de la columna, una feina que es va acabar el 5 d'agost de 1857. |        |
| Seregno      | L'11 d'octubre de 2020 es va inaugurar a Seregno el monument 'L'uniforme i posar-se al servei de la comunitat' en homenatge als bombers de Seregno, obra de l'artista Giovanni Graziano. |        |
| Vercelli     | El 'Monument als bombers' de Vercelli es va inaugurar el 4 de desembre de 2012, dia de Santa Bàrbara, patrona dels bombers, al carrer Aeronautica, davant del parc de bombers. Obra de Mario Guilla. |        |
| Verona       | El 18 de febrer de 2011 es va inaugurar el 'Monument als bombers' al parc de Sant Giacomo, a Verona, realitzat amb una llosa de marbre, on hi ha gravat l'emblema dels bombers italians, treballada pels estudiants de l'Institut d'Art 'Paolo Brenzoni' de Sant'Ambrogio di Valpolicella. |        |

## Japó
| Japó        | Japó | Japó |
| ----------- | --- | ---- |
| Hiroshima   | El 'Monument als bombers morts en acte de servei', és una estela de pedra en honor dels bombers morts en acte de servei a Hiroshima, que estava a Kakomachi, a 850 metres de l'hipocentre de la caiguda de la bomba atòmica, el 1945. La bomba la va trencar en tres trossos. El 1950 es va traslladar al parc Parc Hijiyama, Minami-ku. |      |
| Morioka     | Monument espiritual contra incendis, a les ruïnes del castell de Morioka (Parc Iwate), a la ciutat de Morioka. |      |
| Shizukuishi | Monument espiritual contra incendis, al poble de Shizukuishi, on els bombers van a pregar per la protecció contra incendis i la seguretat de les persones. |      |
| Tòquio      | El Memorial del lloc de naixement del departament de bombers d'Akasaka (Akasaka Shobo Shohasho no Chikinenhi) és un monument de pedra construït a Minami Aoyama, Minato-ku, Tòquio, situat al parc darrere de l'Aoyama Twin Building. El monument té la forma d'un cub de bronze.                                                        |      |

## Kazakhstan
| Kazakhstan | Kazakhstan | Kazakhstan |
| ---------- | --- | ---------- |
| Aktobé     | El monument 'Salvadors de la nació Kazakhstan independent' es va inaugurar el 25 d'octubre de 2019 a Aktobé. L'estàtua de bronze, de 2,5 metres d'alçada, representa un bomber que rescata una nena baixant d'una escala. L'alçada total del monument és de 4,7 metres. |            |
| Khizilordà | El monument 'Camps envoltats de foc' es va erigir el 2001 a Khizilordà, en honor dels bombers morts en acte de servei. Les escultures de formigó de 3,5 metres d'alçada representen a dos bombers davant d'una paret de maons de 5 metres d'alçada, amb un arc amb una campana d'incendis. |            |
| Ximkent    | El 'Monument als bombers i rescatadors morts' es va inaugurar el 23 d'octubre de 2018, al passeig de la fama al parc d'Abai de Ximkent. Consta d'una estàtua en forma de bomber amb una noia als braços i al costat hi ha lloses de marbre negre sobre les quals hi ha esculpida la història del servei d'emergències regional i els noms dels quatre morts en acte de servei –tres bombers i un socorrista–. |            |

## Lituània
| Lituània  | Lituània | Lituània |
| --------- | --- | -------- |
| Užpaliai  | Al poble d'Užpaliai, castigat pels incendis, van erigir un monument de fusta a Sant Florià, patró dels bombers, a la plaça davant de l'església, a finals del segle xix. El 1933 es va substituir el monument de fusta per un de formigó. L'estiu de 1963 el monument fou enderrocat. El 1991 els mestres de Panevėžys van restaurar i es va tornar a col·locar al mateix lloc. |          |
| Valčiūnai | El 27 d'octubre de 2016 es va inaugurar l'estàtua 'Aigua de foc' a l'escola de Bombers de Lituània, a Valčiūnai, obra de l'escultor Tadas Gutauskas. L'escultura representa un bomber gegant, amb aigua a una ma i foc a l'altra. |          |

## Malàisia
| Malàisia         | Malàisia | Malàisia |
| ---------------- | --- | -------- |
| Kuala Kubu Bharu | El 'Memorial als herois caiguts' situat a l'Acadèmia d'Incendis i Salvaments de Malàisia (ABPM), a la regió central de Kuala Kubu Bharu, va ser construït pels estudiants del Curs de diplomatura en ciències i extinció d'incendis, i es va inaugurar a la cerimònia de cloenda del curs, el setembre de 2018. Hi ha 24 noms inscrits. |          |

## Mèxic
| Mèxic           | Mèxic | Mèxic |
| --------------- | --- | ----- |
| Ciudad Juárez   | El 'Monument als bombers caiguts' de Ciudad Juárez està davant del parc central de bombers, a l'avinguda Heroico Colegio Militar. Obra de l'escultor Pedro Francisco Rodríguez, l'estàtua de bronze representa un bomber amb una mànega dalt de l'escala.        |       |
| Hermosillo      | El 14 d'agost de 2016, en la celebració del 70 aniversari de la formació del cos de bombers voluntaris d'Hermosillo, es va inaugurar el monument als bombers, amb la primera sinera que va tenir la ciutat. Està situat al parc Centre de bombers.               |       |
| Matamoros       | Monument funerari en honor de 2 bombers morts en acte de servei, el novembre de 1948, al cementiri Panteón Antiguo de Matamoros. |       |
| Morelia         | El 'Monument als bombers' de Morelia està davant del parc de Protecció Cilvil i Bombers municipals. |       |
| Pachuca de Soto | El 'Monument al bomber' situat en una plaça de la carretera Pachuca-Actopan, obra d'Alberto García Nava, es va construir el 1999. L'escultura representa un bomber amb una mànega, sobre un pedestal circular.                                                   |       |
| Puerto Peñasco  | El 14 de juny de 2014 es va inaugurar el monument al bomber davant del parc de bombers de Puerto Peñasco, Sonora. Obra de l'escultor Roberto Ledesma Ávila, l'escultura, de pedra artificial, d'1,70 metres d'alçada, representa un bomber amb els ulls tancats. |       |
| Saltillo        | El 8 d'abril de 2005 es van inaugurar la plaça al Bomber i el monument al bomber, a Saltillo. |       |
| Veracruz        | Davant del parc Central de bombers de Veracruz hi ha el monument al bomber. |       |

## Mònaco
| Mònaco | Mònaco | Mònaco |
| ------ | --- | ------ |
| Mònaco | El 4 de desembre de 2018, celebració de Santa Bàrbara, patrona dels bombers, el príncep Albert II va inaugurar una estàtua a la plaça del Campanin, en homenatge dels 14 bombers de Mònaco morts al front a la Primera Guerra Mundial, en el centenari de la fi d'aquesta guerra. L'estàtua de bronze, obra de l'escultor Blaise Devissi, representa un bomber en el moment de sortir de la caserna per anar a la guerra. |        |

## Mongòlia
| Mongòlia   | Mongòlia | Mongòlia |
| ---------- | --- | -------- |
| Choibalsan | El monument 'La vida de la mà del Salvador' es va erigir el 21 de maig de 2018 en memòria dels bombers que van morir el maig del 2012 mentre apagaven un foc de bosc estepari a Bayandun soum, a Choibalsan, l'Agència de Gestió d'Emergències de Dornod aimag. El monument representa una mà de la que surt una rosa                                     |          |
| Ulan Bator | El 14 de juny de 2008 es va erigir un monument al pati de la Unitat Especial de Rescat de l'Agència Nacional de Gestió d'Emergències (NEMA), a Ulan Bator, en memòria dels 15 bombers que van morir en l'accident d'helicòpter el 14 de juny de 2007. L'estàtua va ser feta de forma gratuïta per l'escultor G. Sereeter, germà del difunt G. Tserennyam. |          |

## Nova Zelanda
| Nova Zelanda | Nova Zelanda | Nova Zelanda |
| ------------ | --- | ------------ |
| Christchurch | El 'Memorial dels Bombers' de Christchurch, es va erigir el 26 d'octubre de 2002. Dissenyat per Graham Bennett i encarregat per la ciutat de Christchurch, amb bigues d'acer regalades per la ciutat de Nova York, és una escultura feta a partir de cinc bigues d'acer recuperades del World Trade Center, que homenatja els bombers que van perdre la vida l'11 de setembre i tots els bombers de tot el món. |              |

## Països Baixos
| Països Baixos | Països Baixos | Països Baixos |
| ------------- | --- | ------------- |
| Arnhem        | El Memorial del Servei Nacional de Bombers es troba a l'acadèmia de bombers d'Schaarsbergen, Arnhem, des del 2012. Hi estan gravats els noms dels 97 bombers morts al país des del 1945. Cada any, el tercer diumenge de juny es ret homenatge als bombers per la seva dedicació a la societat. |               |
| Amsterdam     | El 'monument als bombers morts' d'Amsterdam es va erigir en memòria dels sis bombers que van morir en la batalla contra l'ocupant el maig de 1940. El monument es troba a la caserna Willem de la brigada de bombers del Ringdijk d'Amsterdam. |               |
| De Punt       | Al poble De Punt, Drenthe, hi ha un memorial pels 3 bombers que van morir el 9 de maig de 2008 en l'incendi d'un edifici comercial, on hi va haver una gran explosió pels fums i gas acumulats sota la coberta. |               |
| Enschede      | El 'Memorial dels incendis de la ciutat el 7 de maig de 1862' rememora l'incendi de la ciutat d'Enschede que va esclatar el 7 de maig de 1862 en una casa de la Kalanderstraat d'Enschede. La casa era de fusta, feia setmanes que no plovia, hi havia un fort vent de llevant i la ciutat encara estava plena de decoracions als arcs d'honor per a la visita del rei Guillem III uns dies abans. Així doncs, el foc es va estendre ràpidament i l'extinció va ser una tasca desesperant. Les conseqüències de l'incendi van ser catastròfiques: es va destruir tot el centre històric de la ciutat dins dels canals. Es van perdre l'ajuntament, l'hospital, els reformats i l'església catòlica romana i les fàbriques. 4.000 habitants van quedar sense llar. El 7 de maig de 1912, cinquanta anys després de l'incendi, es va erigir un monument per commemorar el gran incendi, dissenyat per l'artista Ludwig Nick de Munster. El 1962 el monument van ser desmantellat per obres públiques del municipi d'Enschede i emmagatzemat al pati del departament d'obres públiques. El 1970 es va traslladar a la Kalanderstraat exactament en el lloc on el foc havia esclatat. El 1980, però, el monument es va col·locar a l'antic mercat. |               |
| Gouda         | Estàtua del 'Bomber', de bronze, de l'escultora Sonja Meijer, del 1979, davant de l'antic parc de bombers del carrer Nieuwehaven, a Gouda. |               |
| Groningen     | El monument als bombers de Groningen està dedicat als bombers morts en la segona guerra mundial. Està format per un mur amb forma corbada. Dalt del mur hi ha una escultura que representa un casc de bomber i dues cordes plegades. Davant del mur hi ha una escala en horitzontal, amb 2 destrals i cinc bastidors de flors. |               |
| Leusden       | 'Rautekgreep' és una escultura de bronze de Peter de Leeuwe, situada al parc de bombers de Leusden, al carrer Burg. v.d. Postlaan. Instal·lada el 1991, representa a dos bombers agafant una víctima amb la maniobra Rautek. |               |
| Noordwijk     | Monument en record dels tres bombers que van morir durant el gran incendi del 25 de gener de 1990 a l'Hotel Huis ter Duin de Noordwijk. El monument està format per bigues d'acer retorçades de l'hotel. Es troba davant del parc de bombers. |               |
| Vlaardingen   | Al cementiri d'Emaus, a Vlaardingen, hi ha el monument als 5 bombers que van morir el 9 de febrer de 1951 en un incendi d'oli sobre l'aigua del moll Koningin Wilhelminahaven. El camió on anaven va caure a l'aigua i van morir els 5, i 2 bombers més van resultar ferits greus. El monument va ser construït pels seus companys. |               |

## Panamà
| Panamà           | Panamà | Panamà |
| ---------------- | --- | ------ |
| Ciutat de Panamà | El monument que honra la memòria dels 'Herois del Polvorín' es va erigir el 5 de maig de 1916 a la plaça del Ferrocarril, ara plaça 5 de Maig, de Ciutat Panamà, en record dels 6 bombers morts en l'incendi d'El Polvorín, edifici nacional on s'emmagatzemaven explosius i materials inflamables, el 5 de maig de 1914.       |        |
| Colón            | El 'Monument als bombers' de Colón està situat a l'avinguda del Centenari, entre els carrers 9 i 10. Es compon d'una estàtua de bronze d'un bomber sobre una pedestal que al frontal hi ha una escultura de marbre d'una noia i una placa de marbre amb la inscripció: 'La ciutat de Colón als seus bombers màrtirs del deure'. |        |

## Perú
| Perú       | Perú | Perú |
| ---------- | --- | ---- |
| Lince      | Al Districte de Lince, Lima, es va inaugurar el 23 de març de 2012 el Parc del Bomber, amb l'estàtua del bomber peruà, en substitució de l'antic monument que va caldre derruir el novembre de 2011 per perill de col·lapse. La nova estàtua està rodejada d'un llac amb raigs d'aigua i llums i una àmplia esplanada per a la celebració de cerimònies commemoratives del Cos General de Bombers Voluntaris del Perú. |      |
| Miraflores | La Municipalitat de Miraflores va inaugurar un monument al bomber voluntari el 28 de gener de 2020 al parc Tradiciones del Districte. L'escultura de bronze representa un bomber que rescata un nen. |      |

## Polònia
| Polònia      | Polònia | Polònia |
| ------------ | --- | ------- |
| Chmielnik    | El 'Monument al bomber voluntari' es va dedicar als bombers que van morir en la lluita per l'alliberament nacional i social. Es va instal·lar a la plaça Kościelny, a Chmielnik, davant de l'església, el 1988, en el 90è aniversari del cos de bombers voluntaris local. |         |
| Kalisz       | Monument al bomber davant del parc dels bombers nacionals de Kalisz. |         |
| Radom        | El monument en homenatge als bombers que van morir en defensa de la seva terra natal i en operacions de rescat i extinció, està situat a prop de la intersecció dels carrers R. Traugutta i A. Tochtermana, de radom, a la plaça davant de la seu del parc de bombers. El monument es va instal·lar el 1996, va ser dissenyat per l'arquitecte de Radom, Tadeusz Derlatka, i les escultures van ser creades per Adam Myjak. |         |
| Radom        | Al cementiri Limanowski de Radom hi ha un monument als bombers. |         |
| Rakoniewice  | A la plaça del mercat de Rakoniewice hi ha una 'font en honor dels bombers'. Dos bombers de bronze, de mida natural, una dona i un home que es troben oposats, aboquen aigua amb mànegues al sortidor central de la font, que a la nit s'il·lumina de vermell simulant el foc. Obra de l'escultor Robert Sobociński, es va inaugurar el setembre de 2019 amb motiu del 35è aniversari del museu del foc de Rakoniewice.     |         |
| Sitaniec     | Monument dedicat als bombers caiguts del Servei de Bombers Voluntaris de Sitaniec. |         |
| Stefankowice | Monument a bombers col·locat el 2011 al centre del poble de Stefankowice. |         |

## Portugal
| Portugal                   | Portugal | Portugal |
| -------------------------- | --- | -------- |
| Agualva-Cacém              | El monument al bomber voluntari d'Agualva-Cacém, Sintra, inaugurat el 2 d'octubre de 1998, obra de l'artista Victor Palla, es va construir mitjançant subscripció pública nacional. Es tracta d'una figura d'un home d'uns 2 metres d'alçada, que representa el bomber voluntari, amb el casc al cap i un pic de bomber a la mà. El seu pes total, inclosa la base revestida de pedra de la regió, és de 5 tones. El conjunt escultòric també fa al·lusió a 2 bombers d'Agualva-Cacém que van morir en acte de servei. Un per les flames, sota un dels braços de la figura es poden veure flames, i l'altre a les inundacions, representat en un dels peus de l'estàtua que simbòlicament s'enfonsa a l'aigua. |          |
| Albergaria-a-Velha         | El 'Monument als bombers voluntaris' d'Albergaria-a-Velha està situat al mig d'una rotonda al centre dela ciutat. |          |
| Alijó                      | El monument 'L'àngel', situat als jardins de l'avinguda Dr. Francisco Sá Carneiro, a Alijó, es va inaugurar el 8 de juny de 2007, en homenatge del 70è aniversari dels bombers voluntaris d'Alijó. Obra de l'escultor César Israel Paulo, és una escultura abstracta d'acer al carboni. |          |
| Almada                     | Monument de bronze de Pedro Anjos Teixeira, de 1982, que representa un bomber ajudant una dona. Aquest és un homenatge de la gent del municipi als 'soldats de la pau'. Està ubicat a la Praça Comandante José Braz, Cova da Piedade, d'Almada. |          |
| Almeida                    | El monument al bomber 'Ma d'àngel', obra d'Eugénio Macedo, del 2009, fet amb diversos tipus de granit, col·locada provisionalment al costat de la històrica muralla d'Almeida, prop del parc de bombers. |          |
| Almodôvar                  | Monument en homenatge al bombers voluntaris, de l'artista Aureliano Aguiar, realitzat el 2001 amb ferro recuperat, situat a una rotonda d'Almodôvar. |          |
| Alpìarça                   | El monument 'Solidaritat' va ser erigit per l'ajuntament d'Alpiarça, el 6 de març de 1999, en homenatge del 50è aniversari dels bombers municipals. Obra de l'escultor Armando Ferreira, està situat davant del parc de bombers. |          |
| Amadora                    | L'estàtua en honor dels 'soldats de la pau', situada a l'avinguda General Humberto Delgado (al costat del Parc Aventura da Amadora, parròquia de Falagueira), va ser inaugurada el 12 de setembre de 2009 i és obra de l'artista Laranjeira Santos. Es tracta d'una peça realista, de bronze, d'uns 3,5 m d'alçada, que presenta un bomber amb uniforme de treball que porta un nen a la falda. Al pedestal hi ha una placa amb la inscripció: 'Monument al bomber. Fer el bé sense mirar a qui'. |          |
| Amares                     | El 5 d'agost de 2013 es va inaugurar el monument al bomber voluntari d'Amares, que consisteix en una estructura de ferro forjat dinàmica que vol mostrar en les seves interconnexions el rescat realitzat per un bomber. |          |
| Anadia                     | Paral·lelepípede de maó vermell amb un conjunt escultòric format per una placa metàl·lica amb la inscripció “Vida per Vida”, i un casc de bomber exposat al foc. Al voltant d'aquest element escultòric, es van col·locar simbòlicament 4 elements metàl·lics en forma de L. Tot el conjunt està sobre un cercle pavimentat amb una vorera portuguesa blanca envoltat d'un jardí. El monument va ser erigit el 1993 en memòria dels quatre bombers voluntaris de la corporació Anadia, que van morir al terrible foc de Castanheira do Vouga (Águeda), el 13 de juny de 1986. |          |
| Armamar                    | El 5 de setembre del 2010, el president de la República de Portugal, Cavaco Silva, va anar a Armamar, on va inaugurar un monument en honor dels bombers morts en un incendi el 1985. |          |
| Arruda dos Vinhos          | El 10 d'abril del 2002 es va inaugurar el monument, al costat del parc de bombers voluntaris d'Arruda dos Vinhos, ofert per l'autoritat local, en honor del coratge i el servei a la població dels ‘soldats de la pau'. Aquest dia va ser el 113è aniversari de la corporació. El monument es compon d'una estàtua d'un bomber (de bronze, de 2,25 metres d'alçada i una tona de pes) que lluita contra un incendi, i un petit jardí i llac, situat en una rotonda al costat del parc de bombers. |          |
| Aveiro                     | Obra de D. João Charters de Almeida, el monument format per quatre volums independents, amb el principal un conjunt escultòric monumental de gran verticalitat, modelat en bronze, on destaca una estàtua sobre un pedestal alt que representa un bomber, en un plàstic figuratiu de tendència expressionista. Es va inaugurar el 9 de setembre de 1970 amb motiu del XIX Congrés de la Lliga de Bombers Portuguesos, a la plaça Junta de Freguesia da Vera Cruz, a Aveiro, davant del parc de bombers Bombeiros Novos. |          |
| Azambuja                   | El 'Monument al bomber voluntari' d'Azambuja es va inaugurar el 4 de setembre de 2005 al centre del poble. António Faustino i Augusto Balacó, artistes d'Alcobaça, van ser els escultors de l'obra esculpida en fibra de vidre, que representa a un bomber amb una mànega. |          |
| Barcelos                   | El Monumento ao Bombeiro Voluntário va ser un homenatge que els barcelencs van pagar per subscripció pública als Bombers Voluntaris, el 1954, de l'escultor Henrique Moreira. Està ubicat a l'avinguda de la Llibertat de Barcelos. L'escultura, de bronze sobre un pedestal de granit, representa a un bomber amb una noia en braços. |          |
| Belas                      | El 'Monumento ao bombeiro' és una obra de l'artista portugués Carlos Bottelho, amb elements de bronze, formigó i aigua, dedicat als bombers voluntaris de Belas, parròquia del municipi de Sintra. Es va inaugurar el 24 de novembre del 2002, 35 després del desbordament del riu Jamor, l'any 1967, que va provocar moltes morts. |          |
| Borba                      | Monument de marbre, obra de l'artista Antonio Pereira Anselmo, del 24 de setembre del 2005, representa un bomber agenollat salvant un nen. Està situat al mig d'una rotonda de l'Avinguda dels Bombers Voluntaris de Borba. |          |
| Caldas das Taipas          | El 17 de maig de 2015 es va inaugurar el monument al bomber a Caldas das Taipas. |          |
| Cartaxo                    | El monument en homenatge als bombers de Cartaxo es va erigir el 26 de novembre de 2011 al mig d'una rotonda de l'avinguda 25 d'abril, a Cartaxo. Representa un bomber rescatant un nen per una finestra. Al mur hi ha la inscripció 'Vida per vida'. |          |
| Cascais                    | El Monument al Bomber es va inaugurar el 6 de novembre del 2016, al parc Palmela de Cascais. L'escultura, d'Ana Sério, és un homenatge a les cinc brigades voluntàries de bombers del municipi de Cascais. L'obra, situada a l'entrada del parc Palmela, posa en relleu els valors simbòlics dels soldats de la pau: coratge, generositat i solidaritat. A la cerimònia, també es va descobrir una placa en honor dels bombers que van perdre la vida en l'exercici de la seva activitat. |          |
| Castanheira do Ribatejo    | La parròquia de Castanheira do Ribatejo, del municipi Vila Franca de Xira, disposa d'un monument al bomber, on els bombers celebren el dia municipal del bomber, el 21 de maig. |          |
| Elvas                      | Monument al bomber voluntari, obra de l'escultor portugués João de Paula, ubicat al mig d'una rotonda de la N-4, és una estatua de bronze que representa un bomber sobre una escala, amb una mànega de la que surt aigua. |          |
| Ermesinde                  | El bombers voluntaris d'Ermesinde, parròquia del municipi Valongo, van inaugurar el 22 de juny de 2008 el monument d'homenatge al bomber, el dia que celebraven el seu 87è aniversari. L'obra, de bronze, és de l'escultor Mendes da Rocha, erigida a la rotonda de la intersecció entre els carrers José Joaquim Ribeiro Teles i Dr. Joaquim Maia Aguiar. Representa a un bomber amb una criatura en braços pujant una escala. |          |
| Esposende                  | El 19 d'agost del 2016 es va inaugurar el monument en homenatge als bombers d'Esposende, al carrer Largo Rodrigues Sampaio, obra de l'artista Mendanha i els seus fills Vânia i Nuno. |          |
| Évora                      | El conjunt escultòric 'Rotonda del bomber', d'Armindo Alípio Pinto, és un homenatge de la ciutat d'Évora als seus bombers voluntaris, erigit el 1991 al costat de l'institut Gabriel Pereira, en una de les primeres rotondes construïdes a la ciutat. Simbolitza el perfil d'un casc de bomber. |          |
| Fafe                       | El monument al bomber de Fafe va ser inaugurat el 19 d'abril de 1991, a la rotonda de dalt de tot de l'Avinguda Brasil. Mesura 7 metres d'alçada. L'artista António Santana hi va representar, de manera estilitzada, l'au Fénix, un dels símbols més emblemàtics dels bombers portuguesos. |          |
| Fornos de Algodres         | El 5 de maig de 2018 es va inaugurar el Monumento ao Bombeiro al municipi de Fornos de Algodres. |          |
| Gondomar                   | El monument al bomber, obra de Manuel Pereira da Silva, del 1997, es una escultura de bronze, representant un bomber amb un nen en braços, ubicada al mig d'una rotonda de la praça da República. |          |
| Guimarães                  | El 22 de març de 2015 es va inaugurar el monument al bomber al Passeig Dr. Alfredo Pimenta, a Guimarães, davant del parc de bombers voluntaris, coincidint amb la commemoració del trenta-vuitè aniversari de l'Associació Humanitària dels Bombers Voluntaris de Guimarães. |          |
| Lisboa                     | Monument en memòria als bombers municipals de Lisboa, de 1875, situat al cementiri Prazeres de Lisboa. |          |
| Loures                     | El 'Monument al bomber' de Loures es va inaugurar el 29 de juny de 2013, al parc de la Ciutat, en commemoració del 126è aniversari de l'Associació Humanitària dels Bombers Voluntaris de Loures. L'estàtua de bronze, obra de Rogério Timóteo, representa a dos bombers i una nena, sobre un pedestal de marbre. |          |
| Malveira                   | Monument en homenatge als bombers de Malveira que han mort en acte de servei. |          |
| Mealhada                   | Monument al bomber voluntari, obra de l'escultor Alves Andrés, ubicat a la plaça davant del parc de Bombers Voluntaris de Mealhada. |          |
| Mêda                       | El monument d'homenatge al bomber, al carrer Conde Ferreira de Mêda, Guarda, està constituit per una estructura de pedra i una estàtua de bronze. |          |
| Melgaço                    | El maig de 1996 es va instal·lar el monument al bomber en un jardí del centre de Melgaço. |          |
| Moimenta da Beira          | Monument als bombers voluntaris de Moimenta da Beira. |          |
| Montijo                    | El Monument d'Homenatge al Bomber, obra de l'escultor António Vidigal, es va inaugurar el 29 de juny del 2001, al carrer Manuel Neves Nunes d'Almeida, al costat de l'Ajuntament. Aquesta peça, de bronze, es troba al lloc on existia el primitiu parc de bombers. Ret homenatge al paper del bomber. |          |
| Murtosa                    | L'1 d'agost de 1993 es va inaugurar el monument al bomber, de l'escultor José João Brito, situat a l'avinguda Do Emigrante de Murtosa, al jardí al sud del parc de bombers. El monument realitzat en bronze, representa la figura d'un bomber. |          |
| Nelas                      | El monument al bomber, obra de l'arquitecte Keil do Amaral, es va inaugurar el 24 de juny de 1995, al carrer dels Bombers Voluntaris de Nelas. Fet amb tubs i tires en ferro pintat, esfera en material sintètic, de 9 metres d'alçada. Els tubs invoquen els arbres cremats, el cinturó vermell simbolitza la flama, l'esfera daurada simbolitza el valor dels soldats de la Pau i, al paviment, el disseny de la vorera evoca aigua. |          |
| Oeiras                     | El 31 de maig de 2014 es va inaugurar el monument 'Bomber salva criatura de les flames', obra de Luís Araújo, sotscomissari de Policia de Seguretat Pública, a la parròquia de Barcarena, del municipi d'Oeiras. |          |
| Oliveira do Hospital       | El 31 de març del 2008, la celebració del 86è aniversari de l'Associació Humanitària dels Bombers Voluntaris d'Oliveira do Hospital (AHBVOH) va estar marcada per l'homenatge que va fer l'Ajuntament al comandant Manuel Gouveia Serra i als bombers, amb la inauguració de la plaça que porta el nom del difunt comandant i del monument al bomber, obra de Luís Queimadela. |          |
| Palmela                    | Palmela disposa de 2 monuments al bomber: el 'Monumento ao Bombeiro' de Manuel João Vestias, del 2001 dedicat als Bombeiros Voluntários de Águas de Moura, i el 'Monumento ao Bombeiro Voluntário' de Laurentino Silva (Camarro), del 2009, de la Junta de la Parròquia de Pinhal Novo. |          |
| Pedrógão Grande            | Monument en homenatge als bombers de Pedrógão Grande, inaugurat el 19 de març de 2012. |          |
| Pombal                     | El Monument als Bombers Voluntaris de Pombal es va inaugurar el 10 de juny del 2001, en la celebració del 89è aniversari dels Bombers Voluntaris de Pombal. Obra de Baltazar Oliveira, Gabinete de Arquitetura Carlos Vinhas. Estàtua de bronze i alt relleu; estructura revestida de pedra calcària. |          |
| Ponta Delgada              | El monument als bombers de Ponta Delgada, obra de l'escultor de les Açores Álvaro Raposo de França, està al costat del parc de bombers voluntaris. L'estàtua de bronze, instal·lada l'agost del 2000, representa un bomber dalt d'una escala, amb una mànega. |          |
| Portalegre                 | El Monument al Bomber va ser sufragat per 24 portalegrins, que l'any 1951 van decidir erigir aquest homenatge als bombers. |          |
| Portel                     | L'ajuntament de Portel va erigir el 'Monument als bombers voluntaris' el 30 de juny de 2010, en el 30è aniversari de la fundació del cos. Obra dels germans António José i Francisco Charneca, representa a tres bombers amb una mànega. |          |
| Póvoa de Lanhoso           | Monument d'homenatge del municipi al bomber voluntari. |          |
| Póvoa de Santa Iria        | A la rotonda al costat del parc de bombers voluntaris de Póvoa de Santa Iria, al municipi de Vila Franca de Xira, hi ha un obelisc dedicat als bombers. |          |
| Redondo                    | El 'Monument als bombers voluntaris' de Redondo, Évora, obra dels germans António José i Francisco Charneca, es va erigir en una rotonda del barri Quinta da Faia, el 16 de maig de 2010, coincidint amb el 60è aniversari dels Bombers Voluntaris de Redondo. L'escultura representa a dos bombers amb una mànega. |          |
| Reguengos de Monsaraz      | El Monument als bombers voluntaris, de l'escultor moçambiqueny António Charneca, situat a una rotonda de Reguengos de Monsaraz. |          |
| Rio Maior                  | El 'Monument al bomber' de Rio Maior està a la rotonda davant del parc de bombers de la intersecció entre l'avinguda Dr. Mário Soares i l'avinguda Dr. João Calado da Maia. Obra de l'escultora Margarida Santos, va ser inaugurada el 2006. Obra de bronze sobre pedra. |          |
| São João da Madeira        | Escultura abstracta d'uns tres metres d'alçada, situada davant del parc de bombers de São João da Madeira, que representa a les forces de pau de manera abstracta. |          |
| São Bartolomeu de Messines | El monument en 'Homenatge al bomber' està davant del parc de bombers de São Bartolomeu de Messines. Erigit l'1 de gener de 2002, l'estàtua representa un bomber amb una mànega, sobre un pedestal. |          |
| Seia                       | El municipi de Seia celebra el dia municipal del bomber el 19 de maig, amb actes protocol·laris, entre els que hi ha l'ofrena floral al Monument al Bomber, un gest simbòlic als 'soldats de la pau' pel seu servei de protecció a la població. |          |
| Seixal                     | El monument al bomber es va inaugurar el 29 de juny de 2018, en dia municipal del bomber. |          |
| Sines                      | Estàtua d'homenatge al bomber ubicada en uns jardins de l'avinguda General Humberto Delgado, davant del parc de bombers voluntaris de Sines. Inaugurada l'1 de desembre de 1993. Autor, Jorge Pé Curto. L'estàtua, de bronze, representa un bomber agafant una destral per sobre el seu cap, amb un colom parat sobre el mànec. |          |
| Torres Novas               | Estàtua d'un bomber en homenatge a aquesta professió. |          |
| Torres Vedras              | El monument al bomber 'torriense', inaugurat l'1 de desembre de 1997 i situat a la Praça da Liberdade, davant de la caserna de policia de Torres Vedras. El monument al bomber presenta tots els elements de la natura relacionats amb l'activitat del bomber per ajudar els altres, com ara el foc, l'aigua, la terra i l'aire: el foc està representat per un conjunt de flames controlades per raigs d'aigua que surten d'un prisma de granit i que té inscrit el lema “Vida por Vida”, l'aigua per les dues basses que conformen el monument, la terra per la gespa que el rodeja i l'aire que està inevitablement present.                                                                                |          |
| Trofa                      | El monument en homenatge als bombers voluntaris de Trofa, es va erigir el 23 de setembre de 2009, al mig d'una rotonda de la ciutat. |          |
| Valpaços                   | Memorial en homenatge als bombers de Valpaços, inaugurat el 17 de setembre del 2017, en una rotonda a l'entrada nord de la ciutat. Simbolitza el cos de bombers rodejat de flames. |          |
| Vialonga                   | Monument als bombers voluntaris de Vialonga, obra de l'escultor João Duarte. |          |
| Viana do Castelo           | El 18 de setembre del 2017, amb la celebració del 30è aniversari dels Bombers Voluntaris de Viana do Castelo, es va inaugurar el Monument al Bomber, obra del jove artista de Viana Renato Batista, que representa una escala i una bomba d'incendis, pel fet que la companyia es coneixia com la 'Companyia de Bombes'. La proposta d'homenatge la va fer l'Ajuntament l'any 1989, no executant-la fins al 2017. |          |
| Vidago                     | El 10 de juny del 2017, dia de Portugal, es va inaugurar el monument d'homenatge als bombers voluntari de Vidago, parròquia del municipi de Chaves, en reconeixement dels 50 anys de l'agrupació de bombers. L'estàtua, de bronze, és obra de Mário Lino, que la va anomenar 'Heroi sense rostre'. |          |
| Vieira de Leiria           | El 5 de febrer de 2017 es va inaugurar el monument als bombers de Vieira de Leiria, en la celebració del seu 70è aniversari. |          |
| Vieira do Minho            | El monument al bomber de Vieira do Minho es va inaugurar el 15 de febrer de 1998. |          |
| Vila Nova de Famalicão     | Obra d'Augusto Costa i promoguda pel municipi de Vila Nova de Famalicão. Es va inaugurar el 10 de juny de 1985, amb la remodelació del parc de l'1 de maig. El monument apareix com un homenatge d'agraïment pel paper dels bombers voluntaris que, amb el seu esperit de sacrifici per la comunitat. Al pedestal hi ha la inscripció: 'Al bomber voluntari'. |          |
| Vila Real                  | El monument al bomber voluntari de Vila real, del 3 de juny del 2000, està sobre un pedestal de granit amb la inscripció 'Vida per vida', sobre el que hi ha l'escultura de bronze que representa un bomber que porta un nadó a braços. |          |
| Vila Real de Santo António | Estatua de bronze representant un bomber amb la mànega a les mans, de mida real, 1,70 metres d'alçada, sobre un pedestal amb la inscripció: 'Homenagem ao bombeiro 18-8-1976', al mig dels jardins de l'Avinguda dels Bombers Portuguesos, a Vila Real de Santo António. |          |
| Vila Verde                 | Monument als bombers voluntaris de Vila Verde, inaugurat el desembre de 2008. |          |

## Puerto Rico
| Puerto Rico | Puerto Rico | Puerto Rico |
| ----------- | --- | ----------- |
| Ponce       | El monument als 'Herois del Polvorí' és un obelisc situat a la plaça Delicias de Ponce, en honor dels 8 bombers municipals que van morir a l'incendi del 'Polvorín', un arsenal que els EUA tenien al carrer Comercio, a Ponce, que va cremar el 25 de gener de 1899, i que els bombers van extingir arriscant la seva vida per salvar la ciutat. |             |
| Ponce       | El mausoleu als 'Herois del Polvorí', va ser construït el 1911 al Cementiri Civil de Ponce, dedicat als bombers que van morir a l'incendi del 'Polvorín' el 25 de gener de 1899. |             |

## Regne Unit
| Regne Unit          | Regne Unit | Regne Unit |
| ------------------- | --- | ---------- |
| Alrewas             | El memorial al cos de bombers nacional 'Bombers Servint la Humanitat', al The National Memorial Arboretum, a Alrewas, Staffordshire, està dedicat als homes i dones que han perdut la vida en acte de servei. Inaugurat el 20 de maig de 2008, consisteix en un mur de granit vermell. |            |
| Bradford            | El monument als sis bombers morts en l'incendi a la fàbrica Low Moor Munition Works, a Bradford, West Yorkshire, el 21 d'agost de 1916, representa un bomber amb una mànega sobre un pedestal. Originalment es va erigir al cementiri Scholemoor, i en el centenari de l'accident es va reubicar al recinte del cos de bombers de West Yorkshire. |            |
| Bristol             | L'estàtua 'Memorial als bombers' de Bristol, obra de l'escultor Stephen Joyce, es va inaugurar el 23 de maig de 2003. Es tracta d'una figura de resina de bronze a mida natural d'un bomber, amb una mà alçada sobre el cap i l'altra al costat que sosté el casc. Està situada davant del parc de bombers d'Avon, al carrer Temple Back, de Bristol. Es volia traslladar al parc de bombers de Portishead, però una consulta popular va decidir que seguís a Bristol. |            |
| Edimburg            | A la plaça del Parlament d'Edimburg hi ha l'estàtua de James Braidwood, bomber escocès que amb 23 anys va ser el cap del primer cos de bombers al món, el 1823 a Edimburg. Va propugnar l'extinció dels incendis des de l'interior dels edificis, i que cap bomber entrés sol a un edifici, perquè el company el pogués socórrer. El 1830 va escriure el primer llibre sobre extinció d'incendis. El 1833 va passar a ser el cap del cos de bombers de Londres. Va morir en un incendi d'un magatzem al costat del riu Tàmesi, el 1861, en caure-li una paret a sobre. L'estàtua, obra de l'escultor de Glasgow Kenneth Mackay, es va col·locar el 5 de setembre de 2008, al costat d'on hi havia hagut el seu primer parc de bombers.              |            |
| Glasgow             | A la Necròpolis de Glasgow hi ha el Memorial als 19 bombers i rescatadors que van morir a l'incendi d'un magatzem de whisky al carrer Cheapside, el 28 de març de 1960, a causa d'una gran deflagració que va destruir l'edifici. |            |
| Glasgow             | El 2010, en el 50è aniversari del devastador incendi a Cheapside street a Glasgow, on van morir 19 bombers i rescatadors, es va decidir posar una placa commemorativa a la vorera del lloc del sinistre, així com als altres llocs de la ciutat on van morir bombers en acte de servei, creant l''Itinerari del patrimoni dels Bombers de Glasgow'. S'hi han col·locat 12 plaques. |            |
| Glasgow             | El 'Bomber Ciutadà' és una estàtua col·locada el 17 de juny de 2001 enfront de l'Estació Central de Glasgow. Tres mesos més tard es va convertir en punt de trobada dels ciutadans de Glasgow, a rel dels atemptats a Nova York, l'11-S. L'estàtua, dissenyada per Kenny Hunter, es va convertir en un lloc on molts podien deixar flors i homenatges als nombrosos bombers que van morir en aquells esdeveniments. I el 23 d'octubre de 2001, les Bombers d'Escòcia van celebrar una cerimònia de commemoració al 'Bomber Ciutadà' per a aquells 343 membres de la família global del servei de bombers que van perdre la vida mentre intentaven salvar altres.                                                                                    |            |
| Greenock            | Davant del parc de bombers de Greenock hi ha el memorial 9/11 dedicat als 343 bombers morts en l'atemptat a Nova York l'onze de setembre de 2001, construït amb llambordes pels mateixos bombers. |            |
| Leeds               | El monument als bombers es va erigir el 1892 al cementiri General de Leeds, també anomenat cementiri de Woodhouse. El cementiri es va tancar el 1969, però el monument es va deixar al lloc, que ara s'anomena Camps de Sant Jordi i pertany a la Universitat de Leeds. El monument és un obelisc de granit, coronat per un casc de bomber i als costats talles de pedra calcària de vehicle de bombers tirat per cavalls, i mànegues plegades. A la base hi ha inscripcions dels noms dels bombers morts en acte de servei. |            |
| Lisburn             | L'estàtua 'El Rescat' es troba davant de la seu del Servei de Bombers i Rescat d'Irlanda del Nord, al carrer Seymour de Lisburn. L'obra, feta en bronze, representa un bomber rescatant un nen. |            |
| Londres             | El Memorial Nacional de Bombers és un memorial que es compon de 3 estàtues de bronze que representen bombers en acció al The Blitz. El 1990 es va col·locar a Old Change Court, a la ciutat de Londres. Va ser esculpit per John W. Mills. El 1998 es va decidir convertir el monument en un monument nacional que commemorés no només els bombers que van morir a la Segona Guerra Mundial, sinó la vida de tots els bombers de tot el Regne Unit que van morir en el compliment del deure; es va traslladar al Passeig del Jubileu, al sud de la catedral de Sant Pau; i el sòcol es va elevar una mica més d'1 m i es van afegir els noms de tots els bombers morts en temps de pau. En total es van inscriure 1.192 noms en bronze al monument. |            |
| Londres             | Al cementiri Highgate de Londres hi ha el memorial erigit el 1943 en memòria dels 97 bombers que van morir als bombardejos de Londres durant la Segona Guerra Mundial. El monument consisteix en un mur d'uns 2 metres d'alçada i la mateixa amplada, amb la inscripció Cos de Bombers de Londres i el nom dels bombers morts. |            |
| Manchester          | El 22 de setembre de 2017 es va inaugurar el 'Memorial al bombers del Gran Manchester caiguts', enfront del Centre de Formació i Seguretat de Bury, Manchester. L'obra, de l'artista Douglas Jennings, representa un bomber assegut, cansat després d'un dia de treball. |            |
| Nottingham          | El memorial 'Herois amb les cares brutes', una cita de Winston Churchill que fa referència als Bombers durant el Blitz (bombardeig alemany sobre el Regne Unit a la Segona Guerra Mundial) es va inaugurar el 9 de maig de 2013 al pati de l'església de Santa Maria, a Nottingham. L'església va servir de parc de bombers des de 1716 a 1770. El monument es va fer d'una pedra d'1,3 tones tallada d'una pedrera de Leeds. A tres de les quatre cares s'hi va tallar els noms dels bombers mort durant la guerra i els anys següents. |            |
| Stratford upon Avon | Davant del parc de bombers Warwickshire, a Stratford upon Avon, hi ha el memorial als 4 bombers que van morir el 2 de novembre de 2007 a l'incendi d'un magatzem a Atherstone-on-Stour. Obra de l'escultor Allan Scott, l'escultura de bronze representa un bomber amb una mànega. |            |
| Stratford upon Avon | Als jardins Bancroft de Stratford-upon-Avon, hi ha el memorial als 4 bombers que van morir el 2 de novembre de 2007 a l'incendi d'un magatzem a Atherstone-on-Stour. Inaugurat el 24 d'abril de 2009, forma un petit amfiteatre al costat del riu, amb plaques de granit amb imatges i frases en honor dels 4 bombers, i un rellotge de sol al terra, fet amb pedra de Caithness, on l'ombra de les persones marca l'hora. |            |

## Romania
| Romania   | Romania | Romania |
| --------- | --- | ------- |
| Bucarest  | El 'Monument dels herois del Foc', situat a la unió dels carrers Izvor i 13 de setembre, a Bucarest, va ser inaugurat el 13 de setembre de 1901, sent originalment situat al turó Spirii. El 1984 es va desmantellar per construir-hi la Casa del Poble (actualment Palau del Parlament) i el 13 de setembre de 1990 es va traslladar al lloc actual, davant de l'hotel JW Marriot. L'escultura, de bronze, és obra de Wladimir Hegel, es va sufragar per subscripció oberta. El 13 de setembre té una gran importància per als romanesos: és el dia en què, el 1848, els bombers de Bucarest van intervenir per la llibertat del país i van lluitar contra l'exèrcit turc, a la batalla del turó Spirii. Per aquest motiu el 13 de setembre és el dia dels bombers militars romanesos. Per als habitants de la capital, aquest dia ha adquirit connotacions encara més àmplies, des que es va convertir en el nom d'una artèria important de la ciutat i, més tard, d'un barri. El Monument dels Herois del Foc, és avui el símbol dels bombers militars de Romania i un dels conjunts estatuaris més famosos de Bucarest. |         |
| Oradea    | El monument als bombers de Bihor, situat a la intersecció entre els carrers Avram Iancu i Mihail Kogălniceanu d'Oradea, va ser inaugurat el 14 d'octubre de 1996. |         |
| Satu Mare | La 'Torre dels Bombers' és una torre de 47 m d'alçada a Satu Mare, construïda el 1904 per recomanació del bisbe Gyula Meszlényi. L'arquitecte de la torre va ser Ferencz Dittler i el constructor Lajos Vajnay. La torre va ser utilitzada, per la seva alçada, com a punt de vigilància d'incendis dels bombers. Monument històric, avui és un símbol de la ciutat vella. L'any 2005 va ser restaurada i es va poder visitar amb motiu del Dia dels Bombers del 13 de setembre. |         |
| Suceava   | L'estàtua del 'Bomber' de Suceava (també coneguda com l'Estàtua del bomber anònim) és un monument de bronze realitzat per l'escultor Narcis Tabarcea i inaugurat el 2010 a Suceava. L'estàtua es troba davant de l'església militar de Sant Josep el Nou de Partoș (Sfântul Ierarh Iosif cel Nou de la Partoș, en romanès), patró dels bombers romanesos, al carrer de la Universitat, al barri d'Areni, davant de la seu de la Inspecció de Situacions d'Emergència 'Bucovina' del comtat de Suceava. |         |

## Rússia
| Rússia          | Rússia | Rússia |
| --------------- | --- | ------ |
| Angarsk         | El 'Monument als bombers i rescatadors' es va inaugurar l'1 d'octubre de 2020, al 15è districte d'Angarsk, davant del parc de bombers i rescat núm. 9. Obra de l'escultor Usolsk Ivan Zuev, l'escultura fa més de dos metres d'alçada i és de formigó armat. |        |
| Àtxinsk         | El 29 d'octubre de 2015 es va inaugurar el 'Monument als bombers-rescatadors' al parc de bombers número 15, a Àtxinsk, coincidint amb el 25è aniversari del Ministeri de Situacions d'Emergència. L'escultura representa un bomber salvant una nena. |        |
| Blagovésxensk   | El 7 de desembre de 2020 es va inaugurar el 'Monument al bomber' al parc de bombers número 12 de Blagovésxensk, coincidint amb el 30è aniversari de la formació de l'EMERCOM de Rússia. Dedicat als bombers que van morir durant la Gran Guerra Patriòtica i en temps de pau en compliment del deure. L'autor és el mestre bomber Alexei Sidorov. |        |
| Briansk         | El 'Monument al bomber' es va instal·lar el 1999 al carrer Valentina Safronova de Briansk, dedicat al coratge i lleialtat dels bombers morts en acte de servei. Obra de l'escultor N. N. Kozlova i l'arquitecte: Kovalev V.A., el monument té forma de capella feta amb maons vermells i rematada amb una creu ortodoxa. El seu aspecte arquitectònic s'assembla alhora a una torre de foc de més de deu metres d'alçada. |        |
| Briansk         | El 'Monument al bomber-rescatador' es va instal·lar el 2002 a l'entrada del centre d'incendis i rescat al carrer Bondarenko de Briansk. L'obra que l'escultor de Briansk N.N. Kozlova havia fet als anys setanta per a una exposició tècnica contra incendis, al carrer Ulyanov, al districte de Bezhitskiy, al centre regional, i després al recentment reconstruït edifici de bombers del carrer Bondarenko. |        |
| Briansk         | El dia del rescat de la Federació Russa de 2013, es va inaugurar un monument a la famosa autobomba AC-25 a l'edifici de la Direcció Principal del Ministeri d'Emergències de Rússia a la regió de Briansk. Aquest vehicle va estar en servei fins al 1985, i després es va fer servir en desfilades i exposicions. |        |
| Donetsk         | El monument a l''Heroi-Rescatador' es va erigir a Donetsk, al districte Leninsky, a la plaça davant del parc de bombers número 2. Es va inaugurar el 14 de setembre del 2006, dos dies abans de la celebració del Dia dels Treballadors de Protecció Civil. El monument és una figura de cinc metres d'un socorrista davant d'una estela de set metres. L'estela representa teatres, museus, l'administració estatal regional i altres edificis de Donetsk. L'autor del monument és l'escultor Viktor Fedorovich Piskun, amb els seus fills Fedor i Vladimir. Originalment es va planejar crear un monument al bomber, però el cos de bombers i les tropes de defensa civil es van unir en un servei de rescat d'emergència i va aparèixer una imatge col·lectiva d'uns herois rescatadors.         |        |
| Grozni          | El monument als 'Caiguts en la lluita contra el foc' en honor dels bombers que van morir en l'extinció d'incendis dels atacs aeris nazis a Grozny els dies 10-15 d'octubre de 1942 es troba a Grozny a la cantonada del carrer Industrialnaya amb l'avinguda Kultury. Autor txetxè Ingush Ruslan Izrailovich Mamilov. La inauguració del monument, de ferro colat, obra de l'escultor Ruslan Izrailovich Mamilov, va tenir lloc el 5 de novembre de 1968: el primer monument als bombers de l'URSS, amb una flama eterna. |        |
| Ioixkar-Olà     | El monument 'Als herois del temps de pau, bombers i rescatadors' es va inaugurar el 29 d'abril de 2021 al parc de la Resurrecció d'Ioixkar-Olà, Marí El. Obra dels escultors de la república, Anatoly Sharnin i Sergey Yandubaev, representa a un bomber rescatant un nen en braços, darrera hi ha flames, i al seu costat un gos, el seu ajudant. |        |
| Irkutsk         | El 'Monument a bombers i rescatadors' en memòria dels bombers i rescatadors que van donar la vida per salvar la vida d'altres a Irkutsk, es troba a la zona del parc entre la Societat Filharmònica Regional d'Irkutsk i la Direcció Principal del Ministeri de Situacions d'Emergència de Rússia per a la regió d'Irkutsk, a la cantonada dels carrers Krasnoarmeyskaya i Dzerzhinsky. Es va inaugurar el 10 de juny de 2014. L'autor del monument és el famós escultor d'Irkutsk Yevgeny Stavsky i el seu equip creatiu: els escultors I. Yavorsky i M. Mukhaev. La idea d'erigir el monument va sorgir després de la tragèdia de la primavera del 2013, on l'explosió de l'helicòpter va suposar la vida dels rescatadors que van treballar per eliminar l'embús de gel a la regió de Katangsky. |        |
| Ivànovo         | El 'Monument als bombers d'Ivànovo morts en acte de servei' va ser inaugurat el 25 de desembre de 2015, al carrer Bazisnaya, 27 d'Ivànovo, davant del parc de bombers. L'autor és el bomber-conductor Dmitry Gorbunov, antic restaurador. |        |
| Jeleznogorsk    | El 9 d'octubre de 2017, coincidint amb el 70è aniversari de la formació del Cos Especial de Bombers de Rússia, es va inaugurar el monument al bomber, al parc de bombers número 9 de Jeleznogorsk. Ideat per un bomber veterà, va ser realitzat pels mateixos bombers. L'obra és un alt relleu sobre un mur, que representa un bomber apagant les flames amb una mànega. |        |
| Kémerovo        | El monument als bombers i rescatadors de Kuzbass es va instal·lar l'octubre de 2015 a prop de la Direcció Principal del Ministeri de Situacions d'Emergència de la Federació Russa a la regió de Kemerovo (anteriorment el cos de bombers) a la intersecció dels carrers Krasnaya i Tomskaya. L'obertura del monument va coincidir amb el 25è aniversari del Ministeri rus per a situacions d'emergència. El grup escultòric està format per tres figures de bronze: un rescatador de l'esquadró de rescat i emergències, un bomber i un rescatador de mines. L'autor és l'artista-escultor de Krasnoiarsk Konstantin Zinich. |        |
| Kirillov        | El 'Memorial als bombers i rescatadors' es va inaugurar el 30 d'abril de 2013 a prop del 10è parc de bombers de Kirillov, en memòria dels 3 bombers que van morir atropellats quan treballaven en un accident a la carretera el 23 de juliol de 2012. |        |
| Krasnoiarsk     | El 'Monument als bombers' de Krasnoiarsk es va erigir el desembre de 2012, al carrer Xakhterov, prop del parc de bombers. Obra de l'escultor de Krasnoiarsk Andrei Kiyanitsyn, és de bronze i pesa vuit tones. |        |
| Magnitogorsk    | El 7 d'agost de 2019 es va inaugurar el 'Memorial als bombers', al parc de bombers número 25, coincidint amb el 90è aniversari dels bombers de Magnitogorsk. Obra del bomber Danil Sevastyanov, pesa més d'una tona i mitja, està fabricat amb formigó, sorra i granit. Representa a dos bombers preparats per a actuar. |        |
| Moscou          | Al carrer Kremenchugskaya de Moscou, el 'Monument als socorristes i bombers' es va inaugurar el 27 de desembre de 2010 en honor del 20è aniversari del Ministeri d'Emergències de Rússia. L'escultor del monument és S.A. Xerbakov. Arquitectes: I. V. Voskresensky, V. V. Perfilyev. El monument es compon de diferents composicions escultòriques: un bomber rescatant una nena i un altre amb unes pinces hidràuliques i un gos; un rescatador descansant; un general amb moltes medalles assegut amb una nena i davant un nen amb el barret del general saludant-lo. |        |
| Moscou          | El monument 'Als bombers de Moscou' es va inaugurar el 17 d'abril de 2018, dia en que se celebrava el centenari de la fundació del cos de bombers de Moscou. Està situat al carrer Prechistenka, al pati de l'edifici històric del parc de bombers Prechistenskaya. El monument està dedicat als vuit bombers que van morir durant l'extinció d'un incendi de grans dimensions que es va produir el setembre del 2016 al carrer Amurskaya. Obra de l'escultor Evgeny Teterin, el monument és una composició de vuit figures de bombers. |        |
| Nàltxik         | El 28 de desembre de 2018 es va inaugurar el 'Monument als bombers de Kabardino-Balkària', prop de l'edifici del servei republicà d'incendis i rescat de Nàltxik. Obra de l'escultor Stanislav Katoni, representa dos bombers, un amb una mànega i l'altre rescatant una nena. |        |
| Nevinnomyssk    | El 'Monument als bombers' està situat davant del parc de bombers de la ciutat-indústria Nevinnomyssk. Es va sufragar el 2012 pels treballadors de l'EMERCOM (Ministeri de Situacions d'Emergència de Rússia). representa un bomber que treu un nen del foc. |        |
| Nijni Nóvgorod  | Monument als bombers que van morir en l'explosió del petrolier TN-602 l'1 d'agost de 1977 al moll del dipòsit de petroli de Sormovskaya. L'explosió va causar la mort de 24 bombers i 9 membres de la tripulació de vaixells a motor que van participar en l'extinció de l'incendi. El monument és un obelisc al moll del dipòsit de petroli, que representa una flama que esclata. |        |
| Nijni Nóvgorod  | Davant del parc de bombers 50 de Nijni Nóvgorod hi ha el monument en memòria dels bombers morts en acte de servei. És una escultura d'un bomber que amb la mà esquerra, prem el nen al pit i amb la mà dreta intenta protegir-lo del foc. |        |
| Novosibirsk     | El 'Monument als bombers i rescatadors' és una mostra d'agraïment a tots els herois, vius i morts. Representa un bomber que treu una noia del foc. Inaugurat pel 25è aniversari del Ministeri d'Emergències de Rússia, el juny del 2015, al districte central, en un parc de la Krasny Prospekt de Novosibirsk. L'autor de la composició escultòrica va ser l'artista popular de la Federació Russa Salavat Shcherbakov. El monument de tres metres està fet de bronze, pedra i granit vermell. |        |
| Óbninsk         | El 'Monument al bomber' està situat al carrer Gorky, a Òbninsk, a l'oficina del servei federal de fronteres núm. 84 del ministeri rus d'emergències. L'escultura de bronze representa un bomber, i al seu costat hi ha una autobomba ZIL-130 sobre un pedestal. Es va inaugurar el 23 d'octubre de 2020, coincidint amb el 70è aniversari del departament de la Direcció Principal del Ministeri d'Emergències de Rússia a la regió de Kaluga, que es va crear per garantir la seguretat contra incendis del laboratori "B" i de la primera central nuclear del món. |        |
| Omsk            | El monument commemoratiu 'Bombers que van anar al front des de la guarnició d'Omsk' es va erigir el 30 d'abril de 2015, en el 366è aniversari del cos de bombers rus, en memòria dels 250 bombers (dels 300 que hi havia aleshores) que van anar voluntàriament al front en la Gran Guerra Patriòtica de 1941-1945. |        |
| Oriol           | El 30 d'abril de 2019 es va inaugurar el 'Monument al bomber' a la Direcció Principal del Ministeri de Situacions d'Emergència de Rússia a la Regió d'Oriol. Obra de l'escultor Leonid Amelyokhin, representa un bomber travessant una porta amb una mànega. |        |
| Riazan          | El 'Monuments als bombers', situat al carrer Seminarskaya 11 de Riazan, davant del parc de bombers número 1, el més antic de Riazan. Consisteix en una autobomba AZ-AA de 1933 amb una bomba de PMG-1. A sobre del cotxe, com si hi hagués a la finestra d'una casa, hi ha la figura d'un bomber tocant una campana. |        |
| Salsk           | El 'Monument als bombers de Salsk' es va instal·lar al carrer Kirov al costat del parc de bombers de Salsk la vigília del 75è aniversari de la formació del cos de bombers. Obra de l'artista de Salsk V.V. Pakulov. |        |
| Sant Patersburg | Monument dedicat al coratge, la fortalesa i la dedicació dels bombers de Leningrad (actualment anomenada Sant Petersburg) que van salvar la ciutat del foc durant la Gran Guerra Patriòtica, es va erigir el 1981. Al pedestal de granit hi ha escrit:'Per a la gesta dels bombers de Leningrad'. El monument de bronze, de cinc metres d'altura, va ser creat per Levon Lazarev, Inicialment es va instal·lar al pati del parc de bombers nº 9, fins a mitjans dels anys 90, que es va traslladar a Bolshoy Prospekt. |        |
| Sant Patersburg | El 'Monument al bomber', al carrer Pribrezhnaya de Sant Petersburg, obra de l'escultor Kardabovskaya i es va instal·lar el 25 de juny de 2004. |        |
| Saràtov         | El 30 d'abril de 2014 es va inaugurar al parc de la Victòria, a la muntanya Sokolovaya Gora, de Saràtov, un monument als bombers i rescatadors de Saràtov que van morir en acte de servei. L'escultura de bronze representa un bomber que rescata un nen del foc. A banda i banda del monument es relacionen els noms dels que van morir en la lluita contra el foc. L'autor del monument és l'escultor V.A. Kuzmin. |        |
| Simferòpol      | 'Monument als bombers de Crimea', instal·lat al carrer Kechkemetskaya de Simferòpol, a prop de la Direcció General del Ministeri de Situacions d'Emergència d'Ucraïna a Crimea. Inaugurada el 30 d'abril de 2001, la construcció de marbre i granit va ser creada pel famós escultor de Crimea Yevgeny Yablonsky. |        |
| Taganrog        | El 30 d'agost de 2015 es va erigir un monument prop del parc de bombers de Taganrog, en memòria dels bombers morts en acte de servei, tant en temps de guerra com en la pau. |        |
| Tiumén          | El 'Monument als bombers morts' es va ser creat a principis de la dècada dels 1980 pel famós escultor de Tiumén Nikolai Raspopov i anteriorment estava situat a prop de l'edifici de l'administració regional del Ministeri d'Emergències de Rússia, al centre de la ciutat. El 2013, per decisió del Consell Regional de Veterans de Bombers i Socorristes, es va decidir reconstruir-lo, restaurar-lo i traslladar-lo a la recentment creada 'plaça de la Memòria'. L'escultura, de coure, es va instal·lar l'1 d'abril de 2013. |        |
| Tver            | El 23 d'agost de 2019 es va inaugurar el primer monument al bomber de Tver. L'autor de l'escultura de bronze va ser l'escultor de Moscou Yevgeny Teterin. Representa un bomber cansat, amb un nen que du el casc del bomber. Es va instal·lar a Zatverechye, lloc on es va ubicar el primer cos de bombers professional de Tver, creat el 1903. Era un edifici de maons d'un pis amb una torre d'observació. |        |
| Txeliàbinsk     | El monument 'Glòria als valents' en honor dels bombers morts en acte de servei a Txeliàbinsk, està davant del parc de bombers, al carrer Pushkin, 68. Es va inaugurar el 10 de novembre de 1983, representa a un bombers salvant a un nen de les flames. |        |
| Txeliàbinsk     | Al carrer de vianants Kirova, de Txeliàbinsk, hi havia l'escultura d'un bomber amb casc al costat d'un tanc vermell sobre un carro, dels que utilitzaven antigament per portar l'aigua d'extinció d'incendis. L'octubre de 2020 es va retirar per a restaurar-lo, i està previst recol·locar-lo al jardí de la ciutat que porta el nom de Puixkin. |        |
| Ufà             | El monument als bombers morts en acte de servei es troba en un petit parc, prop del parc de bombers d'Ufà. L'escultura es va instal·lar el 2003 per commemorar el Dia dels Bombers. El memorial està dedicat a la memòria de 47 bombers que van morir en el compliment dels seus perillosos deures oficials durant els darrers cinquanta anys. L'autor de la composició és Khanif Khabibrakhmanov. Es tracta d'una estela rectangular de granit, amb una inscripció en els idiomes baixkir i rus 'Memòria eterna als bombers morts en compliment del servei'. |        |
| Vladimir        | El 16 de setembre de 2016, coincidint amb la celebració del Dia de la Ciutat de Vladimir, es va inaugurar el 'Monument al bomber' al carrer Georgievskaya. L'autor del monument és l'escultor de Vladimir Igor Txernoglàzov. La composició escultòrica està formada per una figura de bronze que representa un bomber d'època amb una bomba manual, que a l'estiu tothom, en activar la bomba, podrà subministrar aigua a la mànega del bomber. L'escultura és contigua a la casa número 5 del carrer Spasskaya, en la qual es va instal·lar un parc de bombers amb una torre de vigilància de fusta a la dècada de 1840. |        |
| Vladimir        | El 21 de desembre de 2016 es va inaugurar el monument al bomber al carrer al carrer Gorki, 46 de Vladimir. Obra de l'escultor Dmitry Sergeevich Gorbunov. |        |
| Volgograd       | El monument al bomber es va erigir a la nova zona residencial de Volgograd, 'Spring Valley'. Representa a un bomber amb una mànega, fet de metall oxidat. |        |
| Vyksa           | El 22 de desembre de 2020 es va inaugurar el monument als bombers, a Vyksa, en record dels incendis forestals l'estiu de 2010. L'autor de l'escultura va ser Andrei Matchin. Representa un bomber amb una mànega, darrera d'ell un cérvol i un bosc polièdric. |        |

## Sèrbia
| Sèrbia  | Sèrbia | Sèrbia |
| ------- | --- | ------ |
| Belgrad | El 17 de setembre de 2016 es va inaugurar la font-monument dedicada al bomber de Belgrad, obra de Zvonimir Smrkulja, comandant de la brigada de bombers de Kosutnjak, que a més de bomber és escultor graduat. L'estàtua, de bronze, representa un bomber amb una mànega, que està realment llençant aigua al llac que té enfront. |        |

## Singapur
| Singapur | Singapur | Singapur |
| -------- | --- | -------- |
| Singapur | Al carrer Hill de Singapur hi ha el parc de bombers Central, construït el 1908, va ser el primer parc de bombers de Singapur. Actualment hi ha el museu del foc, o de la memòria de la protecció civil. A la cantonada de l'edifici hi ha un monument amb dues estàtues de bronze que simbolitzen dos bombers, un amb equipament actual i l'altre antic, i al balcó del primer pis una tercera estàtua d'un bomber. |          |

## Suïssa
| Suïssa  | Suïssa | Suïssa |
| ------- | --- | ------ |
| Berna   | El 7 de juny de 2016 es va inaugurar l'escultura Sant Florià, davant del nou parc de bombers de Forsthaus West a Berna, obra de l'escultor de ferro bernès Housi Knecht, és un regal de l'empresa de seguretat Gebäudeversicherung Bern (GVB).                                        |        |
| Lausana | Al cementiri Bois-de-Vaux de Lausana hi ha l'únic monument a Suïssa dedicat als bombers 'víctimes del deure'. Es tracta d'una tomba on s'hi enterren els bombers de Lausana morts en acte de servei, el primer va ser el 1927. Obra de Alphonse Laverrière, arquitecte del cementiri. |        |

## Txèquia
| Txèquia       | Txèquia | Txèquia |
| ------------- | --- | ------- |
| Břehyní       | Monument que celebra el rècord obtingut del 4 al 6 de maig del 2001, durant el qual els bombers van estendre una línia de mànega des del llac Mácha fins a l'aeroport d'Hradčany a l'antiga zona d'entrenament militar de Ralsko. La longitud d'aquesta línia era de 47,2 km. Van batre l'anterior rècord alemany, que s'esmenta al monument. Aquest rècord va durar fins al 8 de maig de 2010, quan es va trencar a Žďársko. El monument es troba al costat de la carretera entre Břehyní i Staré Splavy, a l'est del llac de Mácha. |         |
| Brno          | Al cementiri Myslínova, de Brno, hi ha el memorial als bombers, consistent en una roca que té esculpides les lletres KTH, una creu i un casc de bombers, i davant un marbre negre amb la llista dels bombers morts. |         |
| Horní Jiřetín | A Horní Jiřetín, el 12 de novembre de 2018 es va inaugurar el nou parc de bombers voluntaris, i una estàtua de Sant Florià, patró dels bombers, situada davant del parc. |         |
| Praga         | Una placa a l'edifici del carrer Blanická de Praga, on hi havia hagut el parc de bombers, que commemora les 954 víctimes dels bombers durant la Segona Guerra Mundial. |         |
| Praga         | El 'Monument als Bombers' encarregat per la Brigada 1 de Bombers Voluntaris de Praga, l'11 de setembre de 2010, consisteix en una pedra amb placa i un casc de bomber de bronze. Commemora els 343 bombers que van morir en l'atac de l'11-S de 2001 a Nova York. |         |

## Ucraïna
| Ucraïna   | Ucraïna | Ucraïna |
| --------- | --- | ------- |
| Khàrkiv   | El 1990 es va erigir un monument als bombers morts en compliment del deure, a la 'plaça dels bombers' de la ciutat de Khàrkiv. El monument es troba just a prop de la torre de foc. Els seus autors són l'escultor MF Ovsyankin i l'arquitecte Yu.M. Xkodovski. La figura de tres metres d'un bomber, feta amb metall, està feta de negre, que simbolitza la tristesa i, al mateix temps, recorda les condicions, el fum negre extrem, on han de treballar els bombers. Es representa un bomber amb un nen als braços, situat enmig d'una flama ardent.                                              |         |
| Kíev      | El monument a 'Bombers que van derrotar l'incendi de Txernòbil' es va inaugurar el 25 d'abril de 2011, en el 25è aniversari de l'accident de Txernòbil, el desastre més gran provocat per l'home a la humanitat. El monument es va erigir davant l'edifici del Servei d'Emergències Estatal d'Ucraïna (SES d'Ucraïna) al carrer Kruglouniversytetska 20/1. El monument de bronze està realitzat en un estil realista. El bomber completament equipat s'asseu sobre un bloc de granit i descansa després d'un treball dur. Els autors de l'obra són els escultors Mykola Tikhonov i Milana Yankovska. |         |
| Kíev      | El 'Monument als bombers' està davant del parc de bombers i museu de bombers, al carrer Dobrynynska de Kíev. És obra de l'escultor Znoba Valentin Ivanovich. |         |
| Luhansk   | El monument als herois-bombers es va col·locar el 1986 al costat del parc de bombers de Lugansk, al barri Alekseev. representa un bomber que porta un nen en braços. Al pedestal hi ha la inscripció: 'Dedicat al coratge dels bombers'. |         |
| Luhansk   | L'escultura 'El bomber' de Vladislav Zhuravlev, graduat a la Facultat de Belles Arts Decoratives i Aplicades de l'Acadèmia Estatal d'Arts de Lenningrad, per la que va rebre un 'excel·lent' pel seu treball, s'ha instal·lat al parc de bombers número 2 de Lugansk el 27 de novembre de 2020. |         |
| Txerkassi | Monument al bomber, al carrer Chyhyrynska de Txerkassi, prop del segon parc de bombers. Construït el 2011 en honor dels bombers de la ciutat. |         |
| Txerkassi | El 1997 es va erigir un monument al camió de bombers ZIL-157K carrer Onoprienko 8, davant de l'edifici principal de l'Institut de Seguretat contra Incendis Herois de Txernòbil, de Txerkassi. |         |
| Txernòbil | El memorial 'Als que van salvar el món', dedicat als bombers morts a la central nuclear de Txernòbil i al personal que va participar en l'eliminació de les conseqüències de la destrucció d'un reactor nuclear, no va ser creat per artistes, sinó per bombers. Es va instal·lar al costat del parc de bombers del carrer Kirov, de Txernòbil, el 25 d'abril de 1986, en el 10è aniversari de l'accident. L'alçada de la composició és d'uns vuit metres. |         |

## Uruguai
| Uruguai    | Uruguai | Uruguai |
| ---------- | --- | ------- |
| Montevideo | El 'Monument al bomber' està ubicat a la plaça Treinta y Tres Orientales de Montevideo, coneguda popularment com a 'plaça dels Bombers'. El 27 d'octubre, dia del bomber a Uruguai (en celebració de la creació del cos de bombers el 27 d'octubre de 1887), s'hi fa una ofrena de flors. |         |

## Veneçuela
| Veneçuela    | Veneçuela | Veneçuela |
| ------------ | --- | --------- |
| Boca del Río | En una plaça de Boca del Río, a Illa Margarita, hi ha un monument als bombers, d'aspecte naïf, que representa un bomber rescatant una dona d'una casa derruïda. |           |
| Caracas      | El 'Monument als bombers' està situat en una plaça de la parròquia El Cafetal, del municipi de Baruta, que va ser absorbit per Caracas.                         |           |

## Xile
| Xile             | Xile | Xile |
| ---------------- | --- | ---- |
| Antofagasta      | El 'Monument al bomber voluntari' d'Antofagasta, ubicat al parc Brasil, és una figura de formigó pintada de daurat, que representa un bomber amb una mànega. La base, també de formigó, pintada de blanc. Es va inaugurar el febrer de 1986. Hi ha una placa d'homenatge a la 5a Companyia de Bombers d'Antofagasta, en el seu centenari, l'any 1993. |      |
| Chillán          | El monument al bomber Florindo Lagos Martínez, es va inaugurar el 29 de setembre de 2011, en honor del primer màrtir del Cos de Bombers de Chillán, que va morir el 29 de novembre de 1958, dirigint-se a un incendi a l'avinguda Libertad. |      |
| Concepción       | El 'Monument al bomber' de Concepción es va inaugurar el 20 de desembre de 2012, al parc Equador, a l'alçada del carrer Rengo de Concepción. L'obra de l'escultor escultor Oscar Sánchez Fredes, és una escultura de bronze de 2 metres d'alçada sobre una base de més de 3 metres d'alçada, que representa un bomber voluntari amb un nen en braços. |      |
| Conchalí         | El 'Monument al bomber voluntari' de Conchalí, Santiago, es va inaugurar el 19 d'octubre de 1998, en el 50è aniversari del cos de bombers de Conchalí. És obra de Marco Antonio Suitt Véjar, està ubicat a la cruïlla de les avingudes Dorsal i Independencia. El monument mesura 4,80 metres d'alçada, i l'escultura 2,30 metres. |      |
| Doñihue          | El monument als bombers del parc de bombers 2a Companyia Lo Miranda, a Doñihue, és una escultura tallada en fusta que representa a dos bombers amb una mànega. Està situat al pati del parc, a l'avinguda Pedro Aguirre Cerda. |      |
| Hijuelas         | El monument 'Al cos de bombers de Hijuelas' és un bust de bronze ubicat al frontis del parc de bombers 'Sven Krarup Voigt'. |      |
| La Granja        | El 'Monument als bombers voluntaris' de la Granja, Santiago, va ser inaugurat el 29 de setembre de 2013, a la cruïlla del carrer Padre Esteban Gumucio amb l'avinguda Santa Rosa. |      |
| Ñuñoa            | El 'Monument als bombers' de la comuna Ñuñoa, Santiago, està ubicat a la placeta del Foc, dins de la plaça República d'Armènia. |      |
| Providencia      | El 'Monument al bomber màrtir Comandant Felipe Dawes Martindale', voluntari de la 14a Companyia de Bombers 'JAS Jackson', que va morir el 23 de gener de 1980, en accident de trànsit acudint a un servei, està ubicat al carrer Dr. Manuel Barros Borgoño, entre les avingudes Providencia i Once de Septiembre de la comuna Providencia, Santiago. |      |
| Punta Arenas     | El 'Monument al bomber Santiago Violic' està ubicat a la plaça de la rotonda que porta el mateix nom, en la intersecció d'Av. Bulnes amb Av. Espanya de Punta Arenas. Dedicat als bombers de la regió, aquesta escultura de bronze, de 2,6 metres d'alçada, sobre una base de ciment, va ser inaugurada el 1994 per la Municipalitat de Punta Arenas i confeccionada per l'escultor Luis Alberto Hevia Salazar. La imatge representa a un voluntari amb una dona a les mans, a la qual està salvant. El bomber Santiago Violic Vlastezic va ser un immigrant croat i alcalde de Punta Arenas, que va participar activament com a voluntari. Es va inaugurar el 12 de juny de 1994. |      |
| Santiago de Xile | El 'Monument als bombers' de Santiago de Chile és una escultura que l'ajuntament de Santiago va encarregar el 1913 a l'escultor català Antoni Coll i Pi, en homenatge al 50è aniversari de la fundació del cos de bombers voluntaris. L'obra d'acer representa a un bomber rescatant a una dona sobre les espatlles. Està ubicat a la via Santo Domingo, al costat del Museu d'Art Contemporani. |      |
| Rancagua         | El 'Monument al bomber' de Rancagua, emplaçat a l'avinguda Libertador Bernardo O'Higgins, davant del cementiri número 1, és obra del bomber Germán Ruz, actualment bomber d'excepció de la 2a Comanyia. |      |
| Valparaíso       | El 'Monument al bomber' de Valparaíso es va encarregar a França per la 1a Companyia de Bombers, com a homenatge als seus màrtirs. Després de vàries ubicacions, des de 1970 està a l'avinguda Brasil. |      |

## Xina
| Xina           | Xina | Xina |
| -------------- | --- | ---- |
| Chongqing      | El monument als bombers morts a Chongqing es troba al parc central del districte de Shizhong, Chongqing (actual parc popular de Chongqing), per commemorar el període de la guerra contra el Japó, en que Chongqing va ser atacada per avions japonesos i van esclatar incendis (1947). |      |
| Hengyang       | El monument '11·3' es va erigir el novembre del 2006 al cementiri dels màrtirs de Hengyang, davant de les tombes dels 20 bombers que van morir a l'incendi d'un edifici d'apartaments de 8 plantes el 3 de novembre de 2003. El foc va començar a les 4:40 de la matinada en un magatzem d'electrodomèstics de la planta primera i els bombers van aconseguir evacuar els 412 residents, il·lesos. Quan ja es donava per extingit l'incendi, 3 hores més tard, es van esfondrar sobtadament 2 edificis, atrapant a 21 bombers. Només un va ser rescatat amb vida. |      |
| Macau          | El memorial dels bombers de Macau està dedicat al bombers morts en acte de servei. Està situat a l'antic cementiri portuguès, al centre de Macau. |      |
| Xangai         | El 2 d'abril de 2021 al 'Cementiri dels màrtirs' del districte Songjiang de Xangai es va inaugurar el primer 'Parc commemoratiu dels màrtirs del foc' de la Xina. Ocupa 15 hectàrees. Inclou el cúmul 'Foc etern'; el grup escultòric 'Caminants del foc', que representa un grup de bombers atacant el foc; i el monument als màrtirs del foc, que representa una antiga torre de guaita d'incendis, amb els set caràcters de 'Passant foc i aigua pel poble'. El monument està dividit en tres parts: la base de la torre, el cos de la torre i l'agulla. L'alçada total del monument és d'11,9 metres, que simbolitza el codi de foc '119'. L'alçada de la torre és de 8,1 metres, que significa '1 d'agost' i representa la glòria militar de l'equip de rescat de bombers. Envoltant el monument hi ha 42 pilars de pedra, simbolitzant els 42 bombers de Xangai morts en acte de servei des de la fundació de la República Popular de la Xina. |      |
| Parcs temàtics | Nombroses ciutats xineses (Jinan, Hebei, Haojiang, Hangzhou, Pequin (Haidian, Shijingshan), Sichuan, Tongnan, Wuxi, Zhengzhou, Suzhou, Baiyun, Chongqing, Quanzhou, Jianyang, Chengdu…) han instal·lat parcs temàtics de protecció contra incendis, amb finalitats lúdico-formatives, que contenen escultures de bombers o relacionades amb l'extinció d'incendis, més o menys infantilitzades, que no es poden considerar pròpiament monuments als bombers. |      |

## Xipre
| Xipre   | Xipre | Xipre |
| ------- | --- | ----- |
| Kofinou | El memorial en record i honor dels 6 bombers caiguts a l'explosió a la base naval "Evangelos Florakis" de Mari, l'11 de juliol de 2011, es va inaugurar l'11 de juliol de 2019 al local d'EMAK a Kofinou. |       |